# Histoire de Villefranche-sur-Saône

Les armes de Villefranche-sur-Saône se blasonnent ainsi :
De gueules à une porte de ville d’argent flanquée à dextre d’une tour du même, au chef cousu d'azur chargé de trois fleurs de lys d'or, chacune brisée d'un bâton de gueules péri en bande.

L'histoire de Villefranche-sur-Saône commence par une création ex nihilo en 1140 des sires de Beaujeu, désireux de tenir à distance la puissance du comte-archevêque de Lyon et d'avoir part au grand trafic européen. Passée sous le contrôle des Bourbons au début du XVe siècle, elle a été promue capitale du Beaujolais en 1532 et dotée à ce titre d'importantes fonctions administratives. Quand cette fonction de commandement a décliné dans le nouveau cadre administratif issu de la Révolution française, la ville s'est inventée une vocation industrielle basée principalement sur le textile et la métallurgie. Quand, à leur tour, ces activités ont périclité du fait de la concurrence internationale, tirant profit de sa situation sur le grand axe de circulation séquano-rhodanien et devenue un véritable nœud autoroutier, elle s'est muée en centre de services non seulement au niveau local du Beaujolais mais aussi sur le plan national.

## Une fondation volontaire
Les conditions géographiques comptent beaucoup moins que les circonstances historiques dans la naissance et le développement de Villefranche-sur-Saône comme centre urbain. La décision de Humbert III seigneur de Beaujeu en 1140 de fonder une ville franche répond à deux objectifs. D’une part, affirmer son autorité en limite sud de ses possessions face aux archevêques-comtes de Lyon qui avaient érigé Anse en solide place forte, au nord de leur domaine ; d’autre part, avoir part aux fruits de la croissance économique caractéristique de l’époque en créant un relais commercial sur la route de Bourgogne animée par le transit international entre les pôles de Flandre et d’Italie du Nord. Rien d’original en cela comme en témoigne le grand nombre de villeneuves et les centaines de bastides fondées dans le sud de la France à la même époque. Beaujeu était trop à l’écart pour tirer profit de ces grands courants commerciaux.
Lors de la création du réseau de voies, les Romains avaient enjambé l’espace entre Asa Paulini, ancêtre de l’actuelle Anse et Ludna où l’on identifie pour partie l’actuelle Saint-Georges-de-Reneins sans laisser beaucoup de traces dans l’intervalle : on peut donc parler d’une création ex nihilo. Le choix d’une telle situation par Humbert III trouvait sa justification dans une position de relais à égale distance par rapport aux étapes historiques majeures de Mâcon et de Lyon. La possibilité de liaisons sur un axe transversal, est-ouest entre le gué sur la Loire au niveau de Roanne et celui, à proximité immédiate, gardé sur la Saône par la poype de Riottier achevait de faire de la cité un carrefour.

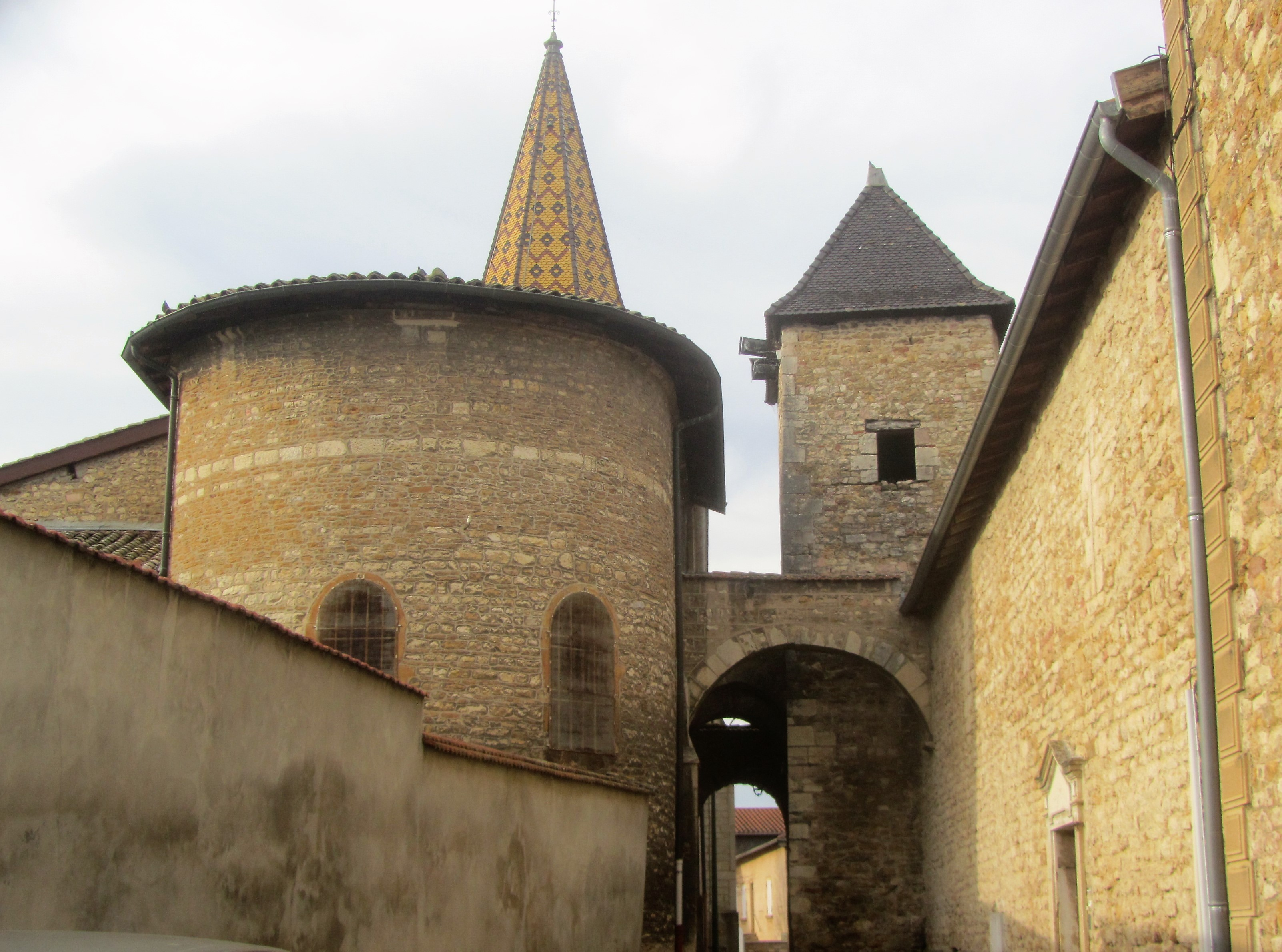
Château de Limas.

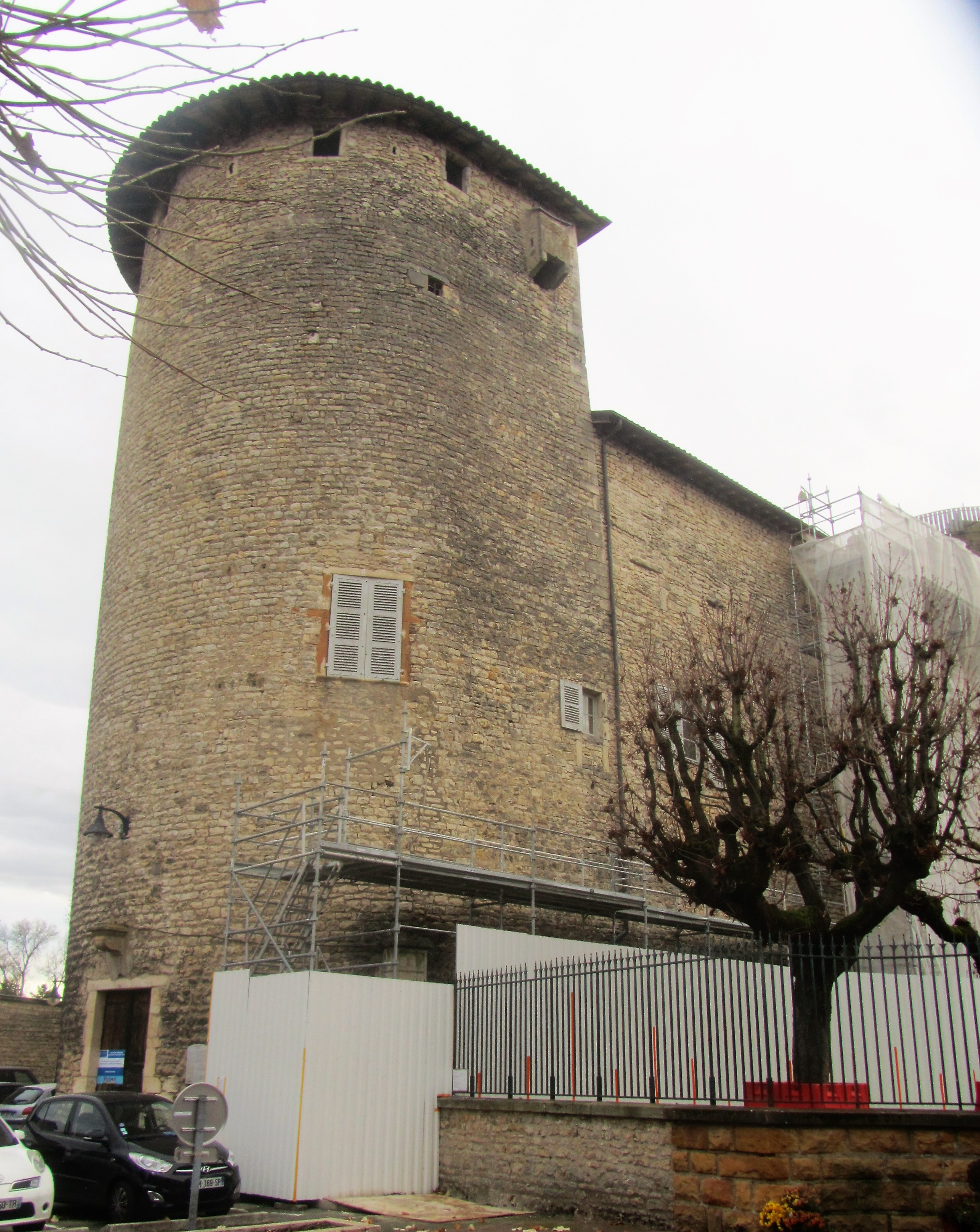
Château d’Anse.

Plus étonnant est le choix du site précis retenu par Humbert III. Limas aurait pu, à plusieurs titres, servir de point d’ancrage à cette fondation. Cette localité, en situation limitrophe si l'on en adopte l’étymologie latine de limes, du territoire où la présence des Beaujeu est attestée dès le XIe siècle, était le siège d’un péage et d’une châtellenie ainsi que d’une église dédiée à sainte Madeleine. Sa position sur les premières pentes de la montagne beaujolaise en facilitait la défense. La préférence a pourtant été donnée au creux formé par la traversée du Morgon, ruisseau descendu de cette même montagne. C’était, certes, s’assurer une bonne alimentation en eau mais aussi s'exposer au risque de ses débordements. D’où cette forme de nef de bateau selon la comparaison de Louvet, le premier historien de la ville : « Sa figure est presque semblable à la forme d’une galère par sa longueur un peu étroite et par ses deux extrémités qui, s’élevant au nord et au midi, ne représentent pas mal la proue et la poupe d’une galère, l’enfoncement du milieu ayant du rapport avec le corps de ce vaisseau ». Le risque était aussi de devoir assainir les rives marécageuses au bord desquelles devait être transférée l’église de la Madeleine de Limas sous le patronage de Notre-Dame-des-Marais, précisément. Il est vrai que ce voisinage devait répondre aux indications obstinées de la Vierge elle-même apparue à des bergers. Faut-il établir un lien entre cette topographie particulière et le gentilé de caladois des habitants ? Comme on est loin du Midi où la calade désigne une rue dallée en pente, on retient plutôt, avec une pointe d’humour l’élargissement à l’ensemble de la ville de l’espace limité au parvis pavé de l’église devant laquelle on s’attardait pour commérer à la sortie de l’office.

L’axe principal nord-sud de la villeneuve, long de 1 kilomètre, a été tracé selon le sens du trafic attendu. Cet ancêtre de l’actuelle rue nationale  était doublé de part et d’autre de rues parallèles dites de derrière. Il était recoupé perpendiculairement un peu au nord du Morgon par un axe est-ouest de 240 mètres. Il portait le nom de rue des Fayettes à l’est et de rue des Frères à l’ouest. C’est l’actuelle rue Paul-Bert. Le croisement de ces deux axes marquait la limite entre les quartiers de la Poulaillerie au nord-est, des Presles au nord-ouest, de l’Eglise au sud-est et de la boucherie ou du Maisel au sud-ouest. La volonté de privilégier la fonction marchande se traduisait dans le détail de ce plan. La redevance perçue par le seigneur était proportionnelle à la largeur de la façade donnant sur la Grande rue, à raison de trois deniers par toise. La bonne mesure étant de 4 toises, artisans et commerçants devaient acquitter la somme de 12 deniers. En revanche, chacun avait la libre disposition d’empiéter sur la Grande rue : ce pavé bourgeois était encombré de boutiques masquant les rez-de-chaussée. Surtout, chaque parcelle s’étirait en profondeur en direction des rues de derrière et l’espace y était disponible à tous usages : celliers, cuisines, remises, écuries, granges et plus ou moins aéré de courettes. 

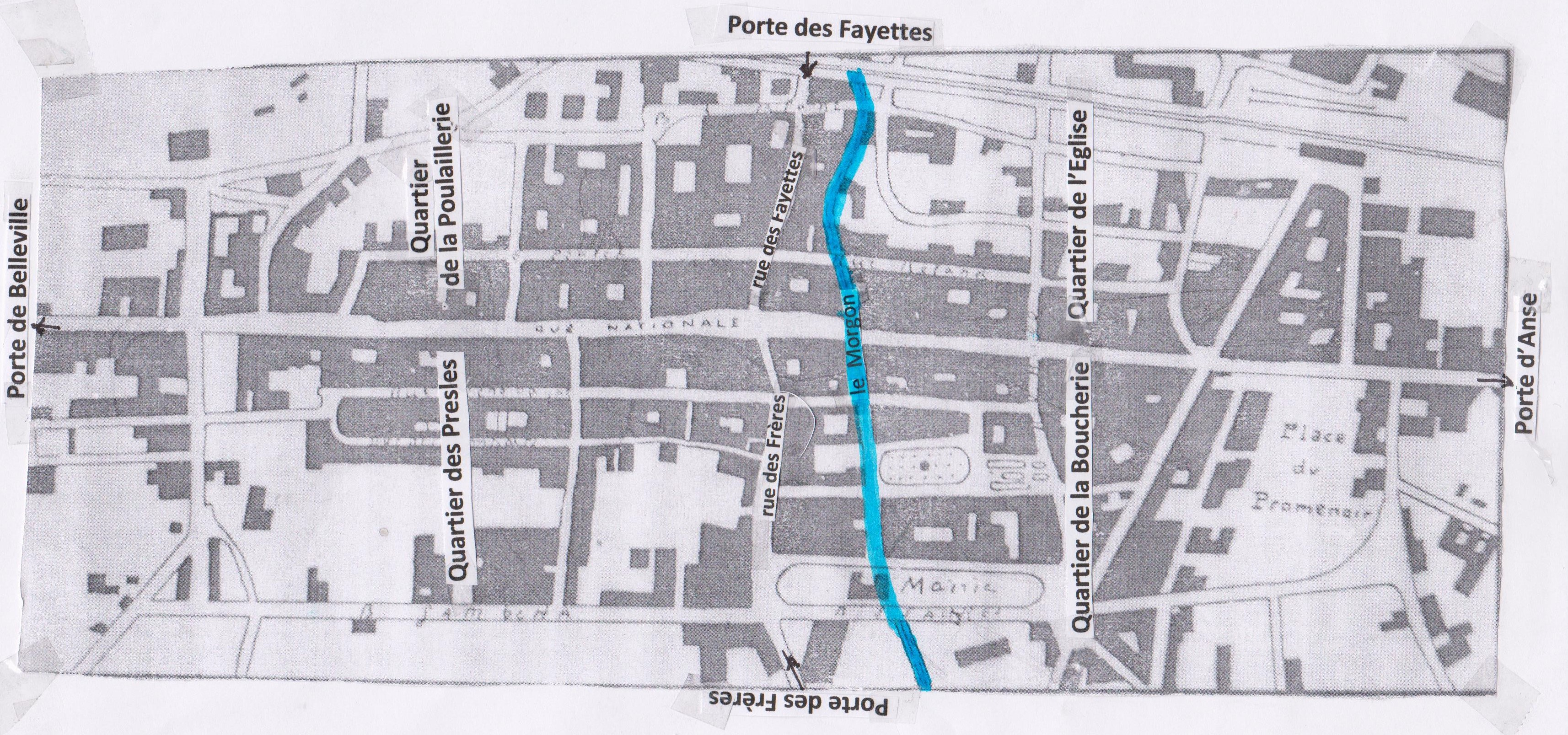
Plan de Villefranche au XVIIIe siècle.
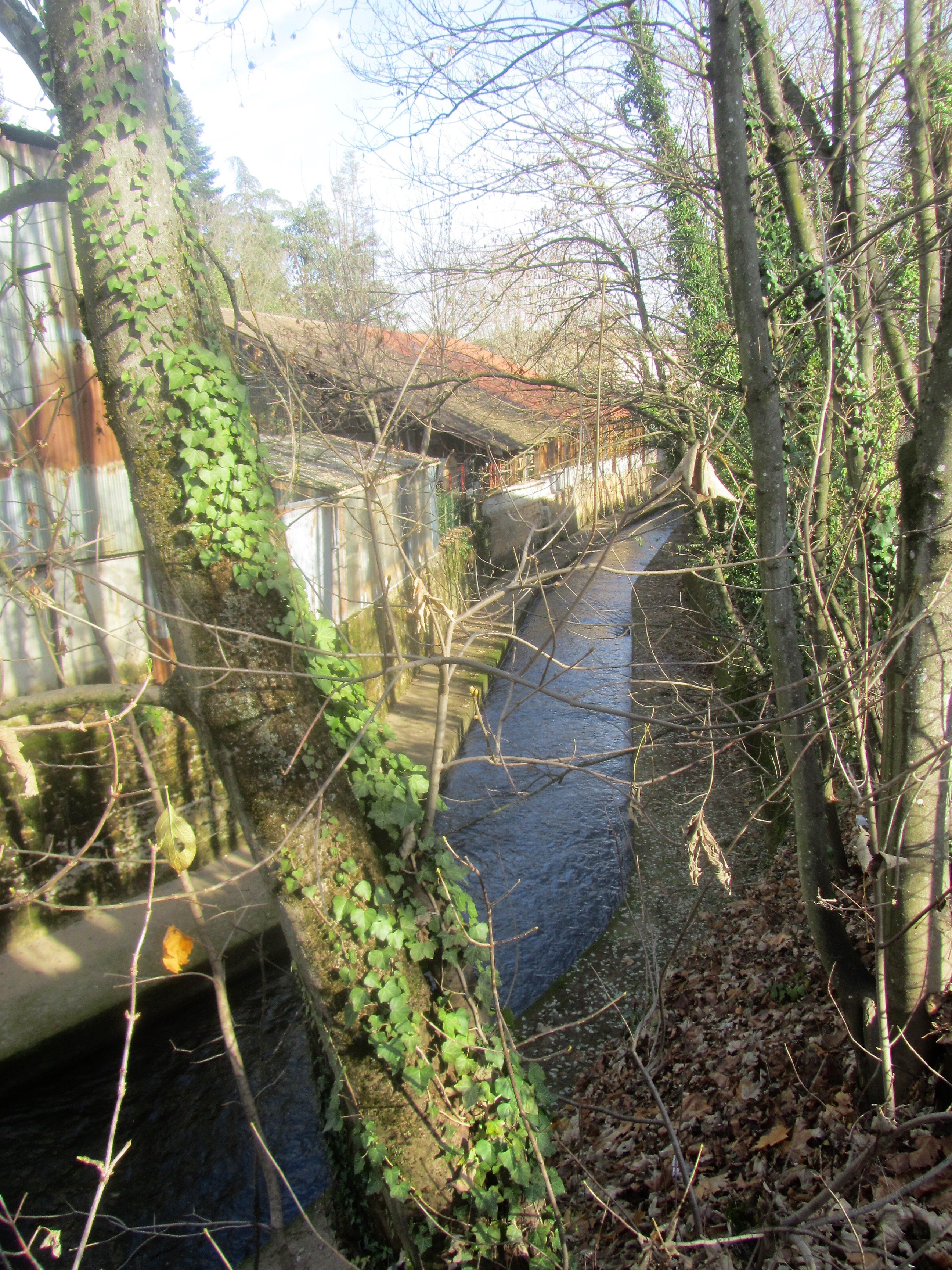
Le Morgon en limite de Gleizé.
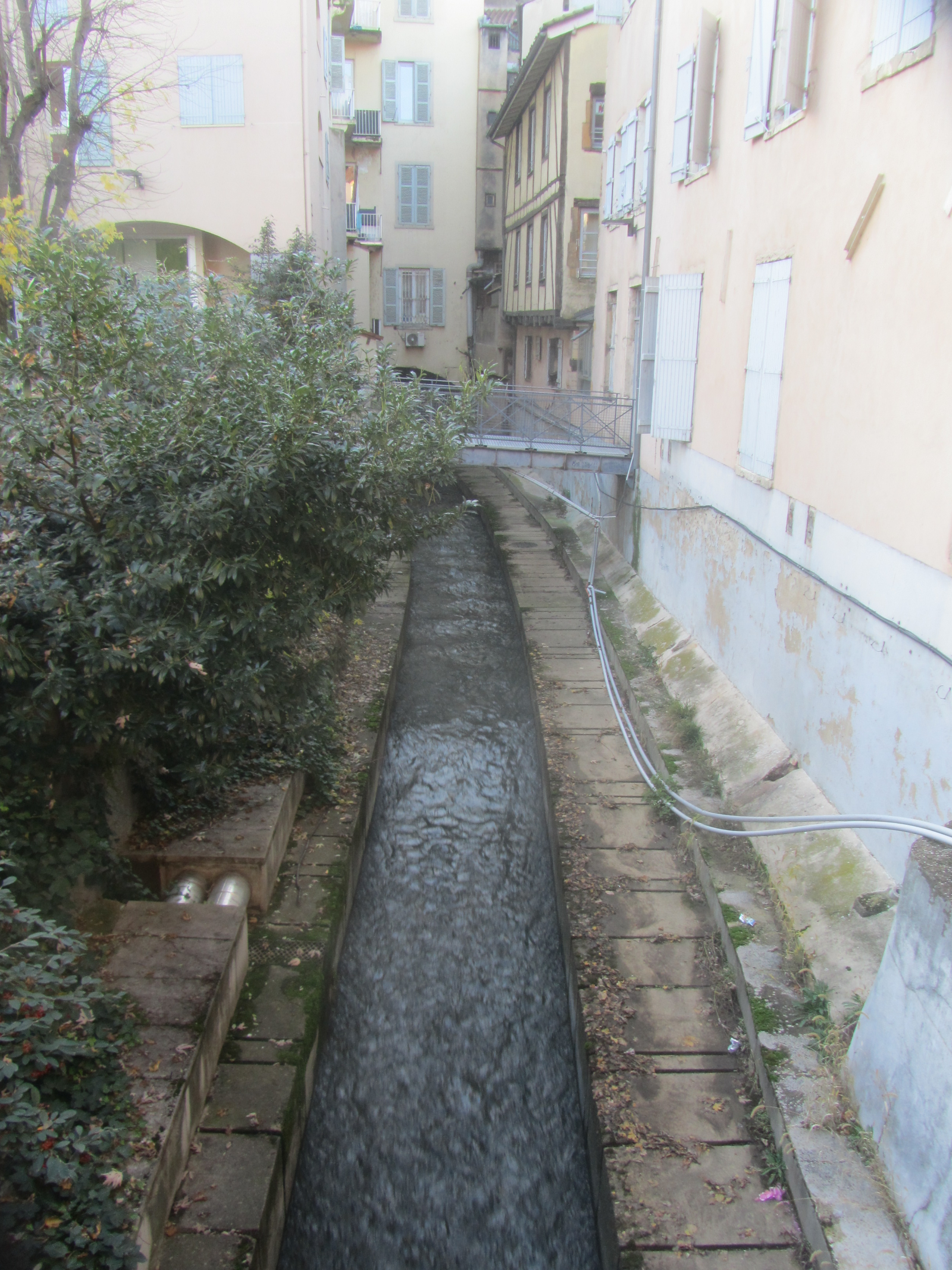
Le Morgon en centre ville.
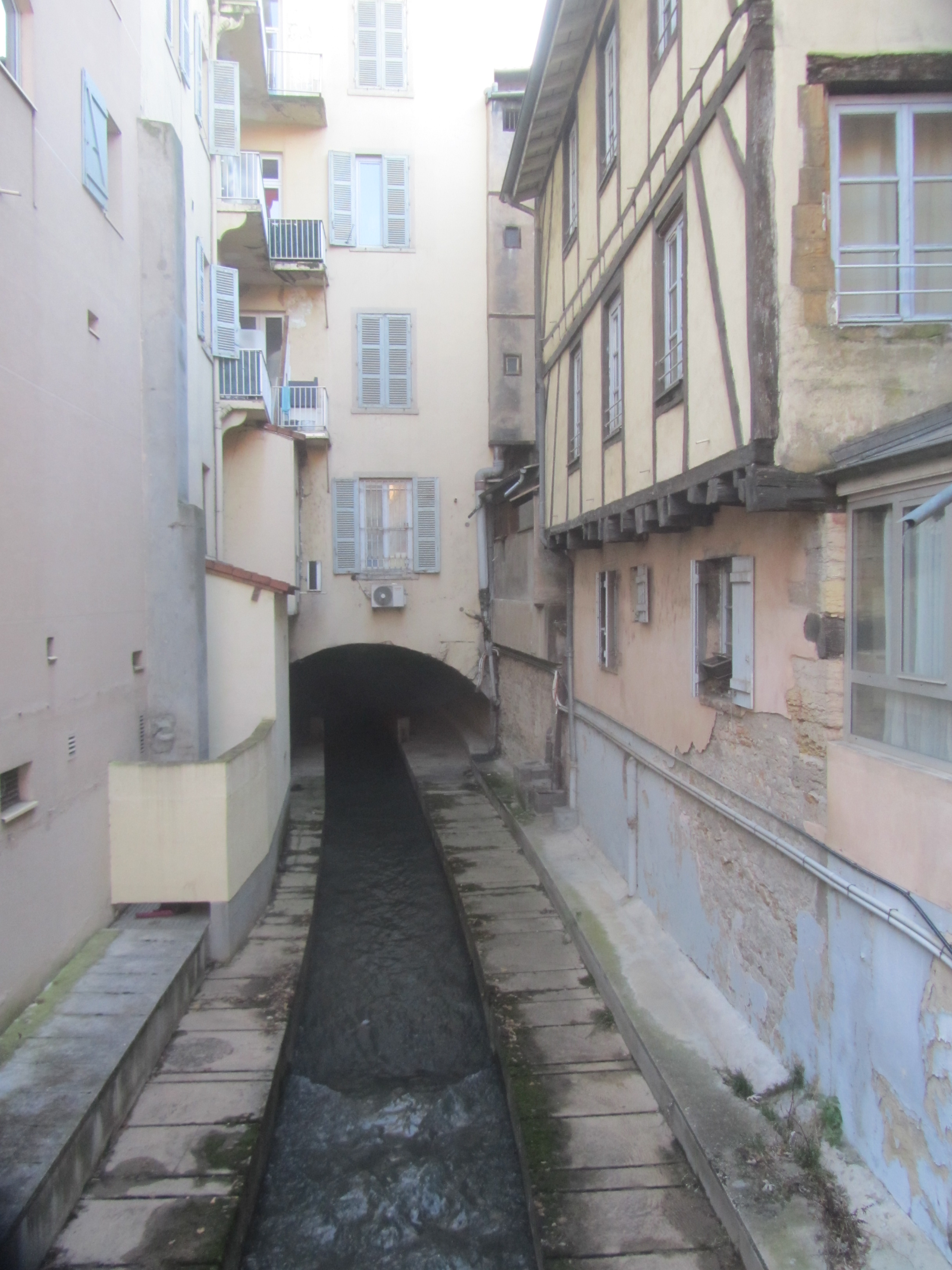
Autre photo du Morgon en centre ville.

L’exercice d’une activité commerciale ou artisanale n’était pas compatible avec le statut proche du servage dans lequel était maintenue la masse paysanne dans le système féodal. La charte était donc l’acte juridique fondateur de toute villeneuve, Dans le cas de Villefranche, deux dates sont à retenir. La première qui nous a été conservée est celle octroyée par Guichard V de Beaujeu en 1260. Elle confirme par écrit un ensemble de privilèges accordés oralement antérieurement. Elle garantissait la personne et ses biens contre tout arbitraire. Elle réglemente aussi l’exercice du commerce en fixant un calendrier des foires et marchés, enlevant les inquiétudes du marchand étranger bénéficiaire d’un sauf-conduit et exempté de droits de péage. Par la charte de 1370 octroyée par Antoine de Beaujeu les bourgeois ont le droit de s’organiser collectivement en une commune sous la conduite d’échevins élus ayant pouvoirs de négociation avec le seigneur.
Dès la fondation de la ville, un rempart a été construit dans un esprit défensif : œuvre de longue haleine sans cesse reprise. À la veille de sa démolition au début du XIXe siècle, il était long de 1 840 mètres et haut de 5 mètres. Il était jalonné de 32 tours dont certaines ont été conservées (de la Carrière, de Chaffourd, Grenette, de Gayand). La communication avec l’extérieur était assurée par les quatre portes de Belleville au nord, d’Anse au sud, des Frères à l’ouest et des Fayettes à l’est.

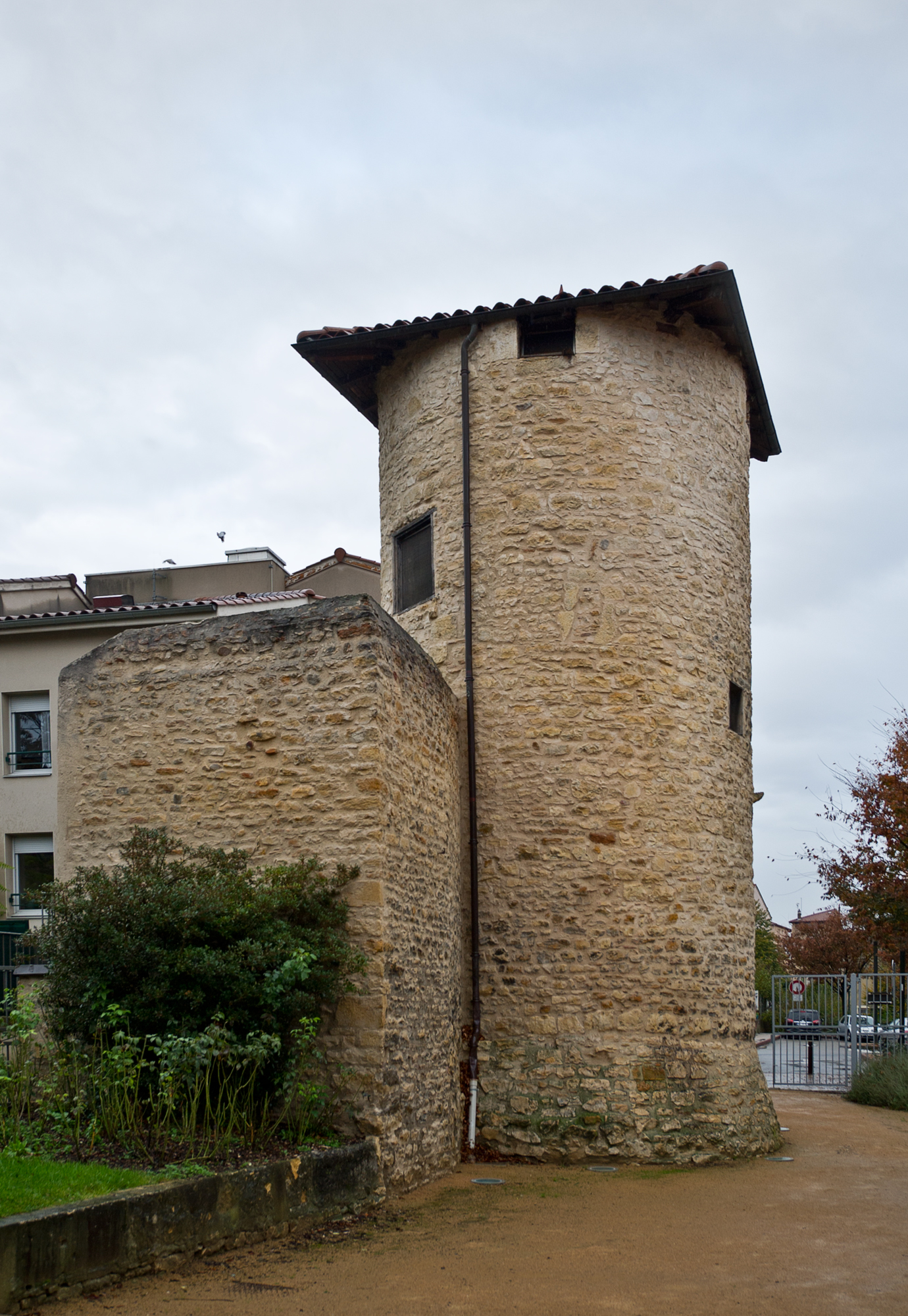
Tour Gayand à Villefranche-sur-Saône.
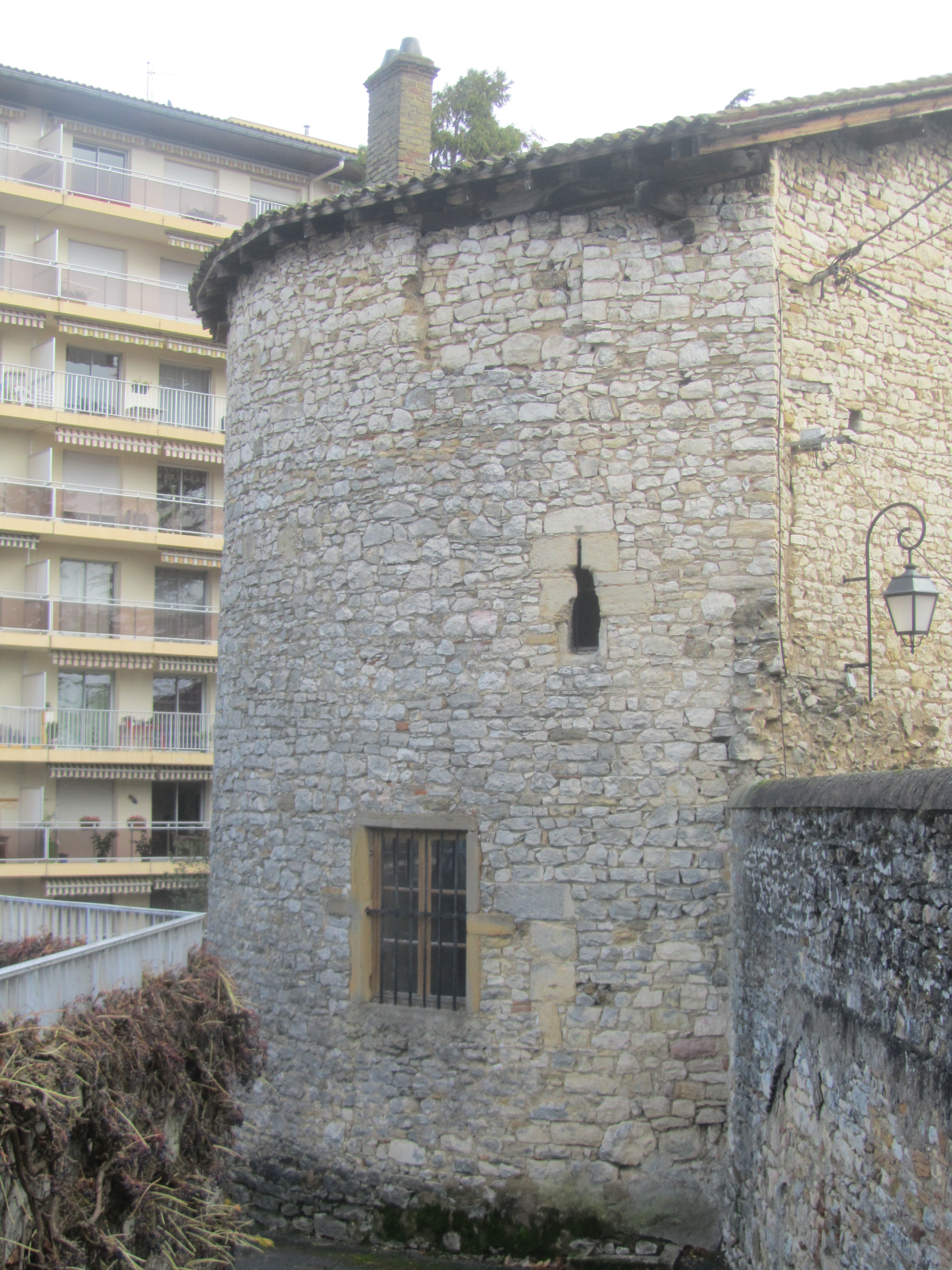
Tour de la Carrière.
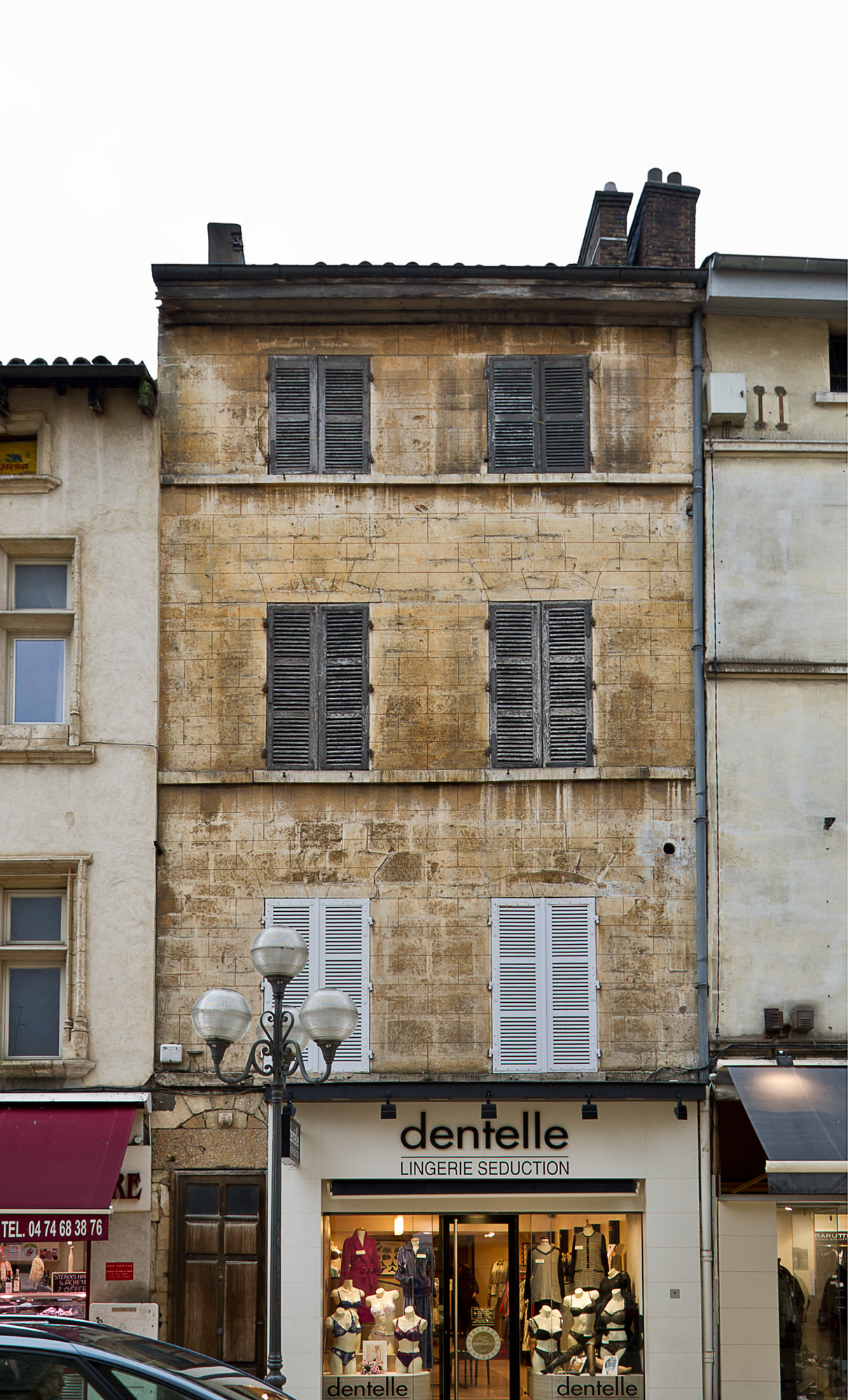
Maison traditionnelle à étroite façade sur la rue Nationale.
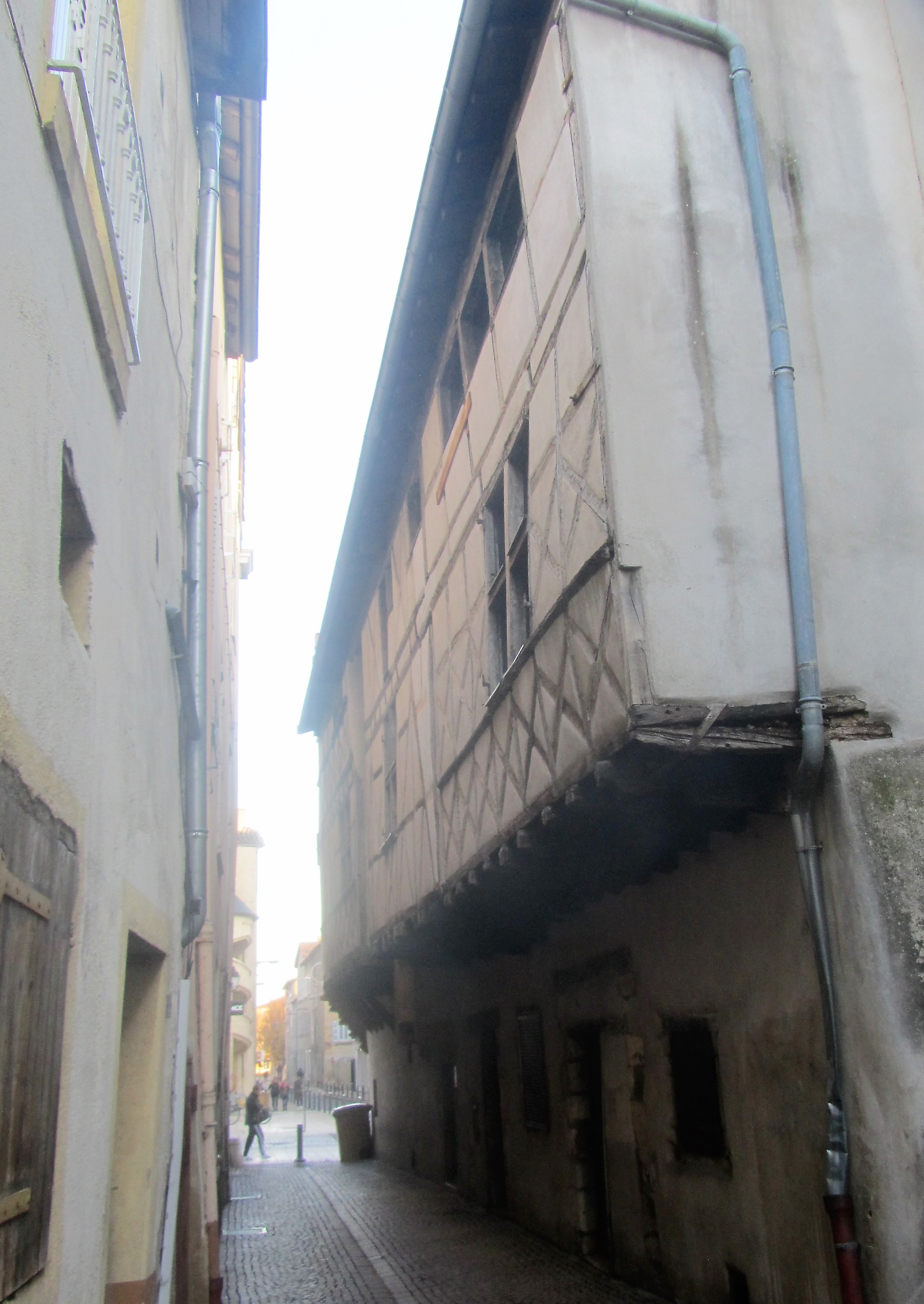
Rue traversière.
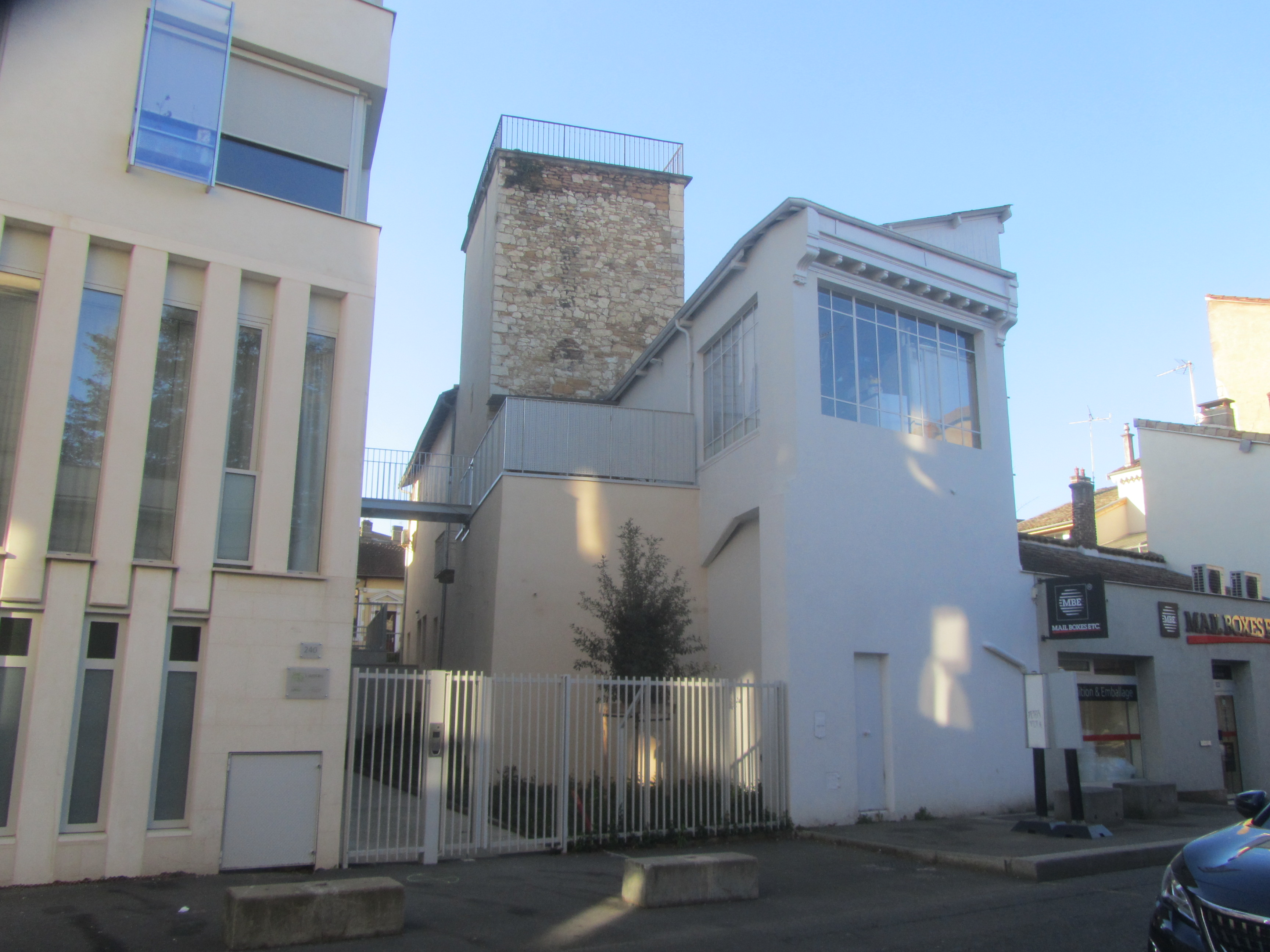
Tour des Notaires.

## Villefranche capitale du Beaujolais
Villefranche était née par la volonté de son seigneur. C’est encore par décision princière que la ville a changé de statut au XVIe siècle et a été promue capitale du Beaujolais en 1532, mais à cette date le pays était passé sous la domination des Bourbons depuis plus d’un siècle. C’est en effet en 1400 qu’Edouard II, le dernier des Beaujeu, déconsidéré par ses excès, viveur et dépensier, avait été contraint d’aliéner son domaine pour payer ses dettes (dans des conditions qui rappellent celles du rattachement du Dauphiné à la France en 1348) au profit de Louis II, duc de Bourbon. Ce prince était à la tête du vaste territoire du Bourbonnais et ne devait exercer sur le Beaujolais qu’une tutelle lointaine et débonnaire. Mais en 1473, l’un de ses petits-fils Pierre II (1438-1502) qui vient d’hériter du titre de sire de Beaujeu (il ne sera duc de Bourbon qu’à la mort du duc Jean son aîné en 1488) épouse Anne de France, fille de Louis XI, devenue du fait de son mariage Anne de Beaujeu. Elle est surtout connue pour avoir exercé à la mort de son père la régence de son frère mineur, le futur Charles VIII. Restée très influente, elle a été très appréciée des habitants de Villefranche pour ses largesses en 1499 en finançant les travaux d’embellissement et d’agrandissement de l’église Notre-Dame ; en 1514, elle déclare la ville capitale du Beaujolais. Il faut attendre cependant 1532 pour une officialisation encore plus solennelle par François Ier. À cette date, au terme d’une crise sévère mettant en cause le comportement du duc Charles, tous les biens de la famille de Bourbon ont été rattachés directement à la couronne de France. Par décret, le bailliage de Villefranche est proclamé bailliage royal. La physionomie de la ville va être positivement influencée par cette promotion.

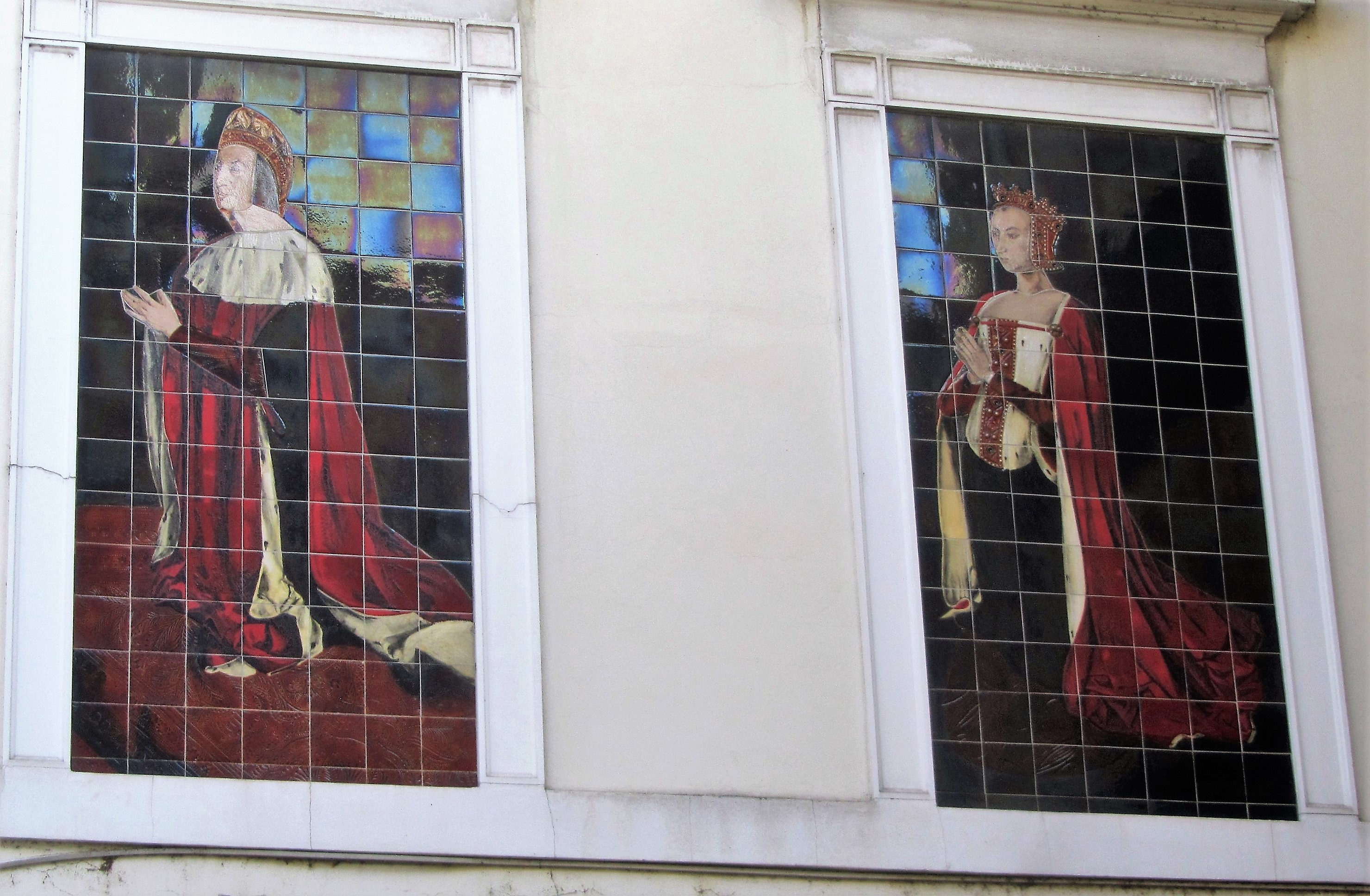
Anne et Pierre de Beaujeu.
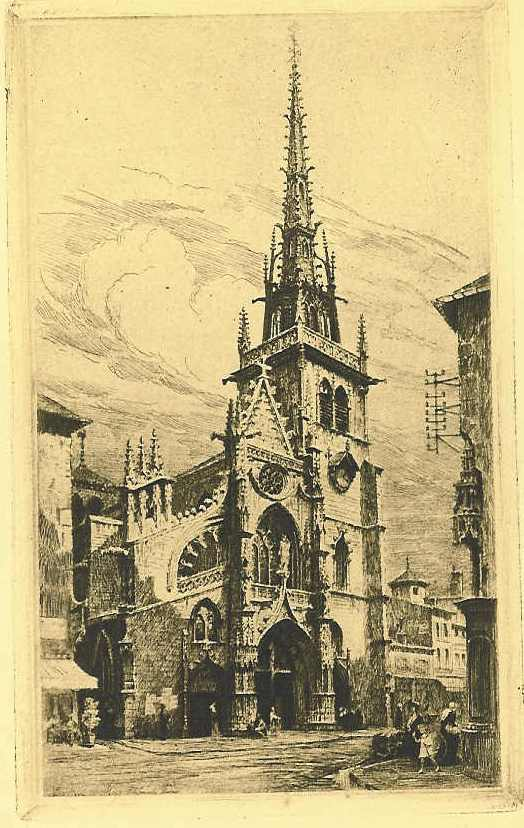
Église Notre-Dame-des-Marais.
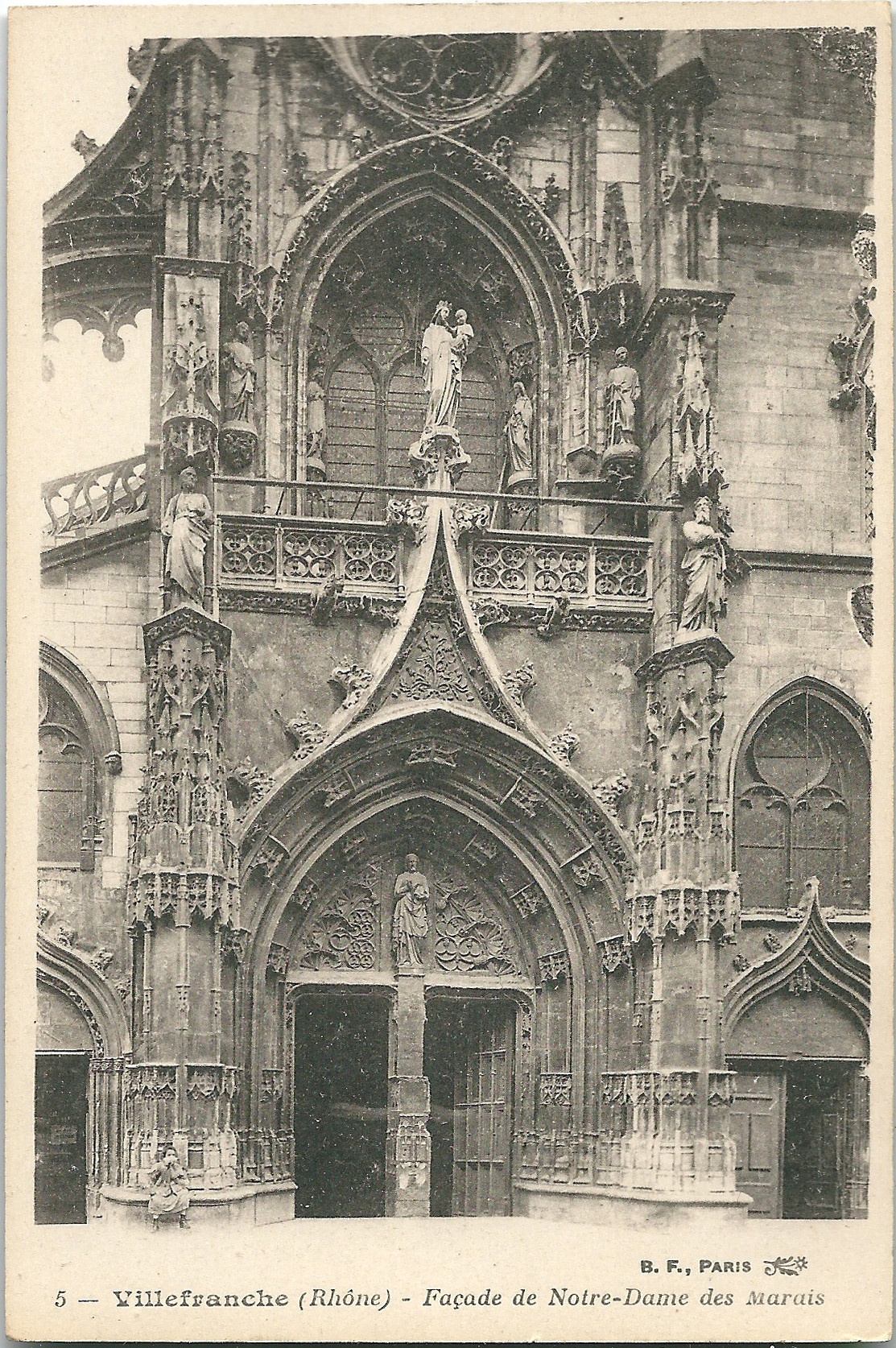
Façade de l’église Notre-Dame-des-Marais.
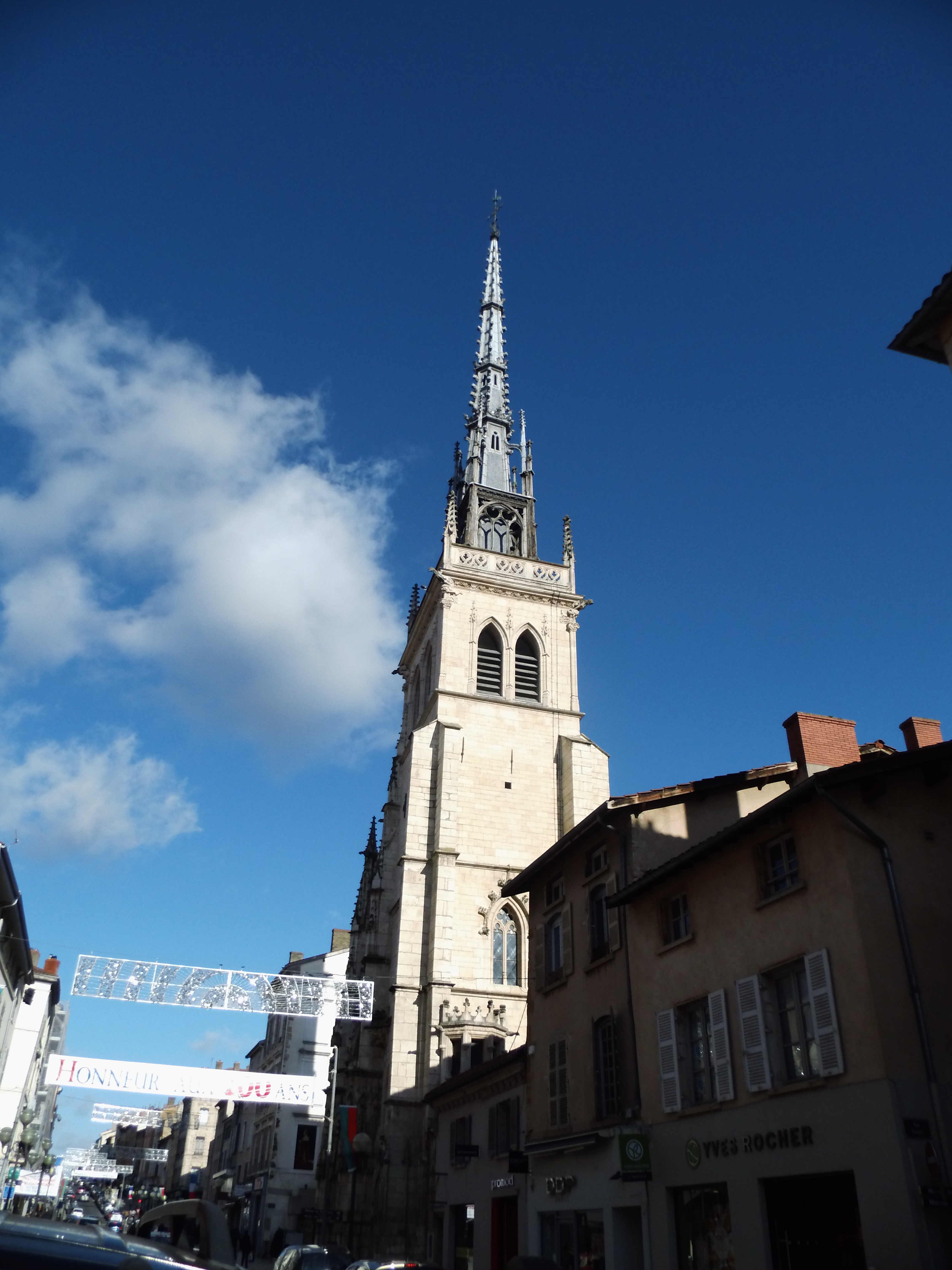
Clocher de l’église Notre-Dame-des-Marais.
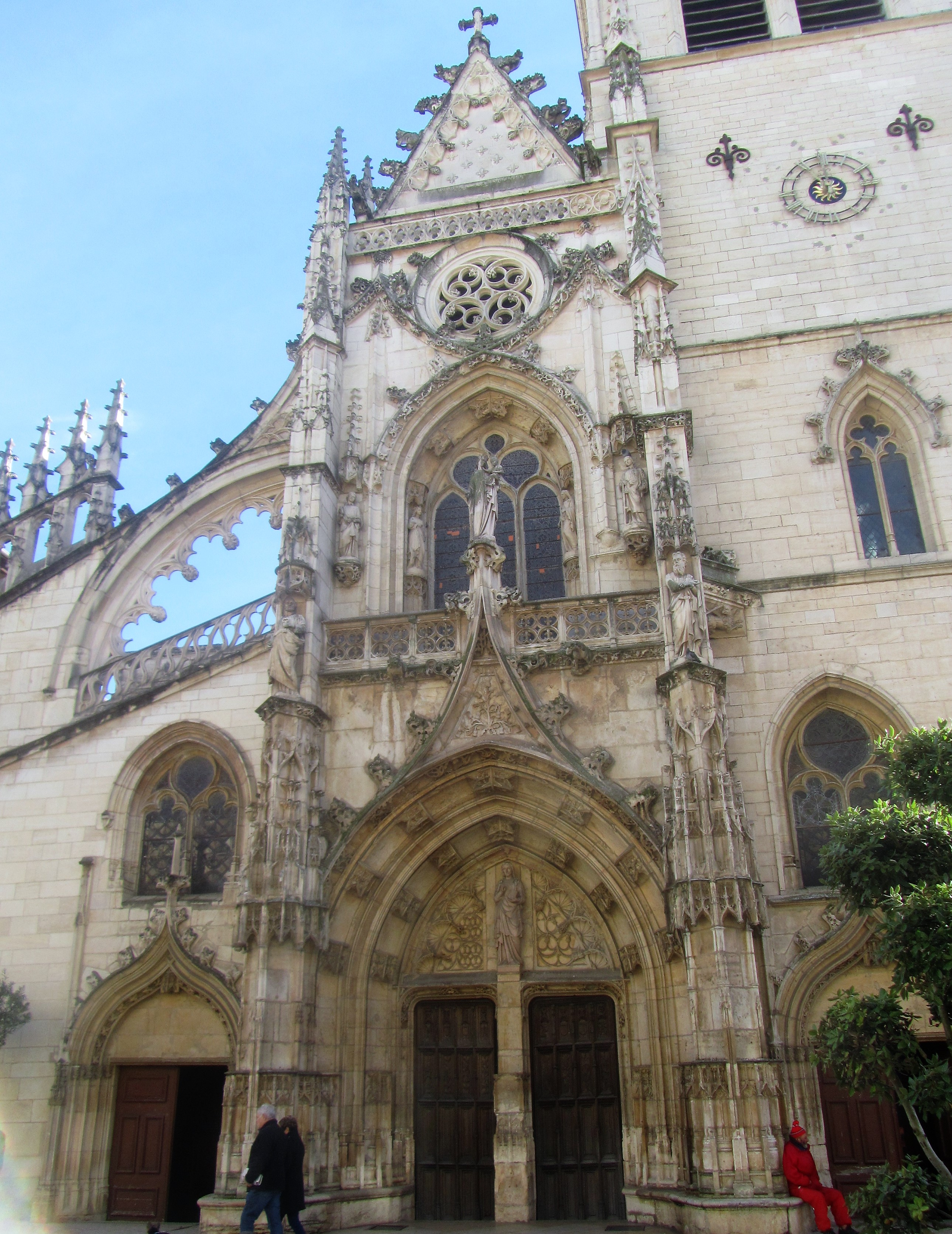
Façade de Notre-Dame-des-Marais.

À ne considérer que les limites territoriales, la situation de Villefranche a peu changé au cours des trois siècles suivants. À la veille de la Révolution de 1789, toute la population est encore concentrée à l’intérieur du rempart médiéval. Mais alors qu’elle se maintenait autour de 4 000 habitants, elle a nettement augmenté au XVIIIe siècle et est évaluée à 4 800 à la veille de la Révolution. On ne s’en étonnera pas : Villefranche persévère dans la vocation pour laquelle elle a été créée au Moyen Âge. La moitié se livre à une activité commerciale en incluant dans cette catégorie une large gamme allant du petit boutiquier jusqu’aux riches marchands. Le rôle de ces derniers pourrait être comparé à celui des marchands-fabricants lyonnais leurs contemporains. Ils n’interviennent pas dans la fabrication elle-même comme cette dénomination le laisserait supposer. Ce sont des distributeurs d’ordre et de matière première aux tisserands de Villefranche et des campagnes alentour. Ils récupèrent ensuite les toiles et se chargent de leurs ventes sur le marché lyonnais. « Ce sont ces négociants qui, avec les officiers royaux, formeront à partir du début du XVIIe siècle l’essentiel de l’aristocratie locale ».
Une partie importante du menu peuple s’adonne donc au travail des fibres textiles. Avec toute l’autorité que lui conférait sa charge de contrôleur des manufactures Jean-Marie Roland — le futur ministre de l’intérieur pendant la Révolution — évalue à 200 le nombre de tisserands de la ville, soit un cinquième de la population active. La ville persévérait dans une tradition qui avait commencé dès sa fondation avec le travail de la laine puis celui du chanvre, toutes matières dont elle s’approvisionnait dans le voisinage. À partir de la fin du XVIe siècle, le coton a pris progressivement la première place, quitte, dans un premier temps à conserver le chanvre pour la trame du tissu. À partir de 1764, est intégrée la filature de la fibre. Les étoffes étaient blanchies dans les eaux du Morgon. Tard venues, mais aussi plus éphémères, les fabrications d’indiennes ont été introduites en 1768 par des spécialistes de Mulhouse.
Mais si Villefranche a été honorée du titre de capitale du Beaujolais, c’est, bien entendu, du fait grand nombre d’officiers royaux qui y siégeaient. La France était alors divisée en généralités ayant à leur tête un intendant de police, justice et finances. Le bailliage était le niveau immédiatement inférieur sur le plan judiciaire. Dans la généralité de Lyon, celui du Beaujolais s’étendait de la Loire à la Saône, sur 126 paroisses. Le bailli, à qui était confiée la justice ordinaire, était assisté d’une solide équipe. On jugera de l’importance de son rôle dans la société beaujolaise par cette protestation des échevins lorsque la tentative a été faite de supprimer le bailliage en 1771 : « Nous voyons de jour en jour Villefranche se déserter (sic) des familles les plus honnêtes qui, par les offices qu’elles remplissaient formaient la partie la plus considérable de la population… Plus de quarante chefs de maison privés par l’événement de leur état et qui, par leurs dépenses et leur consommation en faisaient subsister deux cents autres ».
La maréchaussée, l’équivalent de notre gendarmerie mais à cheval, était chargée de faire respecter l’ordre public mais une équipe de cinq hommes en poste à Villefranche y suffisait. Dans l’administration des finances, il faut établir une distinction. Beaujeu était le siège d’une élection dont le ressort était de 133 paroisses. Une équipe de fonctionnaires — si l’on peut hasarder ce mot — avait la charge, en collaboration avec les représentants de chaque paroisse (à Beaujeu les échevins) de répartir la somme imposée entre les feux, de la percevoir et de juger les contrevenants. S’agissant des impôts indirects, leur perception avait été affermée à des entrepreneurs privés, les fermiers généraux. Leur personnel à Villefranche tenait le grenier à sel dont le chef, le grenetier, avec son équipe indiquait la quantité de sel à acheter obligatoirement par chaque foyer et jugeait toutes les fraudes dans ce domaine. Une direction des aides, chargée de la perception de divers autres produits taxés comme l’huile, le savon, les cartes à jouer, relevait des mêmes fermiers. Le nombre des personnes employées dans ces divers services avait fortement augmenté avec l’établissement de la monarchie absolue.
Cette double spécialisation qui faisait de Villefranche à la fois un centre de commandement lui méritant le titre de capitale et une concentration d’ateliers textiles s’est traduite par une nette différenciation dans la répartition des populations. Les demeures des catégories aisées occupaient la Grand’rue. Si la règle fiscale avait, de fait, imposé dès la fondation une limitation en façade des habitations, en profondeur, elle laissait sans aucune assignation les propriétaires libres d’utiliser à leur guise les parcelles longuement étirées sur plus de cent mètres jusqu’au rempart. Celles-ci se couvrirent assez rapidement de constructions jusques et y compris sur les deux côtés des rues dites de derrière : dès la fin du XVe siècle ne subsistait, en fait de verdure, qu’une faible marge de potagers et de vergers au pied du rempart. Mais les modalités de ce remplissage ont été très variées et ont beaucoup évolué au fil des siècles au point d’aboutir à une véritable ségrégation sociale. On peut schématiquement opposer l’habitat bourgeois et l’habitat populaire.
La maison du bourgeois en façade sur la Grande rue   était une solide construction en pierre à deux étages et grenier sur cave voûtée et couverte de tuiles creuses, alliant solidité et salubrité. Le succès dans les affaires incita les marchands, pour souligner leur statut social, à construire, au-delà d’une cour et reliée à la première par une galerie une deuxième maison. Escalier à vis dans une tourelle à pans coupés, galeries ouvertes étagées, fenêtres à meneaux : ce décor n’avait rien à envier aux maisons qui ont fait la célébrité du Vieux Lyon. Une deuxième maison d’affectation variée selon les professions au-delà d’une deuxième cour donnait sur la rue de derrière. Le style de ces constructions a varié au fil des siècles, le gothique faisant place au style Renaissance puis au classique. « Sans surprise, la noblesse de robe, la haute bourgeoisie tient le haut du pavé et cohabitent sur la Grand’Rue avec les gros fabricants, les négociants en vin du Beaujolais, les aubergistes. Mais on y croise aussi quantités d’autres métiers : médecins, apothicaires, selliers, chapeliers, canabassiers [marchands de chanvre]». Tout ce beau monde se retrouvait à l’Académie de Villefranche fondée dès 1680.

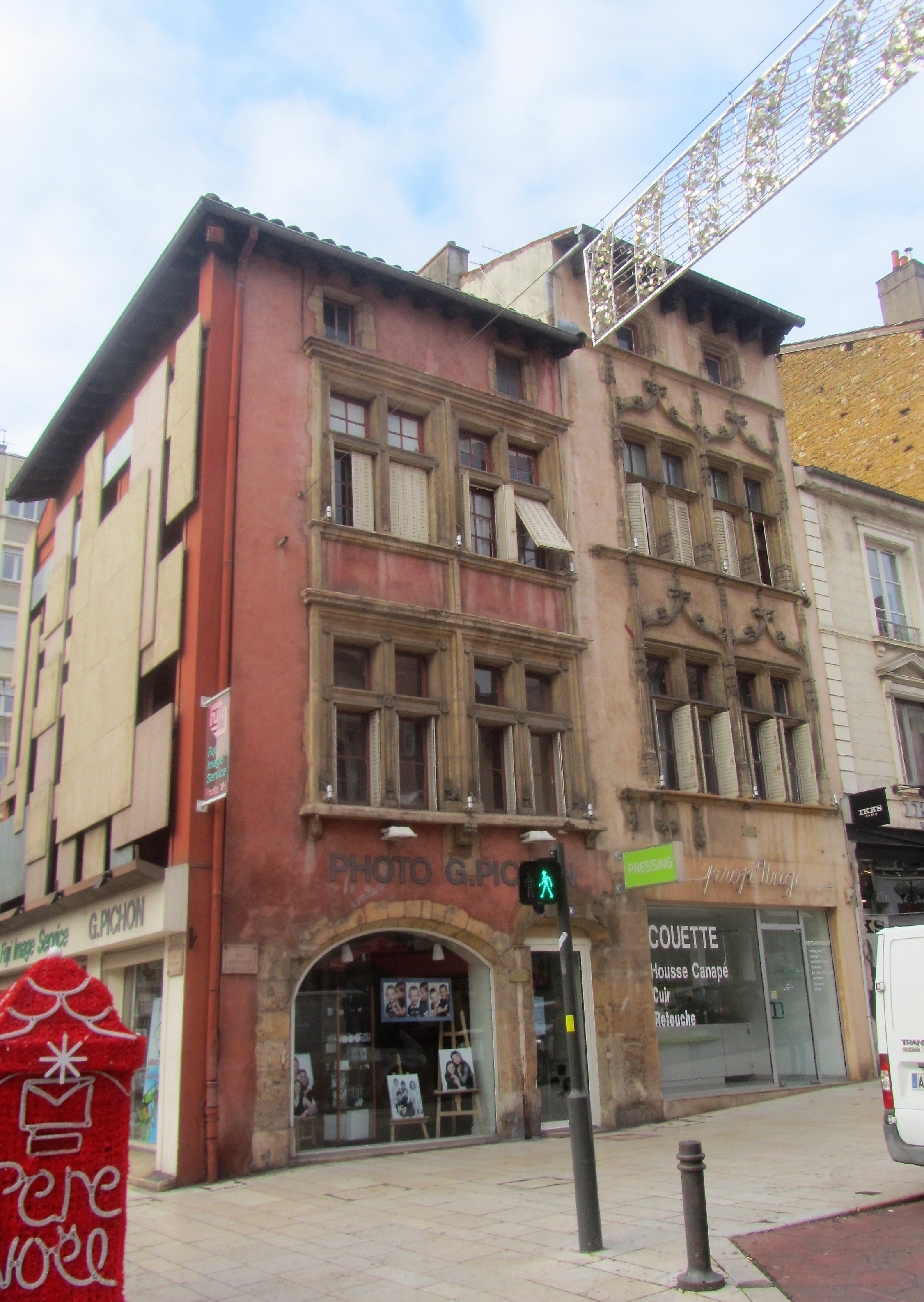
maisons anciennes de style gothique
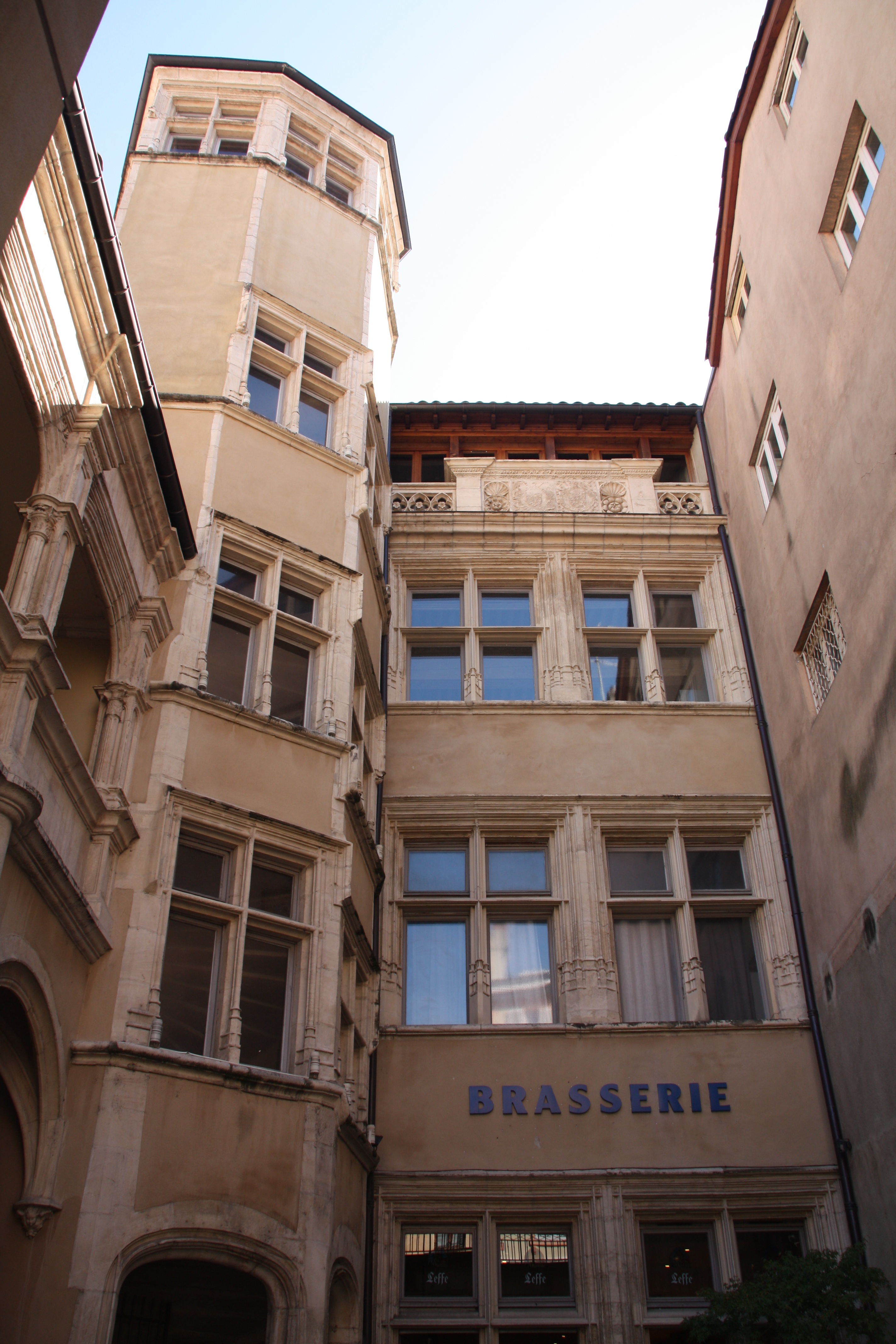
Maison de l'italien début XVIe siècle.
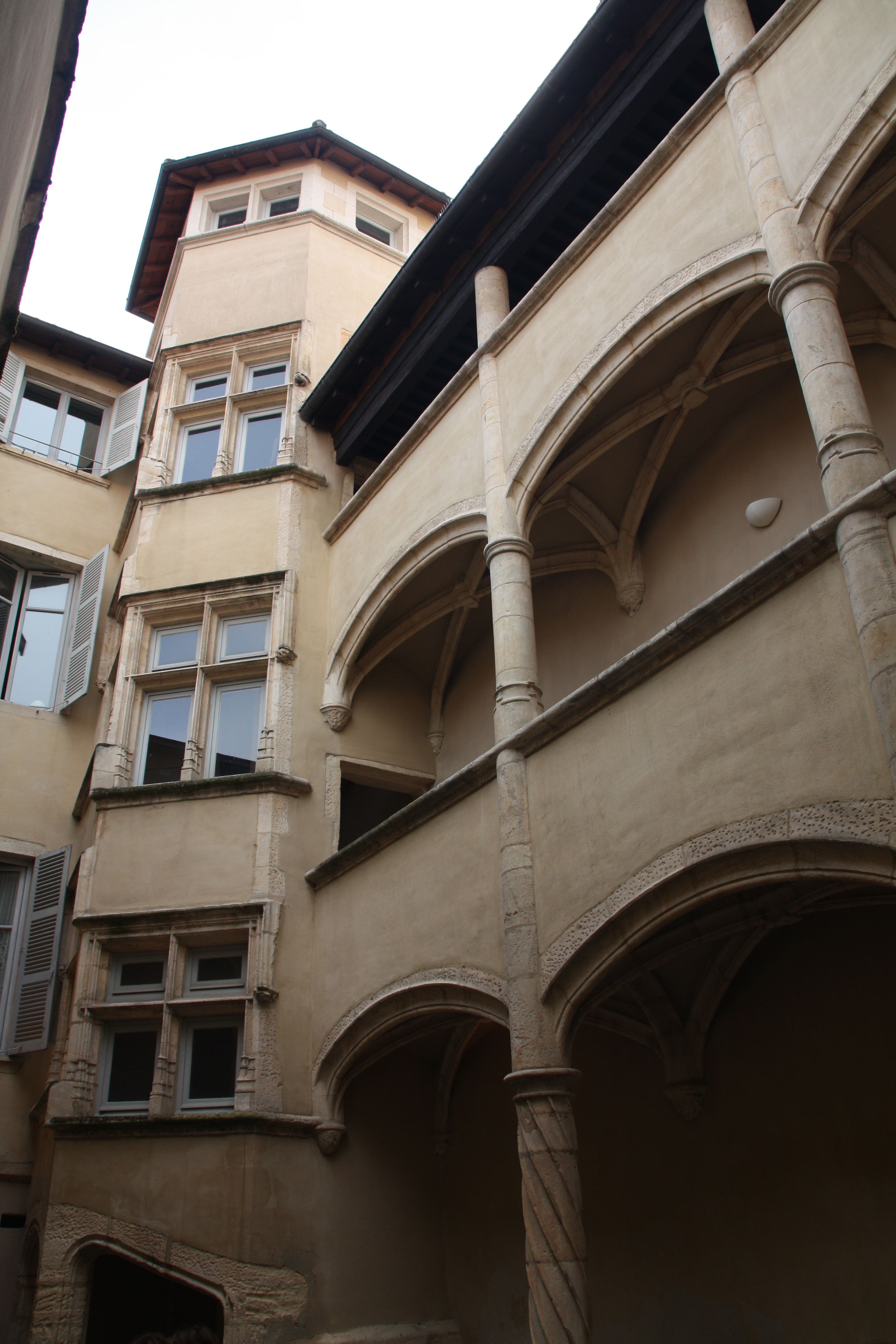
Cour des Fleurons.
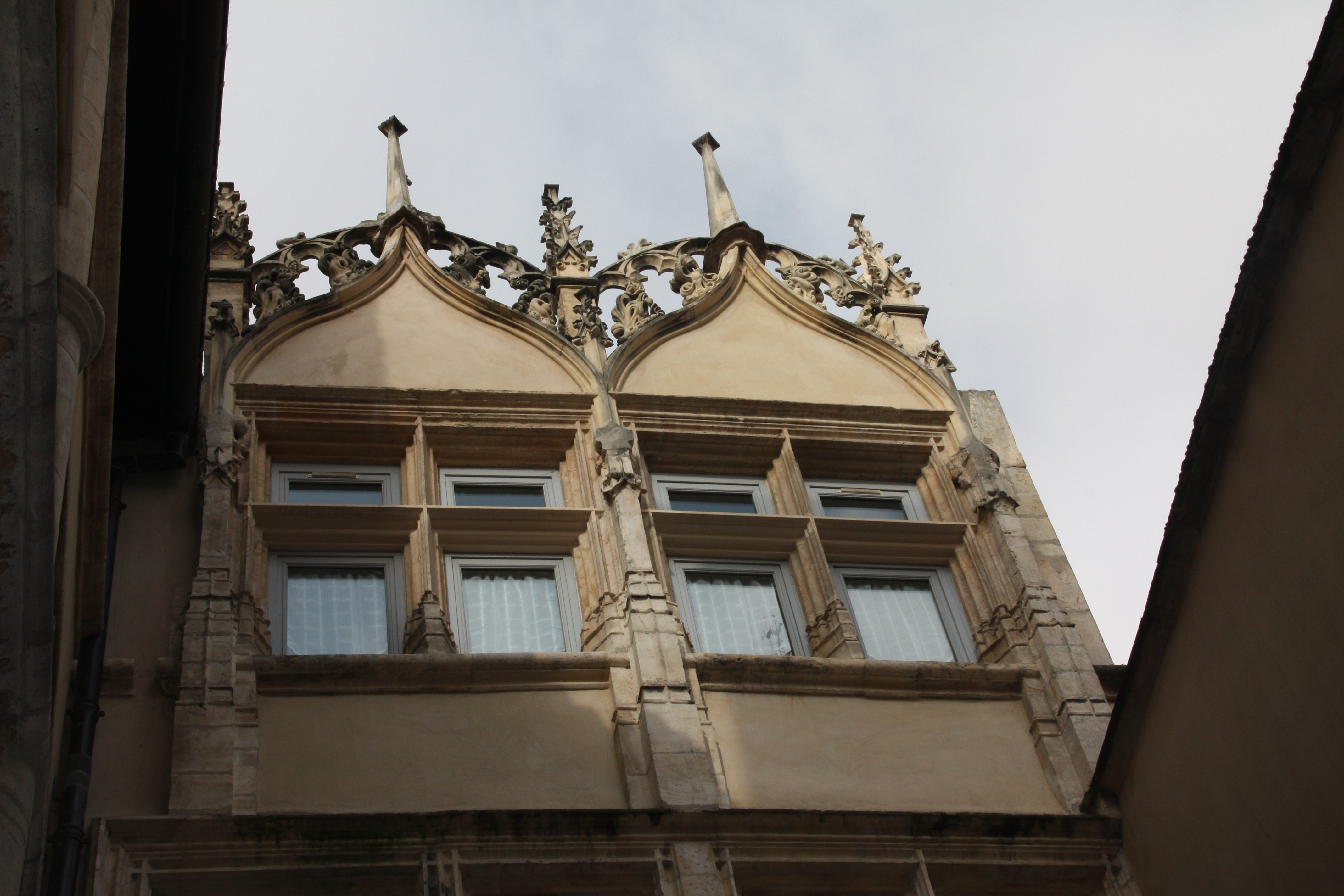
cour des Fleurons.
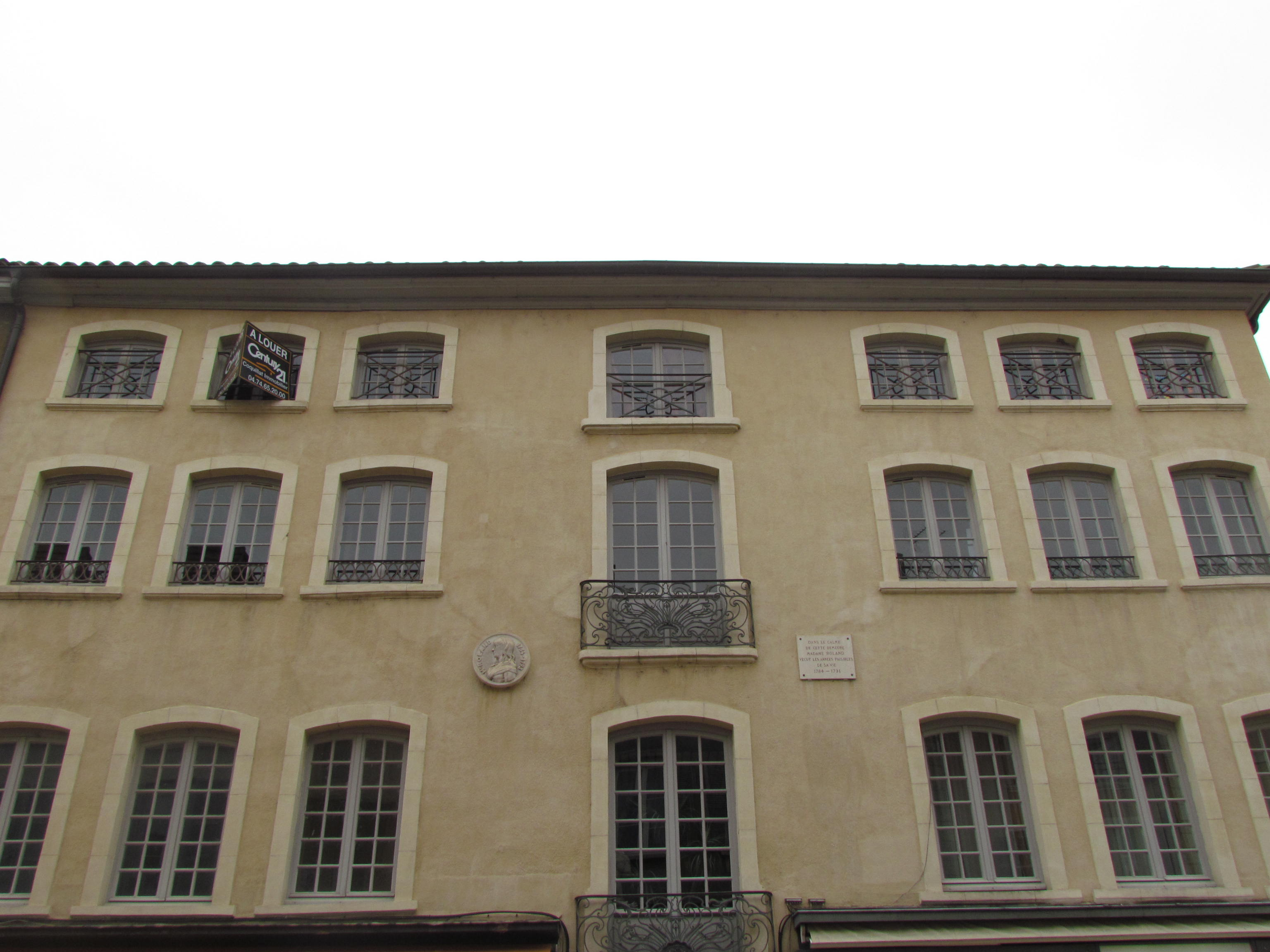
Maison Roland style classique.

Tout autre est le spectacle que l’on découvrait en parcourant les espaces qui ont fini par prendre pour axes les rues de derrière et jouxtaient le rempart. La pauvreté du petit peuple, la nature des ateliers et de leur outillage, l’incurie résultant du non entretien de ce rempart devenu inutile, l’exiguïté des logements (une unique pièce où l’on s’entasse dans la promiscuité) : tel était le lot des ouvriers du textile de plus en plus nombreux à la fin du XVIIIe siècle.

## Villefranche ville industrielle
Lorsque s’enclenche la Première révolution industrielle, Villefranche se trouve loin des bassins houillers devenus les grands foyers sidérurgiques. Passant seulement de 5 095 à 7 064 habitants de 1806 à 1846, elle est distancée par Givors dont la population monte de 4 014 à 7 746 pendant la même période. Tarare, qui s’est spécialisée dans la fabrication de la mousseline progresse aussi très fortement de 2 516 à 9 659 entre ces mêmes dates. Il faut l’arrivée du chemin de fer en 1854 et l’achèvement de la ligne du PLM en 1856 pour que la ville soit gagnée par le courant de croissance qui s’amorce sous le Second empire et se confirmera jusqu’à la Première Guerre mondiale.
L’originalité du cas de Villefranche n’est plus dans son rôle de petite capitale. Dans l’exercice de ses fonctions administratives, en tant que sous-préfecture du département du Rhône depuis le début du XIXe siècle, rien ne la distingue parmi les autres villes de France. En revanche, il est remarquable qu’elle soit parvenue à se développer de manière autonome sans être étouffée par la concurrence de la métropole lyonnaise si proche. Le fait qu’elle soit devenue le cœur d’un réseau de chemins de fer à voie étroite au début du XXe siècle a valeur plus que symbolique. Trois lignes ont été mises en service par la CFB (Compagnie des Chemins de fer du Beaujolais) entre 1901 et 1903 : de Villefranche à Monsols (48 km) ; de Villefranche à Tarare (44 km) ; de la ville à la Saône (2 km seulement mais mise en relation avec le réseau du département de l’Ain par un pont métallique sur la rivière). Dans le même sens d’une organisation autonome une Chambre de commerce et d’Industrie a été créée en mars 1895,,.

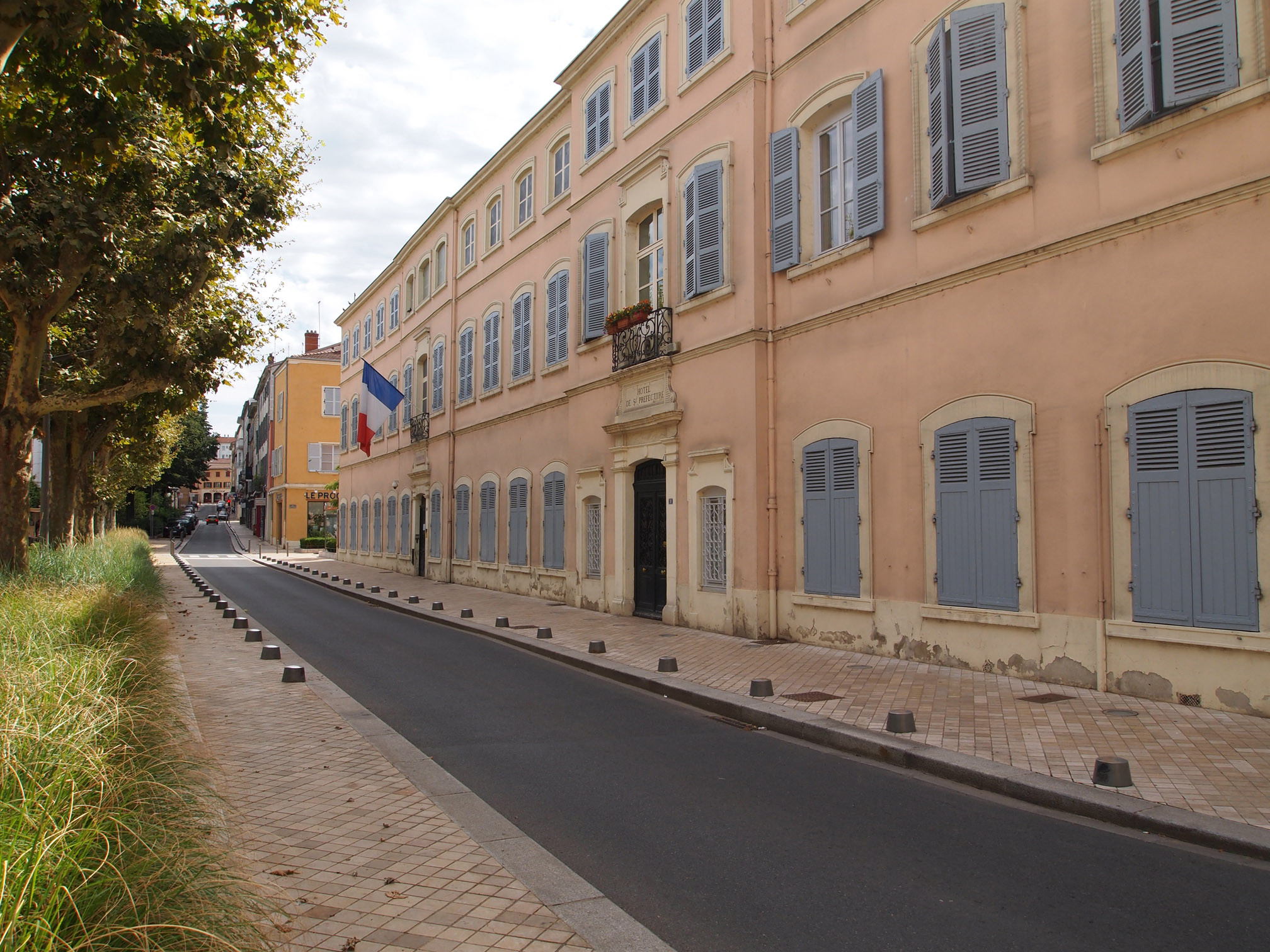
Sous-préfecture de Villefranche-sur-Saône.
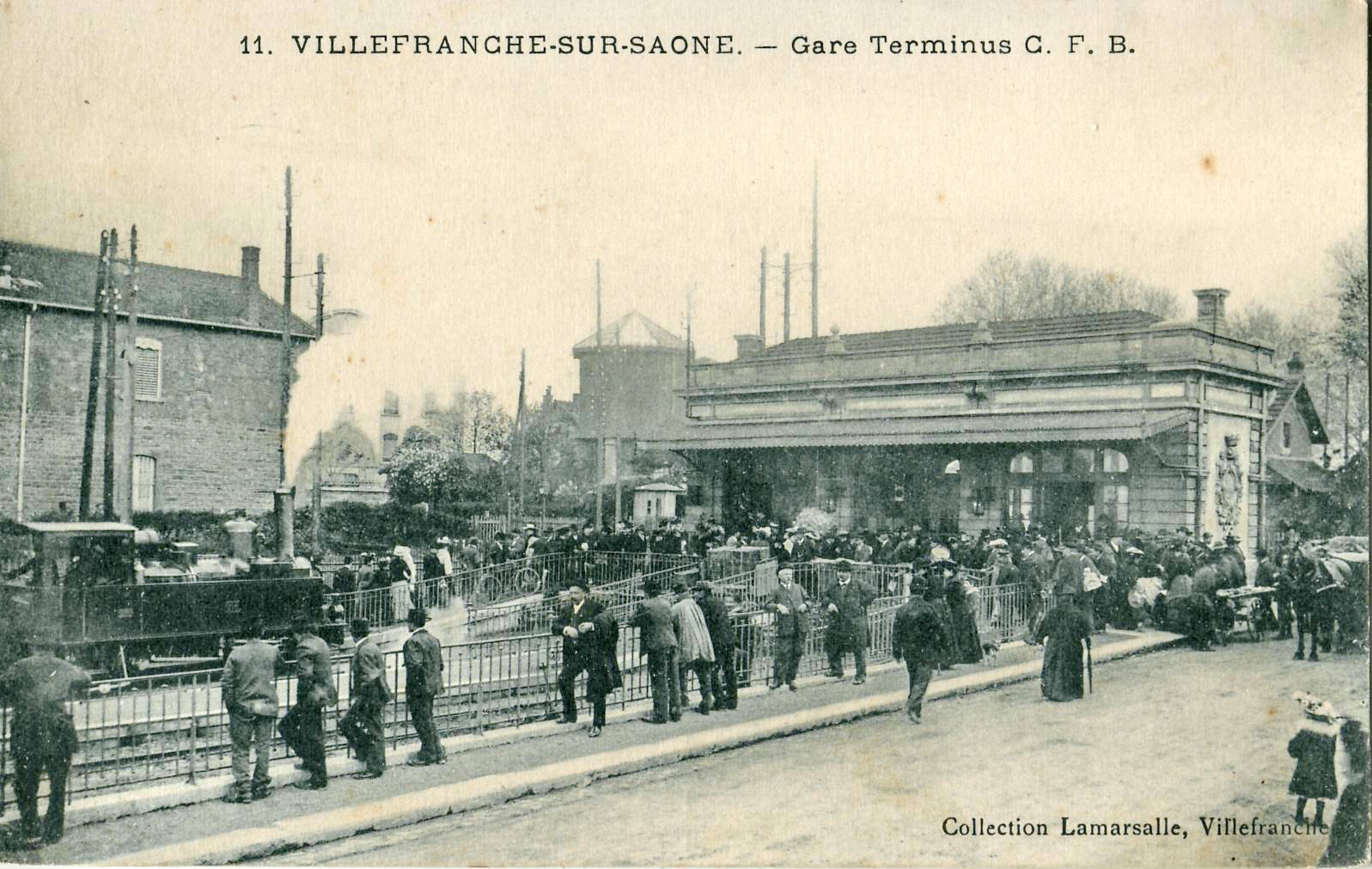
Gare du Chemin de fer côté ville.
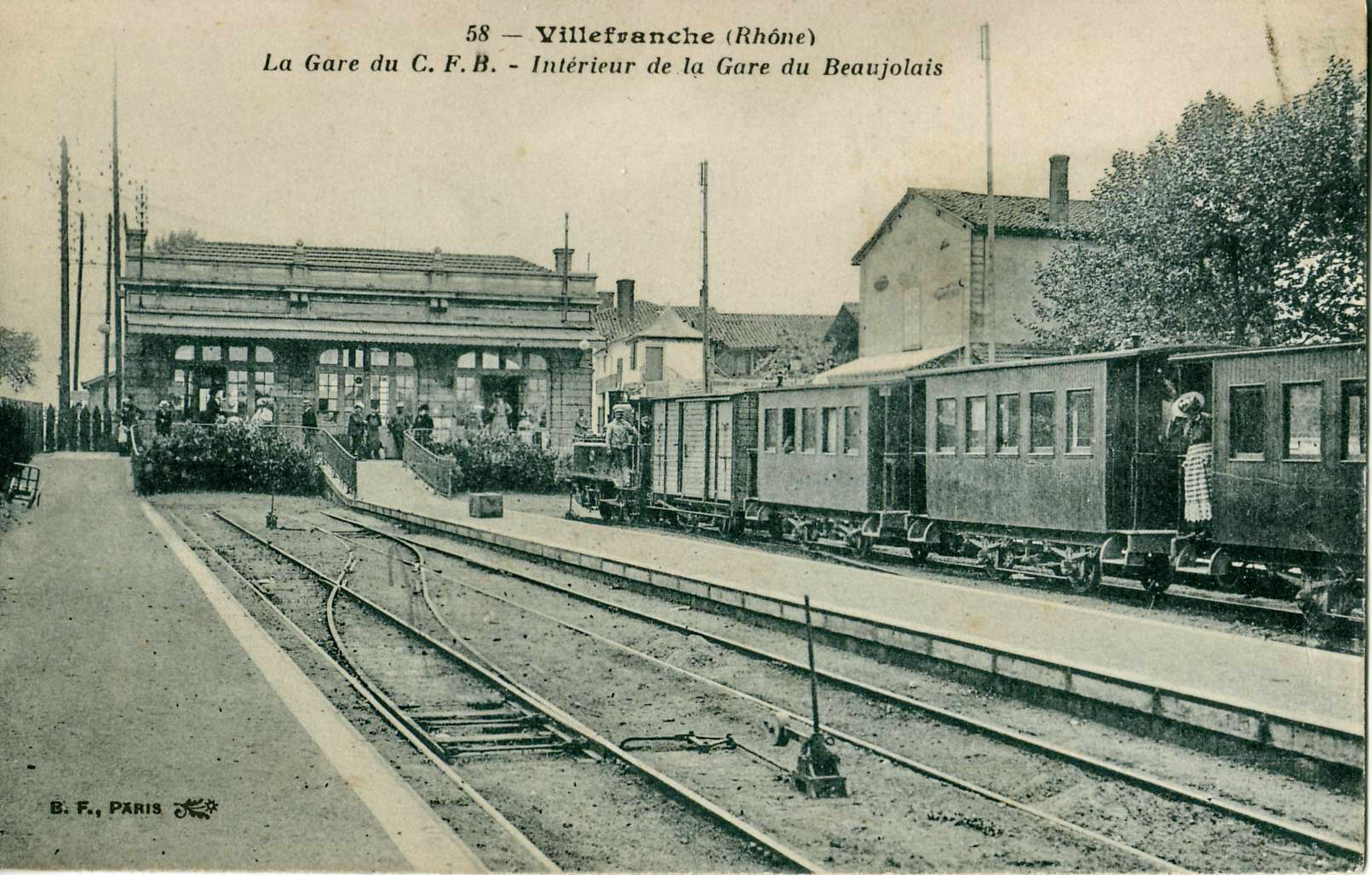
Gare du Chemin de fer du Beaujolais côté quais.
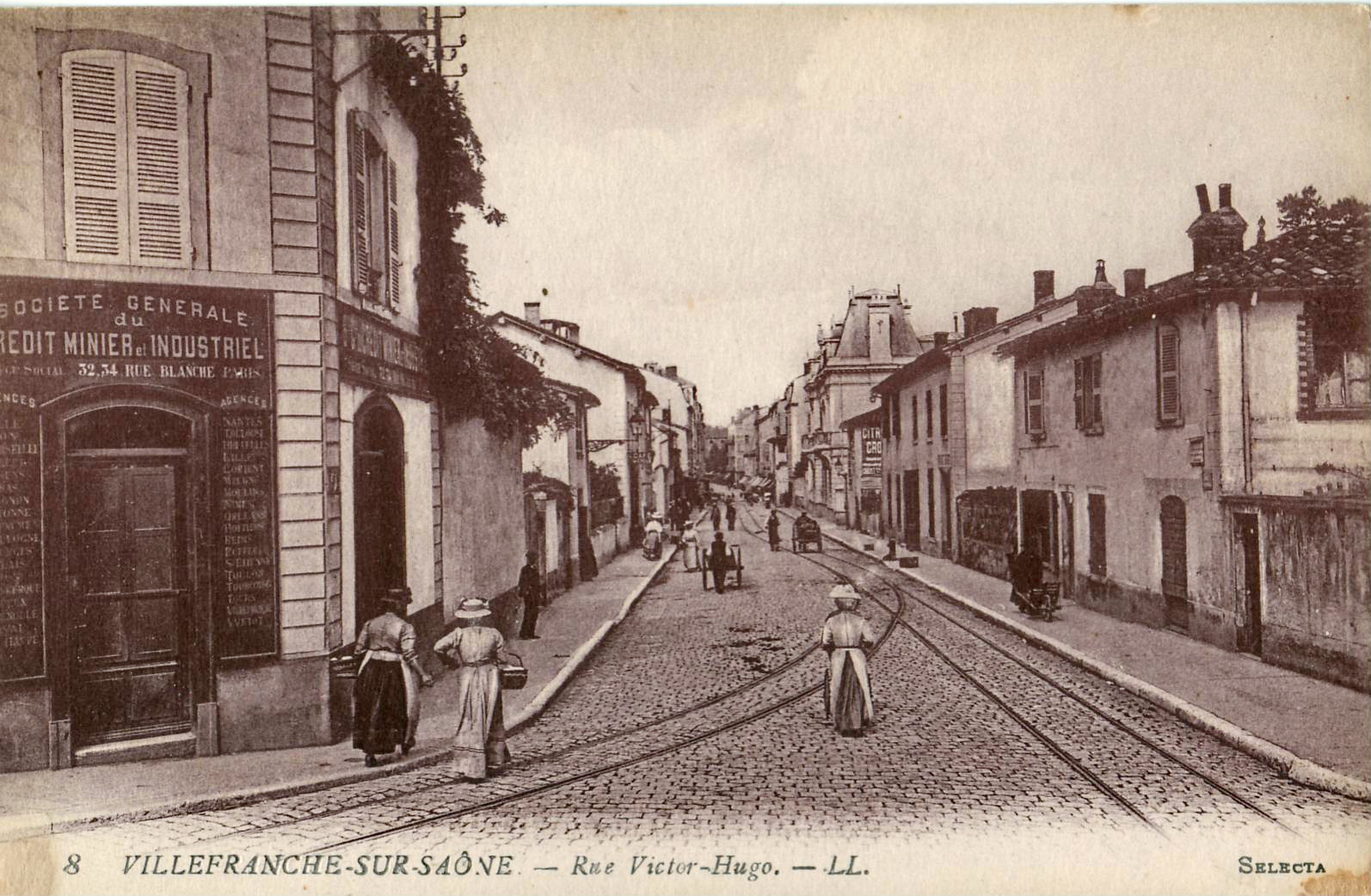
Passage du CFB rue Victor-Hugo.

### Une industrialisation endogène
Cette volonté d’autonomie se traduit aussi par la multiplication des initiatives locales. Ce sont elles qui ont transformé Villefranche en ville industrielle. Les exemples de ce développement endogène sont nombreuses. On ne s’étonnera pas de la place occupée dans ce palmarès par le secteur textile. Certes, le tissage a disparu avant de renaître, mécanisé, à la fin du siècle. Mais les opérations à l’aval se sont concentrées pour donner naissance en 1895 à la Société Anonyme de Blanchiment, Teinture et Impression (SABTI) appelée à de grands développements. Dans le domaine voisin de la confection, Joannes Sabot (1844-1903) lançait en 1888 la fabrication des bleus de travail et son exemple a été  par des négociants caladois avec un tel succès qu’en 1910 on comptait six maisons de confection employant 1200 ouvrières en atelier ou à domicile. S’ajoute encore à cette liste, la fabrication de coton hydrophile,.
La tradition textile n’est pas non plus étrangère à l’essor de la métallurgie caladoise. Le premier exemple en a été donné par Nicolas Bonnet qui avait démarré à partir de 1830 un atelier de mécanique générale fabriquant des machines pour les opérations de blanchiment de teinture, d’impression et d’apprêts. Mais la maison ne se cantonna pas à ce secteur et devait se spécialiser avant 1914 dans les machines pour l’alimentation (pétrins, lave-vaisselle, épluchage des légumes). La plus grande célébrité revient cependant à la famille Vermorel. À Antoine qui débute en 1843 succède vers 1870 son fils Victor qui va devenir spécialiste des machines agricoles et acquiert une réputation universelle en inventant le pulvérisateur pour remédier aux crises du phylloxéra puis du mildiou. Il devient le plus gros employeur de la ville : 22 employés en 1870 mais jusqu’à 1 100 au début du XXe siècle. Il se risquera avec moins de succès dans le lancement d’automobiles et aéroplanes. Sa notoriété devait l’encourager à faire une carrière politique qui le conduira de la mairie de Liergues au palais du Luxembourg,.
L’esprit d’innovation a gagné de manière inattendue le secteur l’Industrie alimentaire. Toute la France a célébré les mérites du pharmacien Joseph-Léon Jacquemaire qui, avec la blédine a révolutionné l’alimentation et la diététique infantile à partir de 1881,.

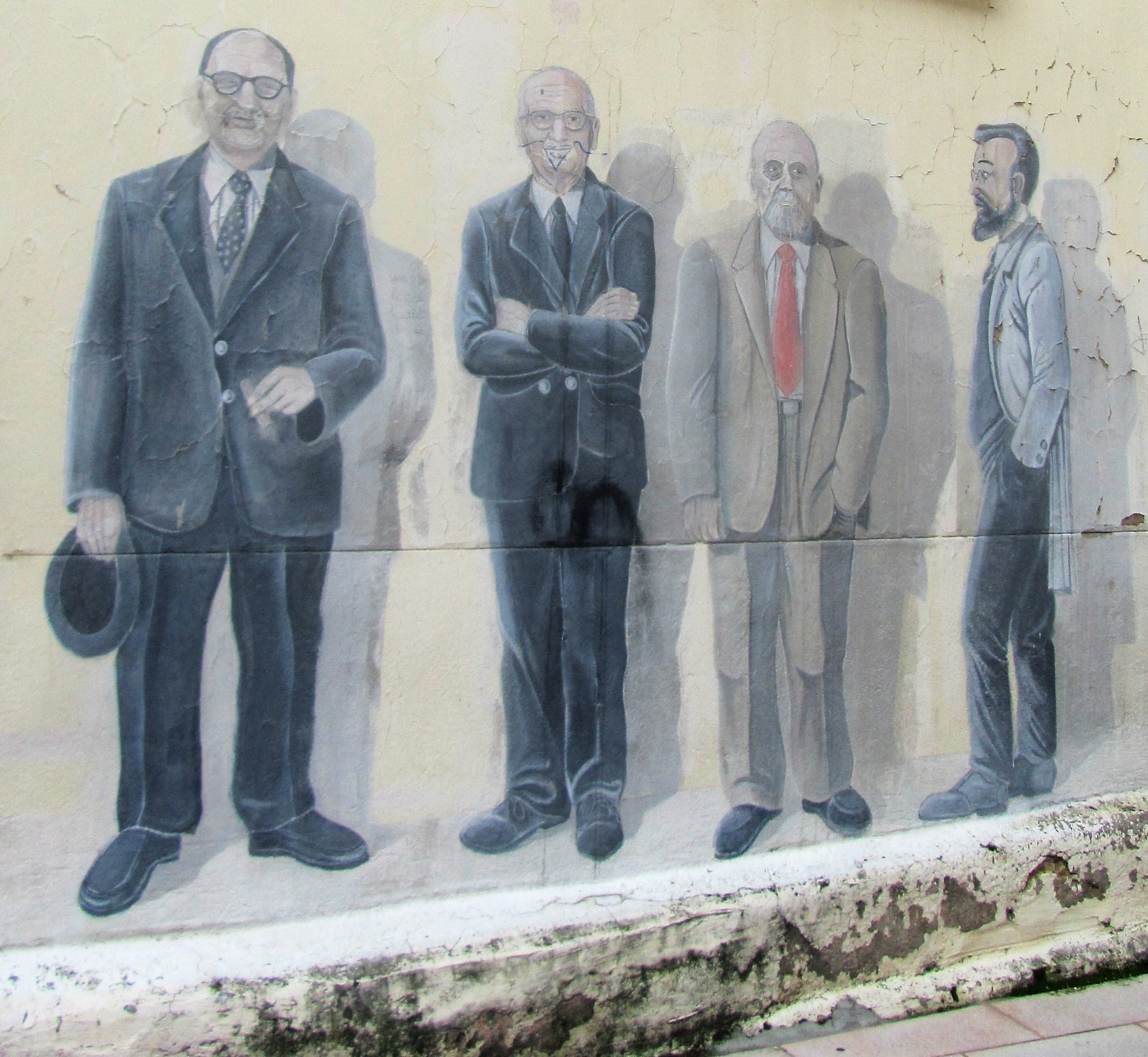
François et Germain Bonnet, Victor Vermorel, Léon Jacquemaire.
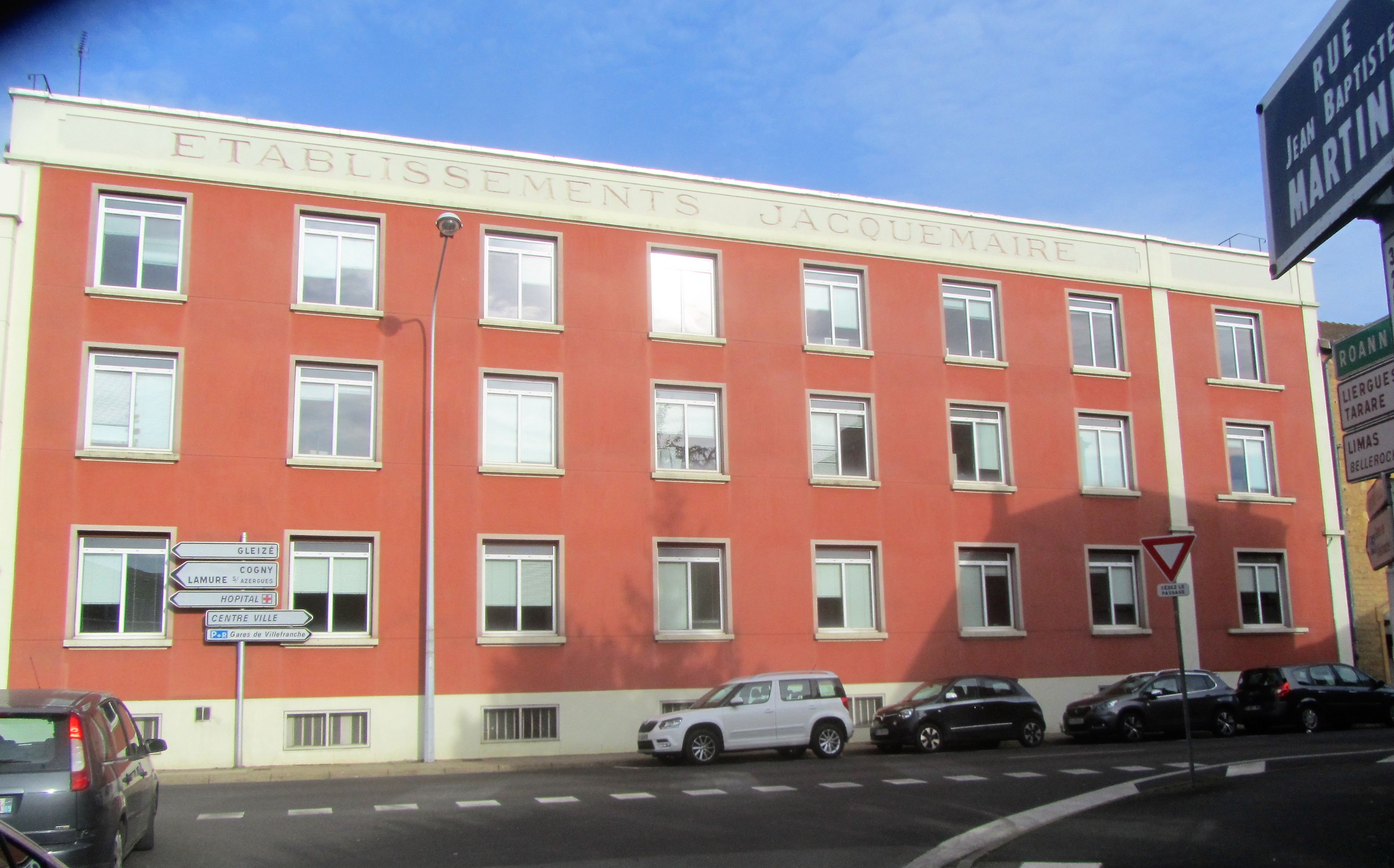
Jacquemaire anciens locaux.
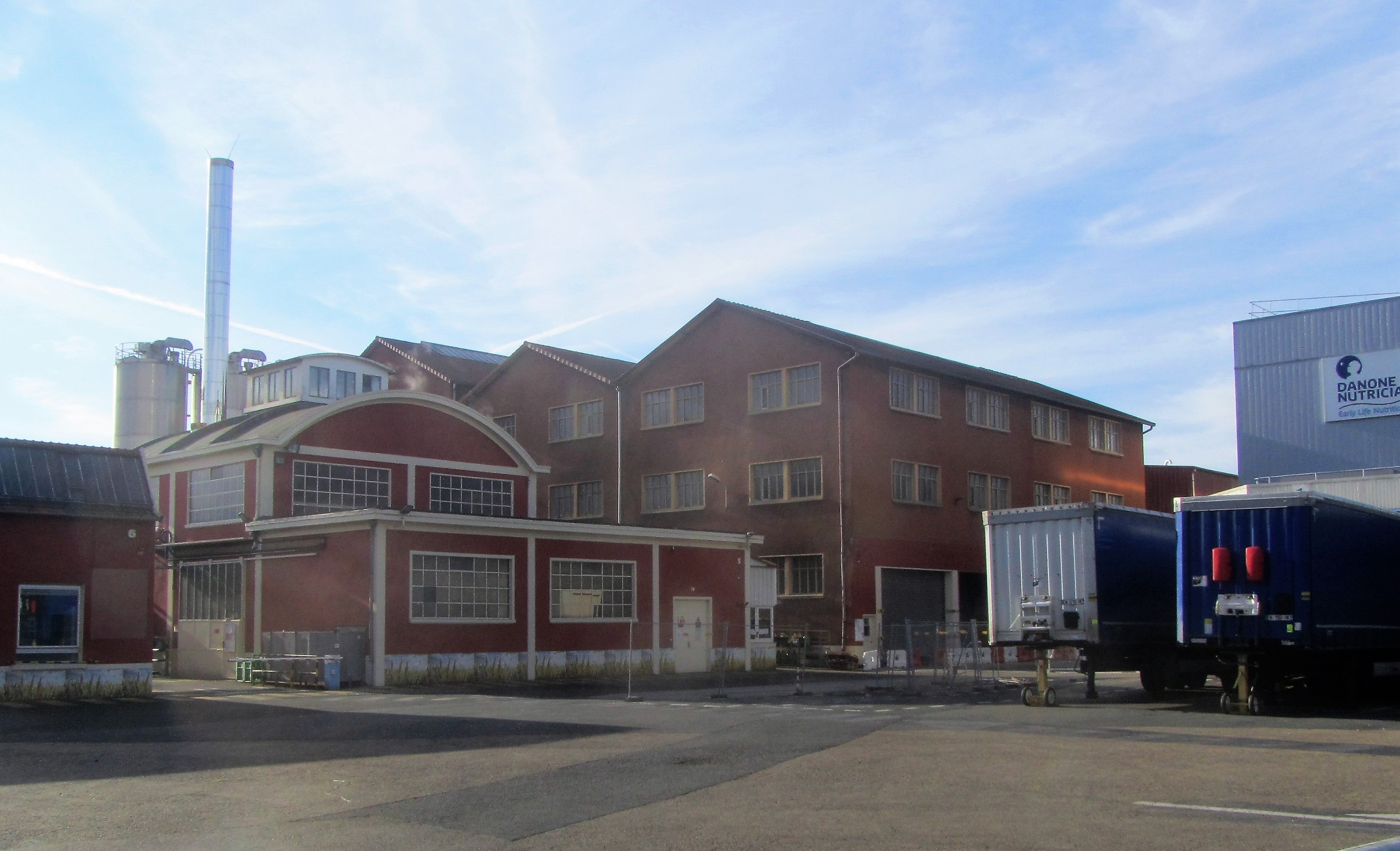
Jacquemaire devenu BSN.

La situation n’avait guère changé à la veille de la Deuxième Guerre mondiale. Dans une enquête portant sur près de 5000 emplois industriels la métallurgie mobilisait 38 % des travailleurs, la teinture et le blanchiment des textiles 28 % et la confection 25 %. Dans plusieurs de ces secteurs on observait une grande capacité d’innovation : apparition de nouveaux entrepreneurs comme Favrot dans la confection des vêtements de travail ; spécialisation comme c’est le cas de Bonnet qui livre le gros matériel frigorifique aux commerçants et restaurateurs. Jacquemaire ajoute à sa gamme les aliments chocolatés. La majorité de la population active est employée dans l’industrie.

### Un cadre spatial élargi

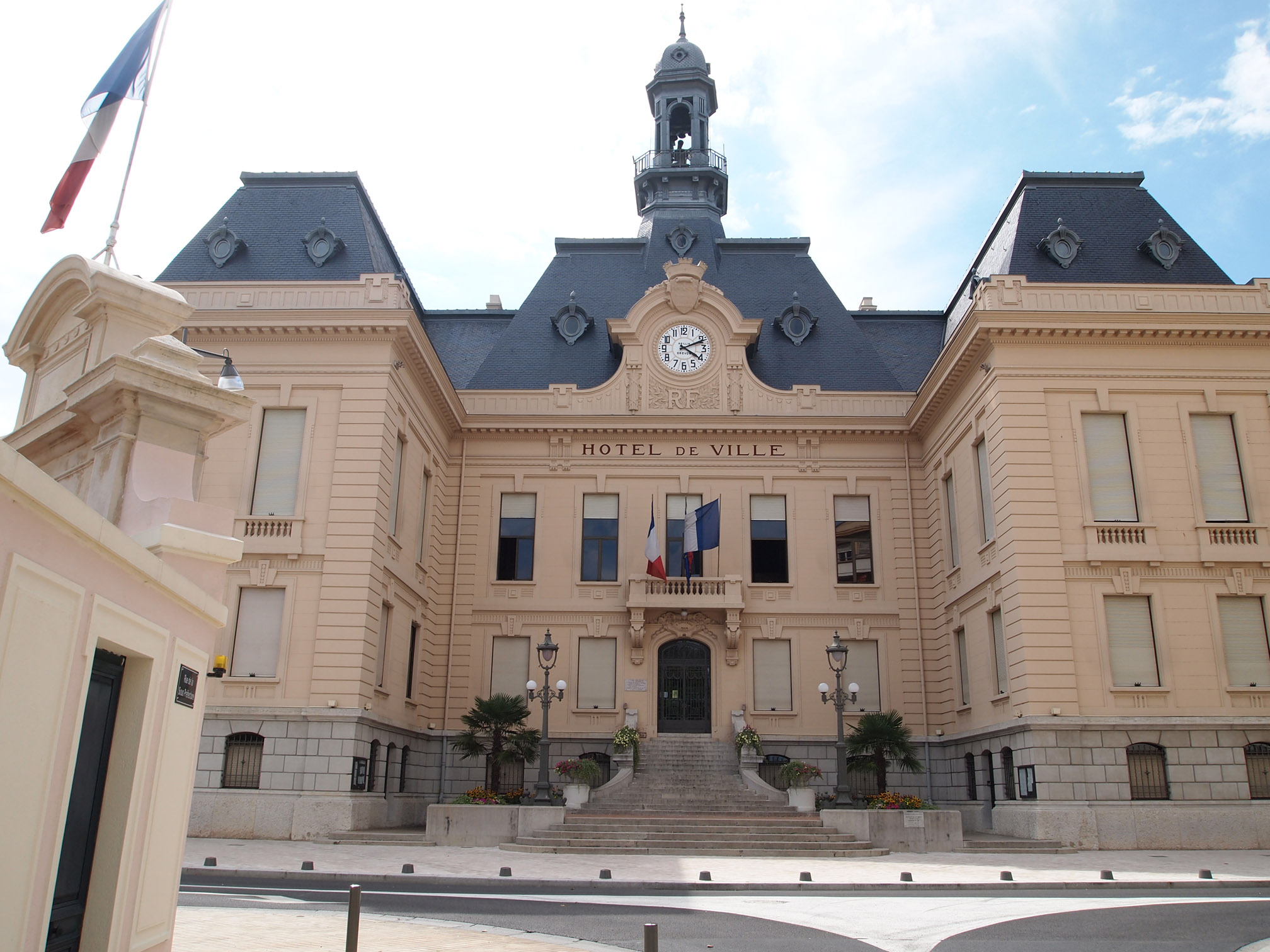
Hôtel de ville de Villefranche-sur-Saône.

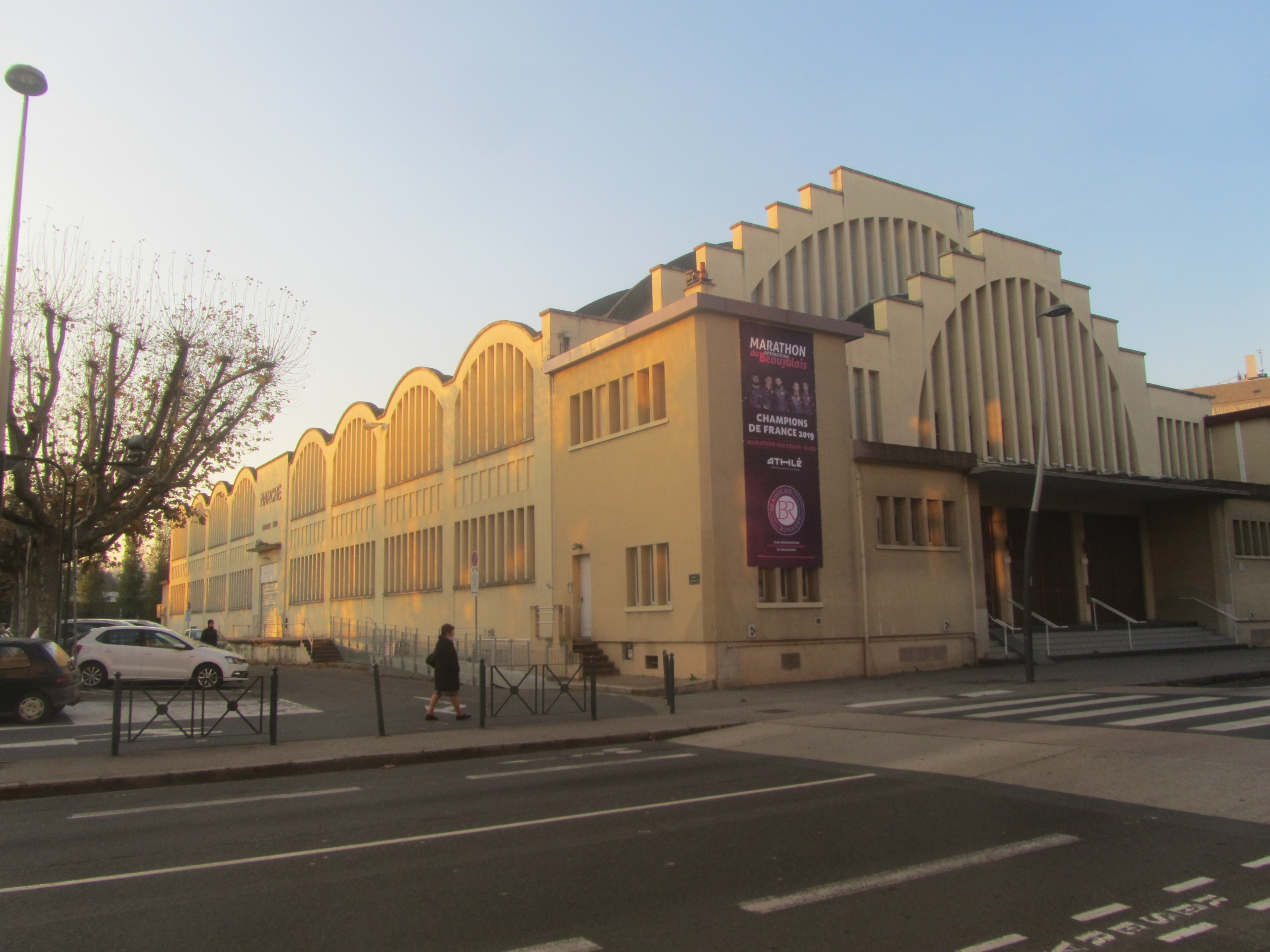
Halles de Villefranche-sur-Saône.

C’est cette vocation industrielle qui explique la transformation de la cité caladoise en ce qu’on peut qualifier, pour l’époque, de ville moyenne. la population est passée de 7 800 habitants en 1851 à 16 000 en 1911 et à 18 871 en 1936. Au fil des années les autorités se sont efforcées d’adapter le cadre spatial. Sous le Second Empire, en exécution d’un décret impérial de 1853 sont annexées à Villefranche la commune de Béligny et des fractions d’Ouilly de Gleizé et de Limas La superficie de la ville est ainsi triplée et la population passe de 8 059 habitants en 1851 à 11 686 en 1856. Le centre se transforme sous la ferme conduite du maire Boiron (1851-1864). Les conditions de circulation s’améliorent grâce à la couverture du Morgon, à la percée de rues transversales et de boulevards nord-sud (les actuels boulevards Gambetta à l’ouest et Louis Blanc à l’est, mais il faudra attendre les années 1920 — boulevard  Jean-Jaurès — puis les années 1960 pour qu’ils soient entièrement prolongés et permettent le détournement partiel du trafic de transit de la rue centrale). Cette rue qui gardera le nom de nationale en souvenir de l’ancienne nationale 6, sera mise en sens unique à partir de 1974.
Tout au long de la période, le développement urbain est marqué par un net tropisme occidental. En 1859 est inauguré le nouveau cimetière dit de Saint-Denis. À la suite du don d’un ancien domaine, les jésuites ouvrent le collège de Mongré dont la première rentrée date de 1848 dans l’ancien château puis dans de nouveaux bâtiments construits entre en 1851 en 1853. Par de nouveaux quartiers de petites villas dans un cadre de verdure l’espace urbanisé s’élargit jusqu’aux communes de Gleizé et de Limas où s’installent également de nouveaux Caladois. Cet élargissement s’accentue entre les deux guerres mondiales sous l’impulsion du dynamique maire Armand Chouffet. Sur l’emplacement d’usines de teinture et de blanchissage sont édifiés de part et d’autre du boulevard Gambetta, le prestigieux hôtel de ville en 1928 et le marché couvert jouxtant la vaste place du marché en 1933. La construction de logements relève de l’initiative privée pour des immeubles de prestige comme le Forum mais aussi du logement social avec les HBM du quartier des Cavaliers.
Cependant c’est dans la plaine à l’est de la voie ferrée en direction de la Saône sur l’ancienne commune de Béligny que cette politique du logement ouvrier va connaître ses plus grands développements. Le patronat caladois semble avoir répugné à la fondation de cités "maison" et lui avoir préféré la formule collective de société anonyme. C’est ainsi qu’est née en 1897 la Société Caladoise des Habitations à Bon Marché (SCHBM). Parmi ses premiers actionnaires figurent Vermorel et de nombreux teinturiers. Il faudra attendre le vote de la loi Loucheur en 1928 pour que les collectivités locales assument leur rôle de constructeurs par le biais des sociétés d’Habitation Bon Marché devenues après la Deuxième Guerre mondiale sociétés de HLM (Habitations à Loyer Modéré) : ainsi ont été fondées les ancêtres des HLM du Rhône et de la Société Caladoise d’HLM. L’exemple le plus typique des réalisations est celui de la route de Frans, nettement à l’écart de la ville juste avant le franchissement de la Saône où la Société Anonyme des Blanchiments Teintures et Impressions a entrepris de loger ses ouvriers à proximité de ses deux usines avant de passer le relais à la commune qui a aménagé une véritable cité avec ses blocs d’habitation ou maisons individuelles, ses voies éclairées, son groupe scolaire pour 300 élèves. Le quartier de la Quarantaine connait aussi un développement très important à mettre en particulier en relation avec l’installation de l’usine de coton hydrophile Mulsant,.

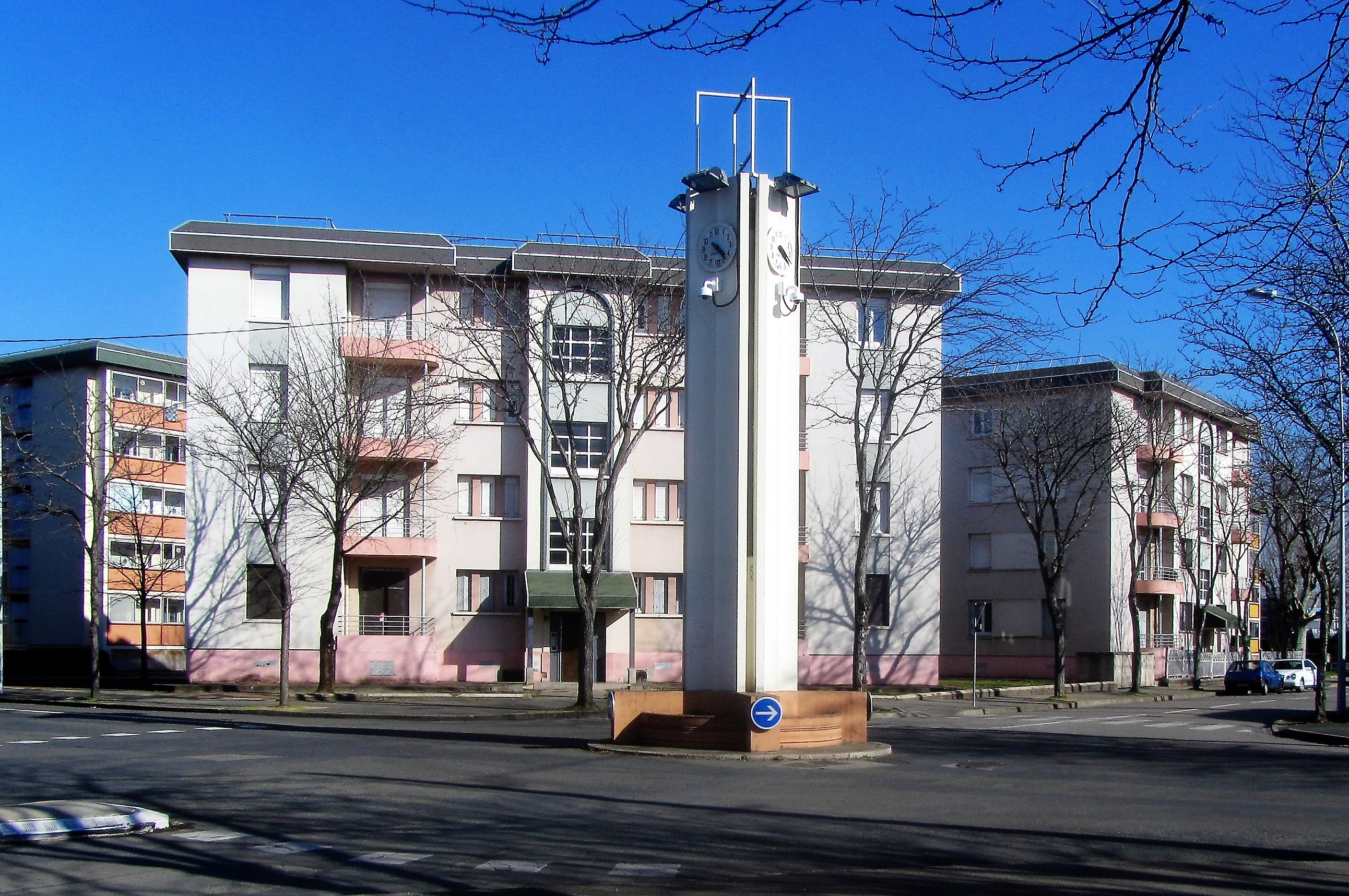
Béligny : l’horloge.
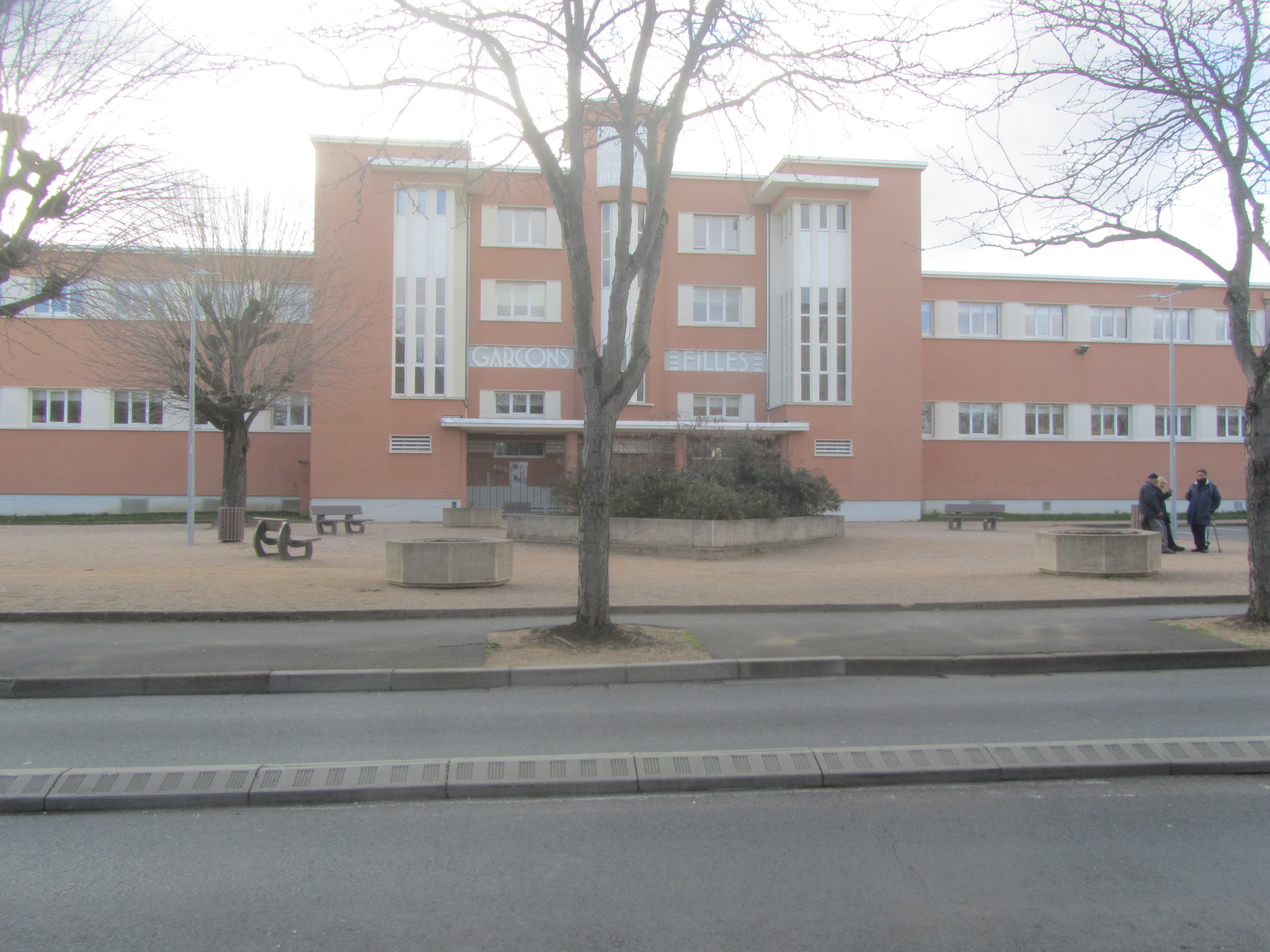
Béligny : groupe scolaire.
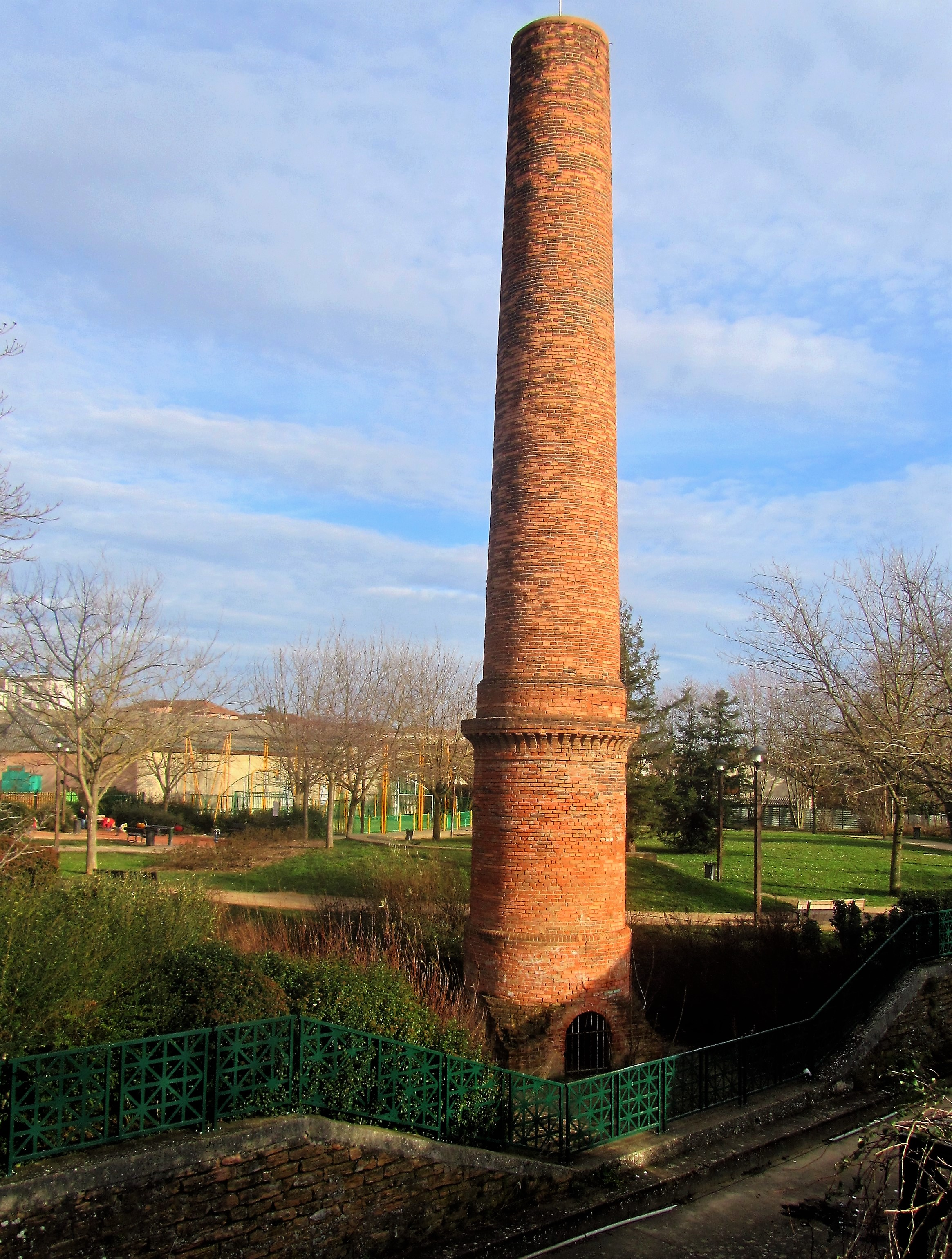
La Quarantaine : cheminée à Fontgraine.
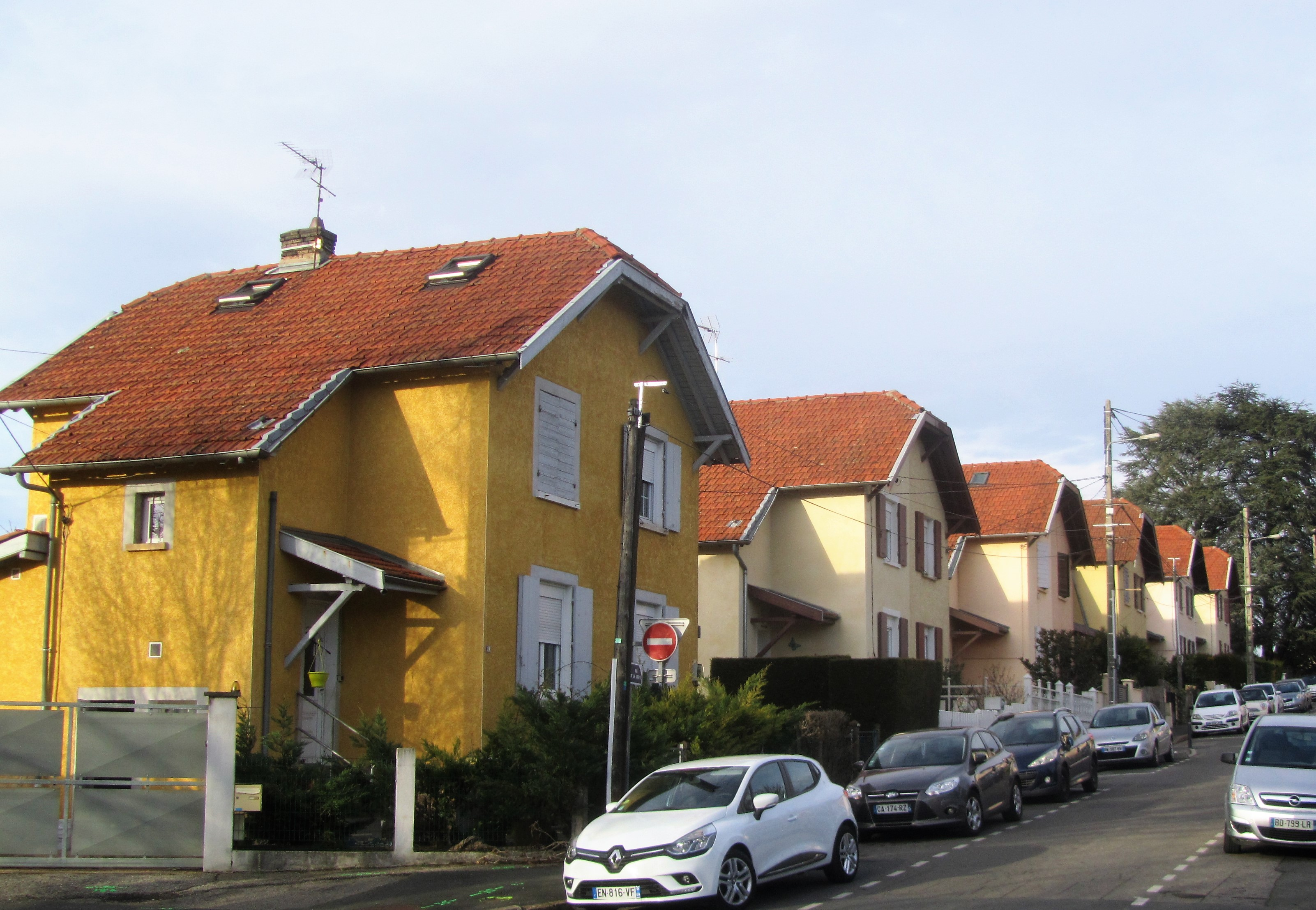
La Quarantaine : ancienne cité.
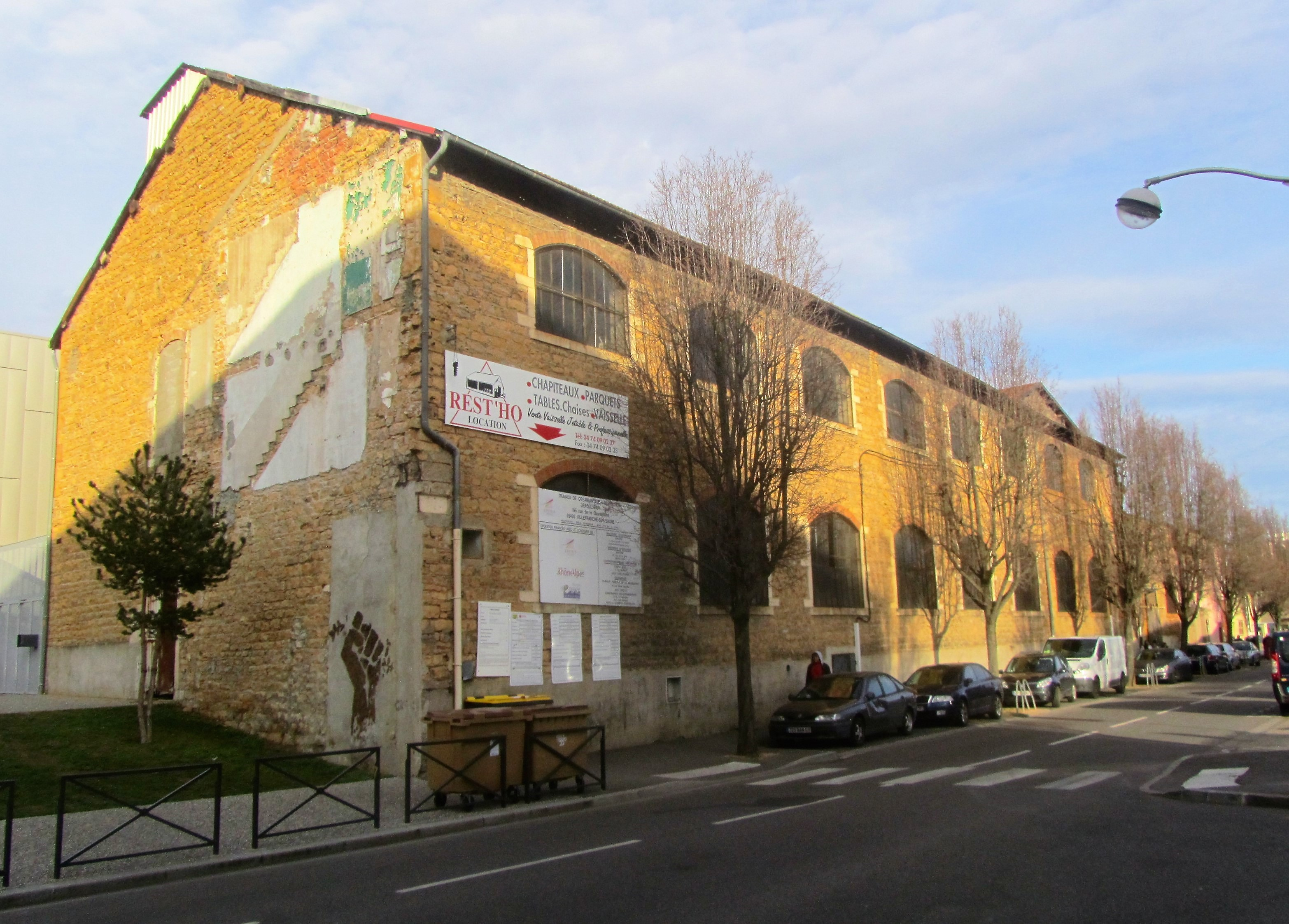
La Quarantaine ; ancienne usine.

## Villefranche aujourd’hui, centre de services

### Une révolution des transports

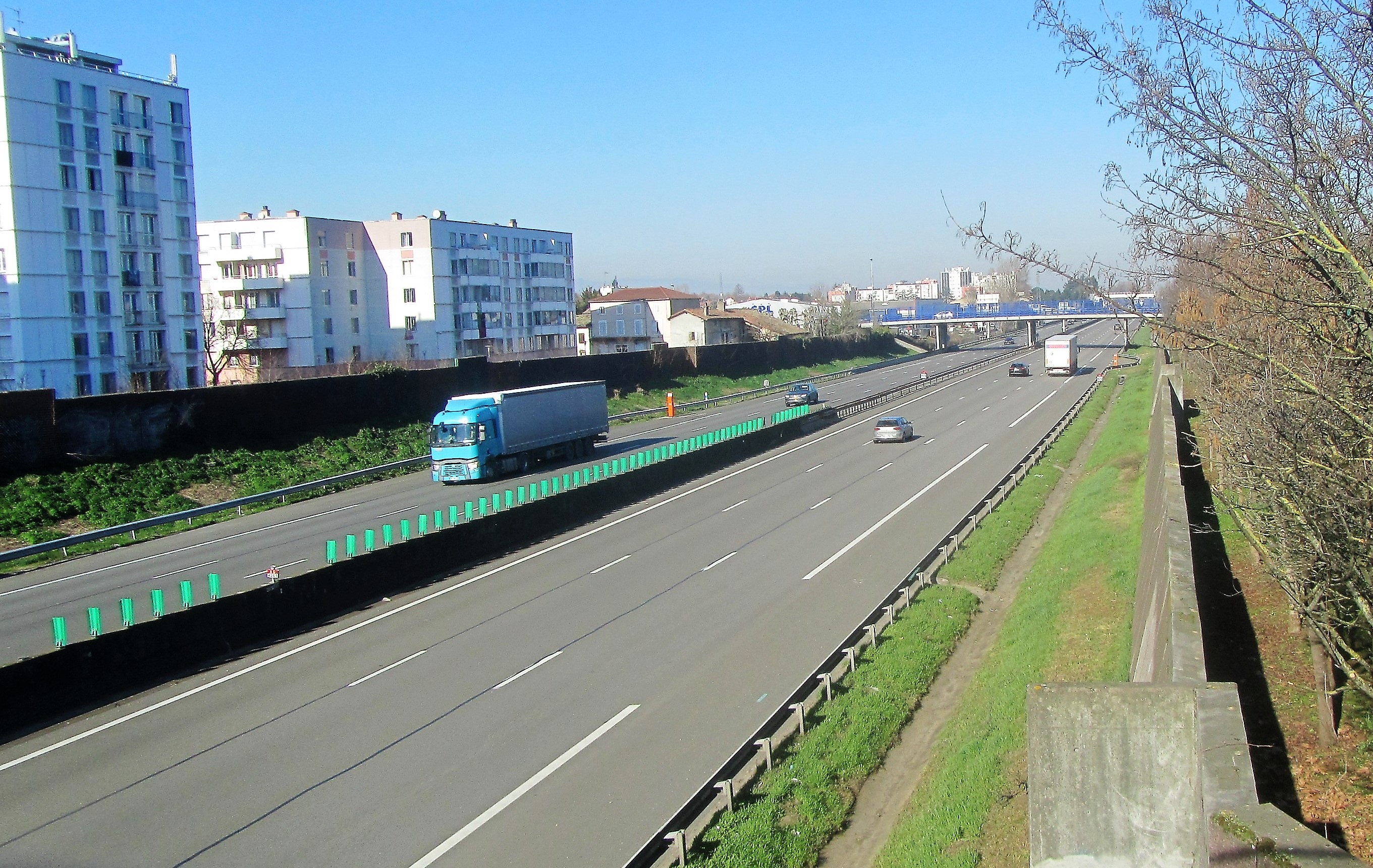
dans la traversée de Villefranche.

Grâce à une véritable révolution des transports Villefranche est revenue à sa vocation historique de dernier relais avant la métropole lyonnaise. Le fait capital est, évidemment, l’ouverture en octobre 1970 de l’autoroute A6 en doublement de la fameuse nationale 6. La situation charnière de Villefranche sur cet axe national et international de premier ordre est matérialisée par la création, en fait sur la commune de Limas, d’un péage avec une impressionnante batterie d’une trentaine de guichets. Au-delà, la circulation se fait en franchise vers la métropole lyonnaise : l’autoroute de liaison devient autoroute de dégagement. On peut même parler de véritable nœud autoroutier car le trafic peut ensuite s’écouler vers les Alpes et l’Italie par l’autoroute A46 au niveau d’Anse et, plus récemment (2018), en direction de l’ouest par l’autouroute A89 jusqu’à Bordeaux au niveau de Limonest. Bien que de portée infiniment plus limitée, il faut souligner également les travaux d’aménagement d’un véritable port fluvial : la Chambre de commerce, initiatrice du projet, l’a baptisé du nom de son président René Matray. Depuis 1979, la batellerie est accueillie en rive droite de la rivière dans une darse de 12 hectares avec une longueur de quai de 350 mètres. Les emprises totales qui comportent un vaste espace de stockage sont de 20 hectares. Avec un millier de mouvements, Villefranche est devenu l’un des tout premiers ports fluviaux de l’axe Saône-Rhône-Méditerranée. Au vrac de matières pondéreuses (bois, sel, engrais…) s’ajoute aujourd’hui l’accueil des conteneurs. Mention doit être faite enfin de la décision prise en 1969 de créer, en collaboration avec Tarare, un aérodrome sur la commune de Frontenas, à dix km au sud-ouest de Villefranche. Il a été ouvert au trafic aérien en 1976. Il comporte actuellement deux pistes : une de 1 400 mètres, revêtue, une de 880 mètres en herbe et, bien entendu, en annexes aires de stationnement, hangars, poste d’avitaillement, restaurant. On a compté 20 000 mouvements en 2015.

### Un pôle démographique et administratif

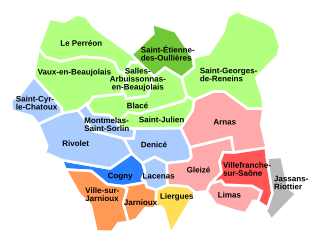
Communauté d’agglomération de Villefranche-sur-Saône.

Pour comprendre le sens de l’évolution depuis 1945, il importe de prendre en considération non plus le seul territoire exigu de la commune de Villefranche mais l’ensemble de son agglomération. Une étude portant sur les 10 communes du district de l’époque dénombrait 38 866 habitants en 1968, soit une progression de 36 % par rapport à l’immédiat après-guerre (28 612 en 1946). Dans les mêmes limites territoriales, la population actuelle est de 68 538 habitants, soit une nouvelle progression de 67 %. Le mouvement de regroupement communal, ici comme partout en France, a commencé en 1962 par la formation d’un district de Villefranche incluant Arnas, Gleizé et Limas. Par la suite, on s’est d’abord contenté de renforcer les liens entre ces quatre communes devenues communauté d’agglomération en 2006. Un niveau supérieur de coopération a été franchi avec la création en 2014 de la communauté d’agglomération Villefranche-Beaujolais-Saône forte de 21 communes : elle s’étend à tout le versant est de la montagne beaujolaise entre le Merloux et la Vauxonne mais elle inclut également la commune de Jassans-Riottier dans le département de l’Ain et compte 78 450 habitants. Grâce à un tel poids démographique, Villefranche est amenée à  assumer le rôle de premier pôle urbain dans la vallée de la Saône entre Chalon-sur-Saône et Lyon, avant même Mâcon.
Par ailleurs, Lyon s’étant érigé en métropole avec les 58 communes de sa communauté urbaine depuis le 1er janvier 2015, Villefranche a changé de statut sur le plan départemental. De simple sous-préfecture elle a été proposée par un vote unanime du Conseil départemental pour devenir le chef-lieu du département d’un nouveau Rhône résiduel, fort tout de même de 450 000 habitants. Le processus a été engagé auprès du Conseil d’État pour entériner cette propositi, le premier n par décret. Toutefois, par souci d’économie, les services départementaux ont continué à siéger à Lyon dans les locaux de la préfecture.

### Les services à la population
Depuis 1962 est organisé un réseau de transport public. Sous le nom de Libellule il assure une desserte quotidienne régulière des 20 communes de la communauté d’agglomération. Les 9 lignes à grande fréquence de CityLib mettent en relation la commune centre et ses 4 communes limitrophes. Les 8 lignes du système « Carlib » assurent la desserte de 16 communes supplémentaires dans un rayon d’une dizaine de kilomètres à l’ouest de la Saône jusqu’à la crête de la montagne beaujolaise.
Villefranche assure également la fonction de centre hospitalier grâce à deux établissements, le premier public, à Gleizé sur 16 ha avec diverses annexes comme l’IRM. En outre, sur le plan administratif, depuis juillet 2016, un Groupement Hospitalier Nord Beaujolais est institué sous une direction commune comprenant autour de l’hôpital de Beaujeu, le centre hospitalier de Belleville, l’établissement de santé de Grandris, les centres hospitaliers de Tarare et de Trévoux, l’EHPAD de Villars-en-Dombes. Il faut ajouter, dans le secteur privé la polyclinique du Beaujolais, née de la fusion en 1994 de la polyclinique de Villefranche fondée en 1976 avec la Clinique chirurgicale du Beaujolais à Arnas fondée en 1977 incluant la médecine générale, la chirurgie, une maternité, un service d’urgences, une pharmacie, des services de radiologie, d’analyses médicales, de kinésithérapie et le centre de consultation La Passerelle commun à 50 praticiens.

### De l’industrie aux activités de service
« Paradoxalement, c’est pendant la période générale de haute croissance pour l’ensemble de la France que Villefranche subit de plein fouet la crise qui s’attaque aux bastions de sa bi-industrie du textile et de la mécanique ». Le secteur du textile et de la confection avec ses structures émiettées en petites entreprises a été le plus gravement atteint faute de pouvoir adapter ses fabrications aux nouvelles demandes du marché, investir dans de nouvelles machines d’ailleurs plus économes de main-d’œuvre, affronter la concurrence des pays du Tiers-monde à bas salaires. Même de grosses affaires comme la SABTI ont été contraintes à la fermeture. Dans la métallurgie, les firmes les plus emblématiques comme Bonnet et Vermorel ont connu le même sort. Seule survit encore l’industrie alimentaire avec la firme Jacquemaire intégrée dans le groupe BSN. Certes, Villefranche a profité du phénomène de déconcentration des industries lyonnaises trop à l’étroit. Pepro a transféré   à Villefranche ses fabrications de produits sanitaires agricoles ; Calor (petit électroménager) et Lafont (vêtements de travail) abandonnent le quartier de Montplaisir. Mais ces implantations sont loin de compenser les pertes des secteurs traditionnels. Classiquement, ces transformations ont entraîné des mouvements sociaux tout au long des années 1960 avec culmination lors des grèves de mai 1968. Un bilan établi en 1985 par la Chambre de commerce traduit cette mutation en une statistique très révélatrice de la mutation en cours. Sur un total de 26 900 emplois de 770 entreprises de plus de 5 salariés, les quatre secteurs traditionnels de la métallurgie (5 500 emplois), du textile et de la confection (4 100), de l’industrie alimentaire (1 400) et de la chimie (1 150) ne comptent plus que pour 45 % du total contre 55 % pour le BTP (3 600), le commerce (5 900), les services marchands (4 300) et les divers (900),.

### La saturation de l'espace

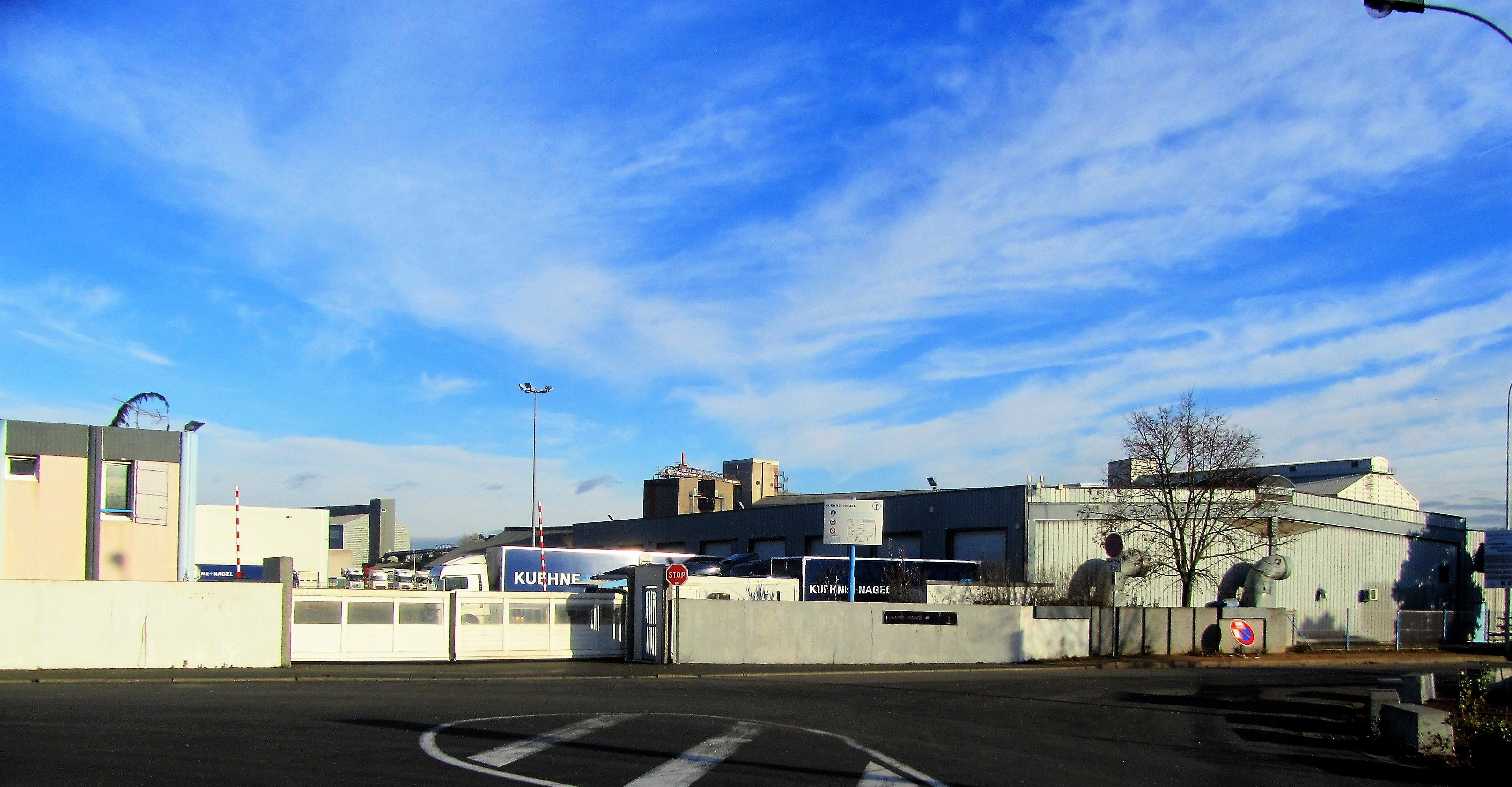
Bâtiments de Kuhne Nagel Road.

Dès les années 1960, les autorités ont eu conscience de cette évolution. Elles prévoyaient « un glissement progressif d'une industrie de main-d’œuvre à une industrie complémentaire d'entreposage ou de base ». Ces prévisions ont été amplement confirmées par l'évolution. Le diagnostic suivant date de 2018 : « Les grandes usines métallurgiques qui ont embauché des années durant périclitent ou sont rachetées par des groupes, souvent étrangers, qui découpent les entreprises en différentes parties en vue de les revendre. Les usines du textile disparaissent peu à peu elles aussi ». Or les activités de remplacement sont par leur nature même très exigeantes en espace. Il fallait donc de toute nécessité leur proposer de vastes espaces. C'est pourquoi, dans le même temps où était établi un premier plan d'urbanisme, ébauche du futur POS, était créée la SAMDIV (Société d'Aménagement du District de Villefranche) chargée d'équiper des ZI (Zones Industrielles). À l'achèvement de son programme, vers 1984, celles-ci couvraient 400 ha et hébergeaient 770 entreprises de plus de 5 salariés. Sur le territoire communal a été créée la ZI nord-est couvrant 130 ha mais une autre ZI de 84 ha a été aménagée au nord, sur la commune d'Arnas et une autre au sud débordant sur la commune de Limas (60 ha). À défaut de pouvoir passer en revue cette énorme masse d'entreprises, on s'en tiendra à un exemple symbolique, celui de la société Kuehne + Nagel, sans doute le plus gros employeur privé de la commune. Cette société d'origine allemande fondée en 1890 est « un des leaders mondiaux de la logistique et de la gestion de la chaîne logistique », avec 1 000 implantations dans une centaine de pays. Elle est présente dans tous les domaines de transports. Qu'elle ait choisi Villefranche comme siège à la tête de ses 96 établissements français prouve assez à quel point la cité caladoise est idéalement située à l'échelle nationale et même internationale.

### Le problème du logement

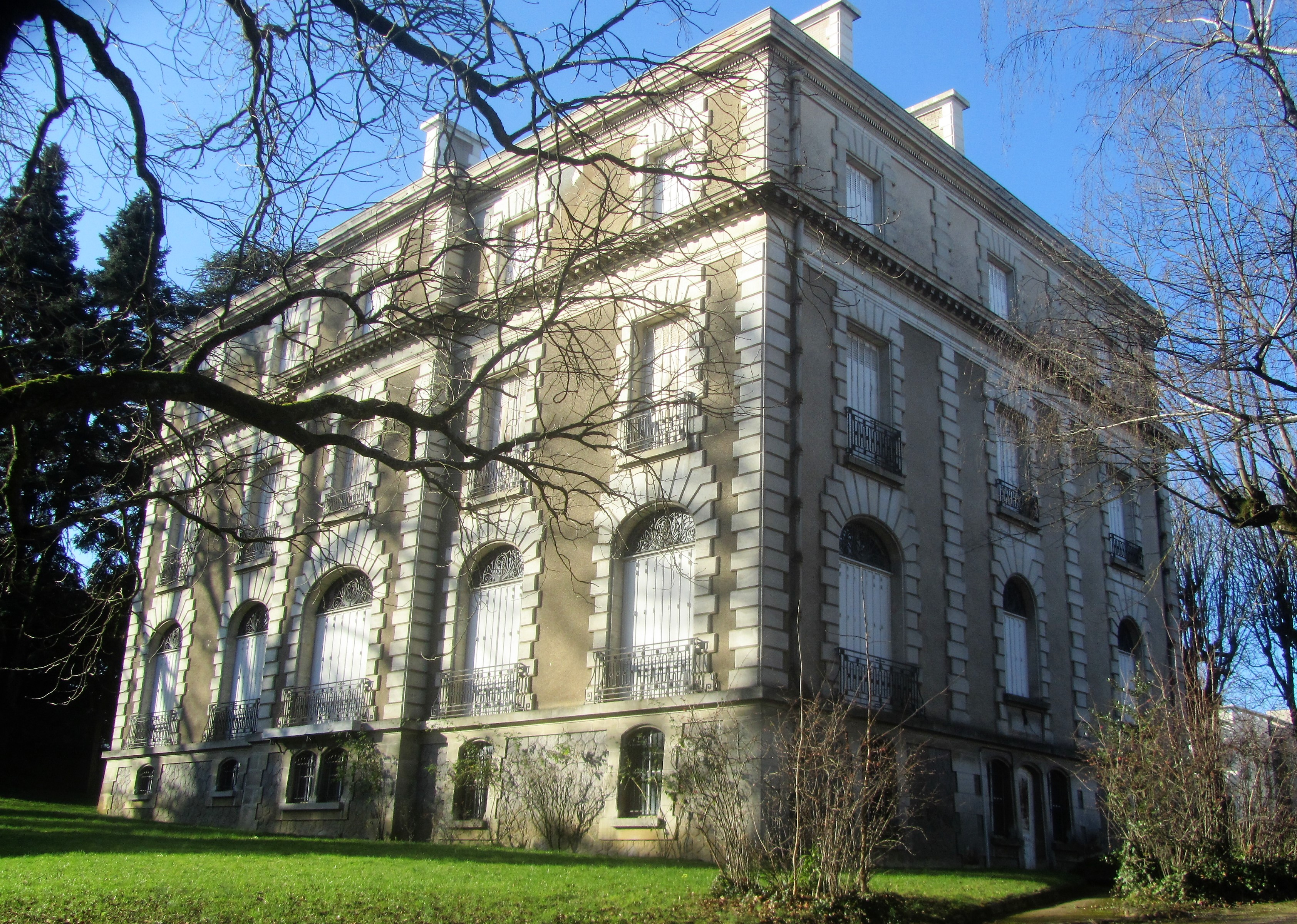
Villa Vermorel.

Considérons à nouveau le territoire de la seule commune de Villefranche en rappelant que sa population est passée de 20 017 en 1946 à 37 266 habitants en 2016. On n'est pas loin du doublement (187 %). Un grand effort de construction a donc été nécessaire. Selon les parties du territoire, diverses solutions ont été adoptées. A l'ouest, le coteau de Belleroche en rive droite du Morgon présentait encore au milieu du XXe siècle un aspect de retraite campagnarde avec son étang et son château à l'abandon, héritage de son long passé nobiliaire. Victor Vermorel y avait construit son imposante demeure. Le maire André Chouffet a mis à exécution au lendemain de la Libération son vieux rêve de le transformer en un quartier urbanisé et a argué des travaux d’aménagement entrepris à  son initiative pour obtenir le rattachement à Villefranche de ce secteur, jusqu’alors sur le territoire de Limas (1953). La vieille demeure seigneuriale a été  rasée, maisons et immeubles ont été  construits sur l’ancien domaine. À la fin de son mandat (1958) ses successeurs devaient poursuivre son entreprise jusque dans les années 1970. Le quartier, très attrayant, est devenu un des plus peuplés de la ville et compte de nos jours plus de 5 000 habitants,.
Les interventions dans la Nef s'imposaient vu l'état de délabrement du bâti. Elles ont débuté dans les années 1960 et se sont poursuivies jusqu'au début du XXIe siècle. Dès le départ, la solution la plus radicale a été adoptée dans le quartier Paul Bert : 50 immeubles couvrant un espace de 1,5 ha ont été rasés et la reconstruction (153 logements) a été faite par l'intégration, critiquée à l'époque, d’immeubles de style moderne à nombreux étages. Deux autres interventions ont transformé ce secteur central : en 1982-1984 celui des Fayettes derrière Notre-Dame-des-Marais a été aéré par le square de Buhl du nom de la ville allemande jumelée ; plus tardivement, en 1990, celui des Jardiniers. À l'extrémité nord a été rénové jusqu'en 1983-1984 le quartier Déchavannes où, pour partie des 250 logements, a été adoptée la formule plus douce des OPAH (Opération Programmée de l'Amélioration de l'Habitat). L'extrémité sud a bénéficié de l'opération la plus récente, terminée en 2004. Elle a concerné le quartier Chasset-Villars (1992-2004) : son originalité réside dans l'ordonnance des immeubles modernes autour de la vaste place centrale Humbert-III à laquelle on accède par la rue de la Charte, double clin d'oeil aux origines de la ville. Un immeuble en forme de tour se veut, lui, un rappel de l'ancien rempart.

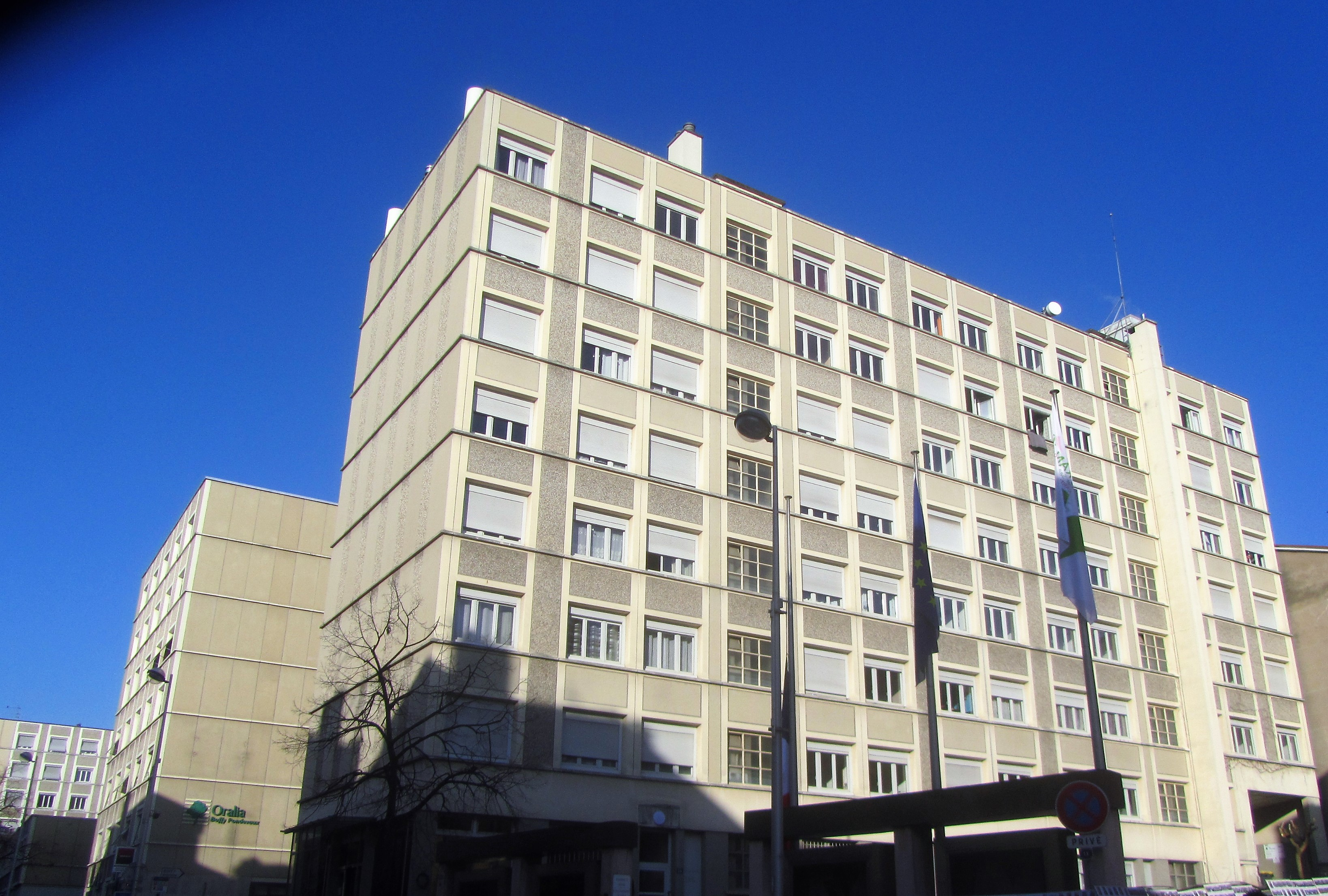
Quartier Paul-Bert.
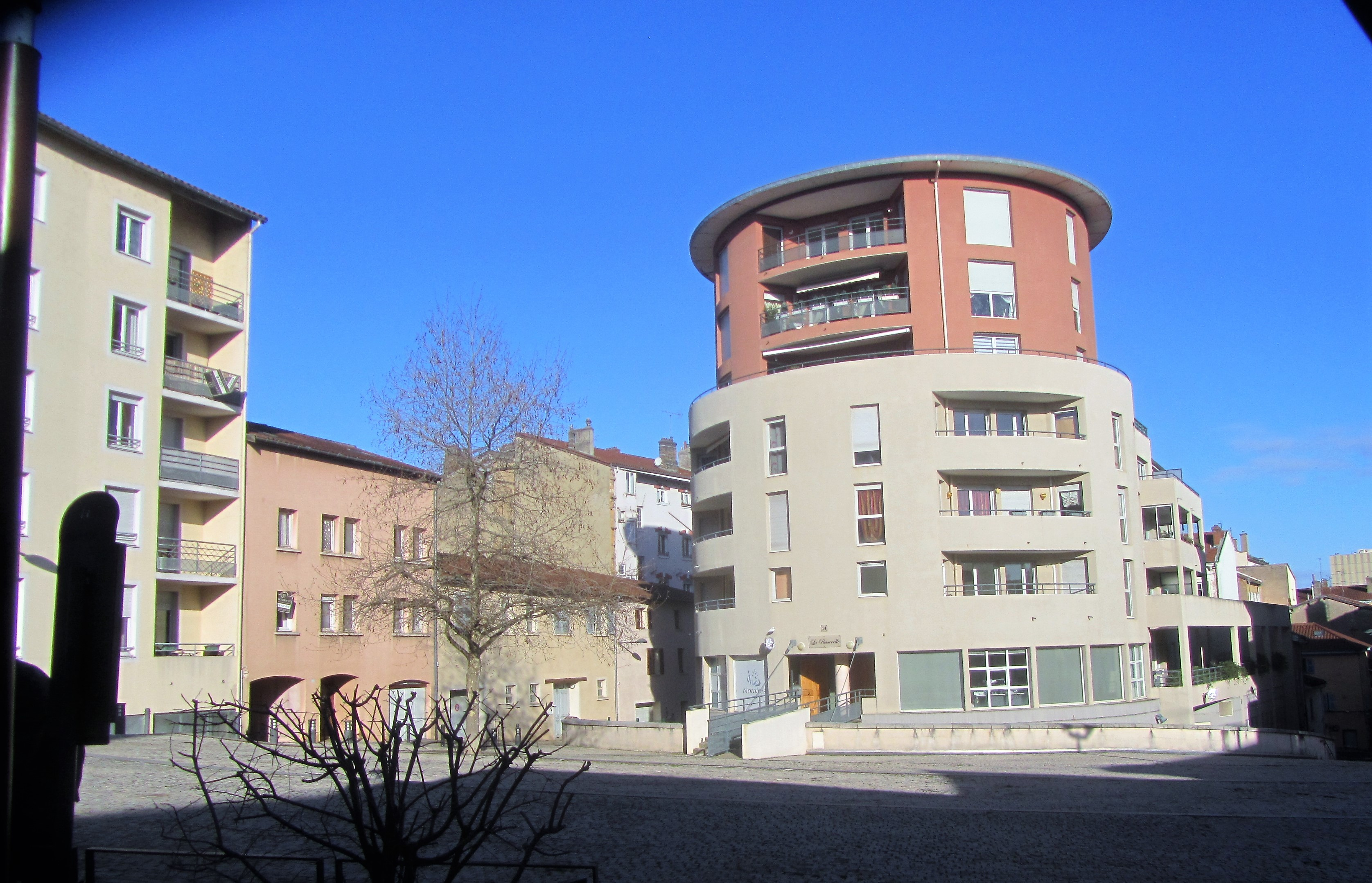
Place Humbert-III.
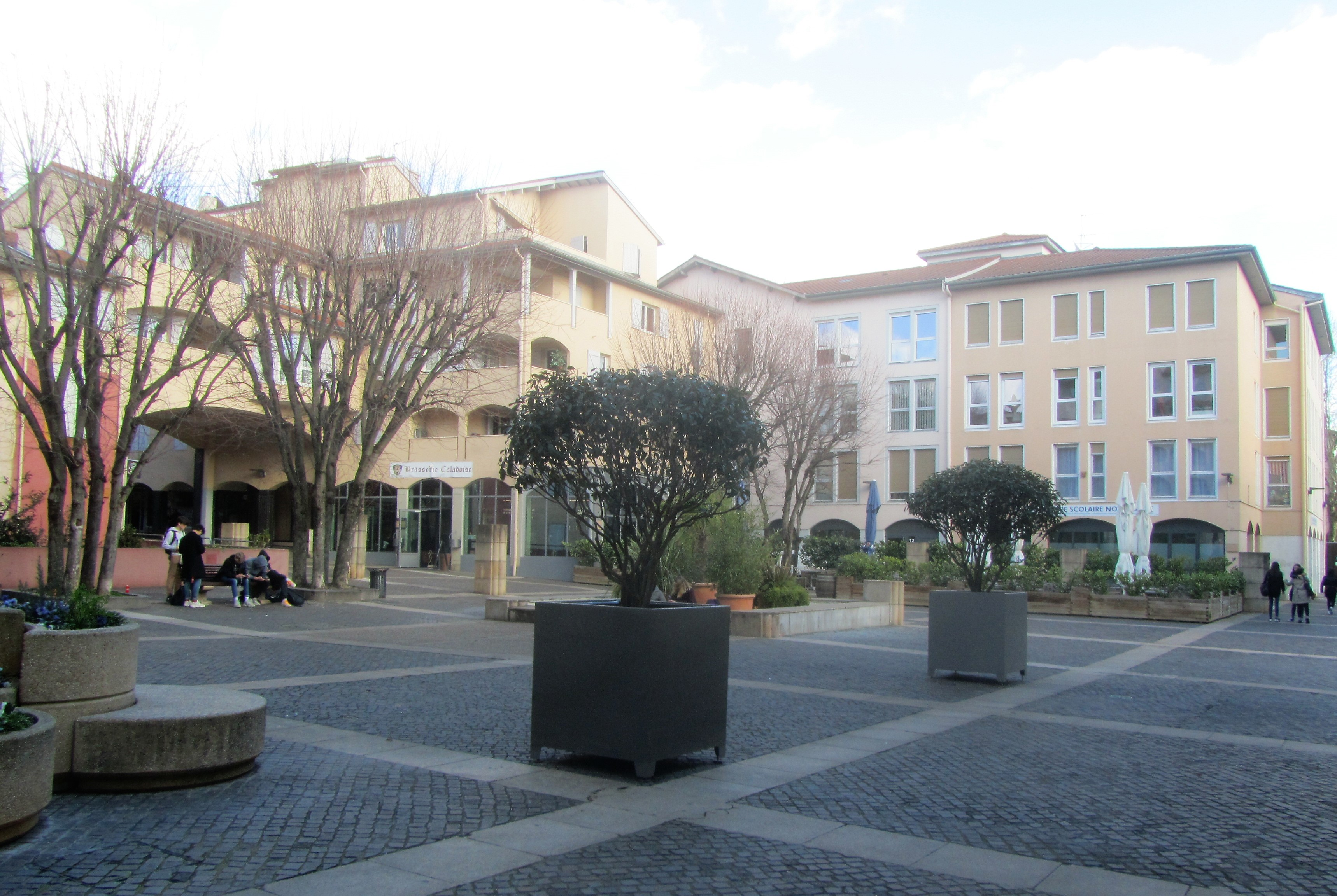
Place des marais.
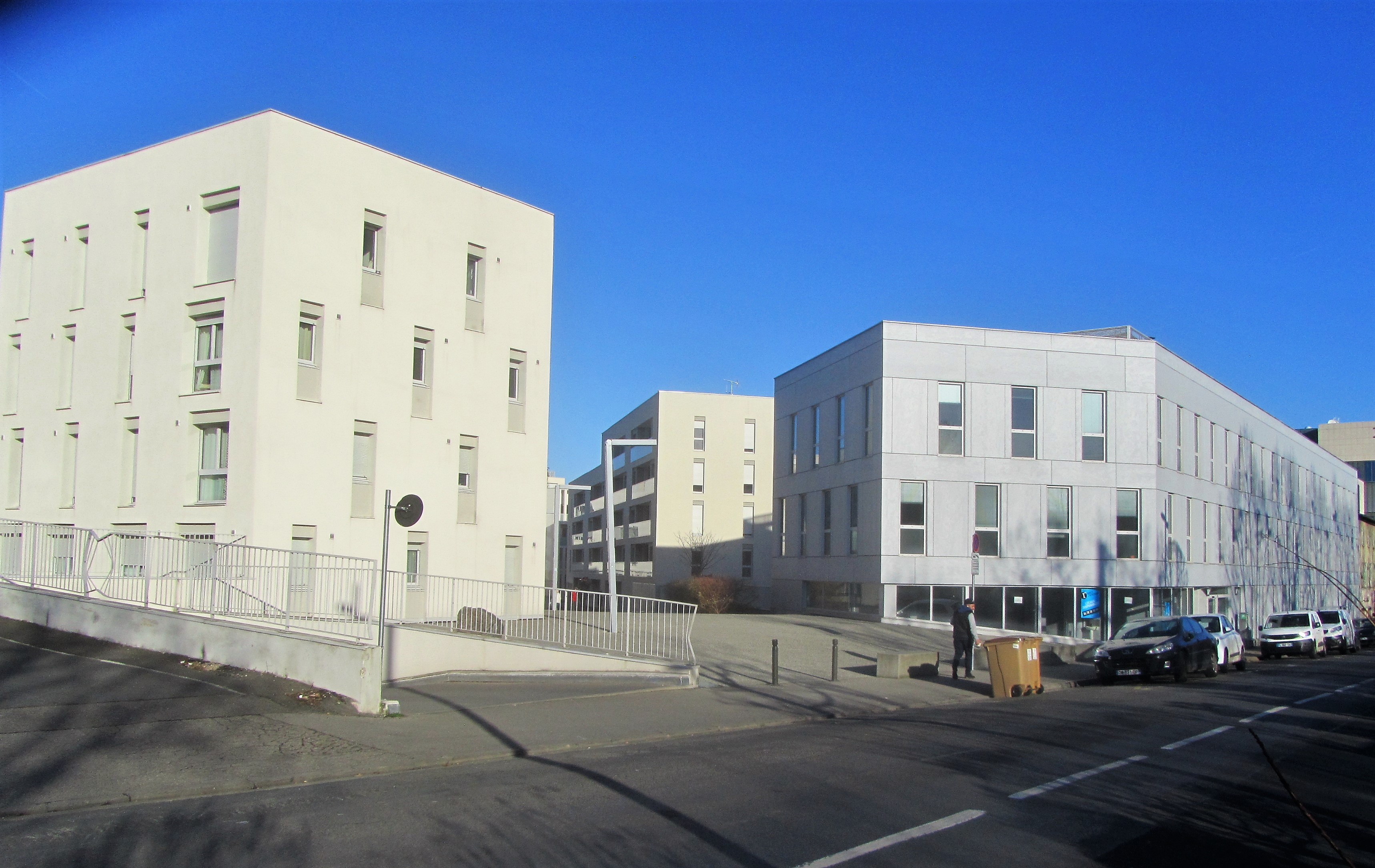
Quartier des Jardiniers.

Seule, cependant, la vaste espace de près de 2,5 km entre la Nef et la Saône, où avaient été construits pendant la période d'industrialisation les quartiers industriels de Beligny et de la Quarantaine, était à la mesure des immenses besoins tant pour les nombreuses entreprises que pour le logement de la population. Les mêmes sociétés de HLM à l'œuvre avant la Deuxième Guerre mondiale y ont trouvé de quoi satisfaire leur appétit d'espace. La HBVS (Habitat Beaujolais Val de Saône) nouveau nom depuis 1980 de l'ancienne SCHBM, mieux adapté à son intervention dans de nombreuses communes du Beaujolais, se targue d'avoir fait preuve d'un exceptionnel dynamisme. Son patrimoine de 3 861 logements fin 2002 était concentré à 65 % dans les limites de la ville (81 % dans l'agglomération) un chiffre qui fait dire à son président que sa société loge un Caladois sur quatre. Qu'en est-il aujourd'hui pour ses 5 064 logements en 2016 hébergeant 12 256 habitants ? On chercherait aujourd'hui la trace de la ferme natale du Garet où est né Raymond Depardon,. Celle du Poulet a été heureuse protégée en pleine zone industrielle et promue centre de séminaire et restaurant gastronomique. En accès plus direct sur la rue sont les bâtiments des anciens domaines de Grange Garnier et de Pontbichet. Mais la vie quotidienne est rythmée par le ballet incessant des autobus de la compagnie Libellule qui achemine les habitants des cités vers leur lieu de travail et la jeunesse vers ses établissements scolaires.

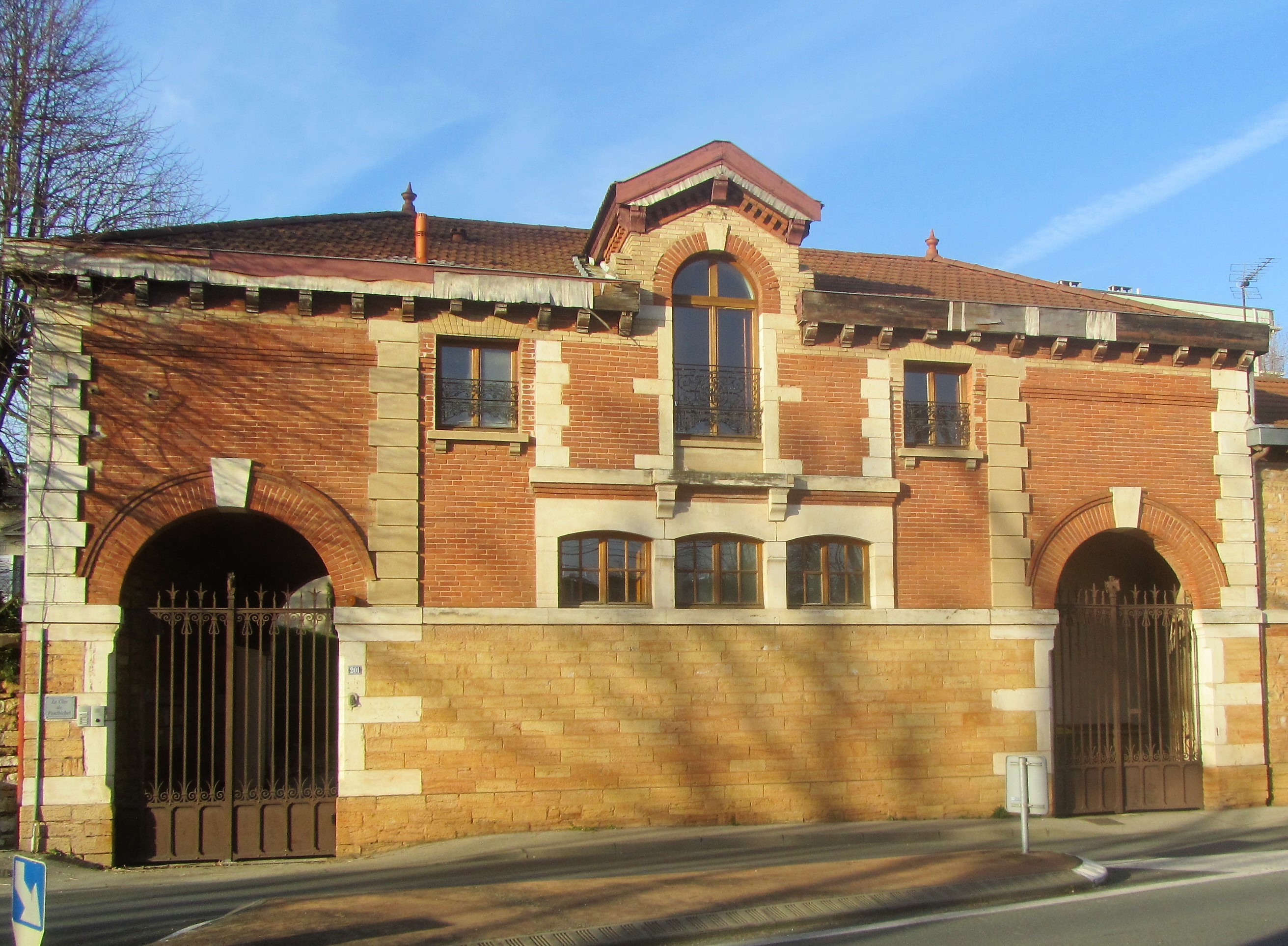
Ferme de Pontbichet.
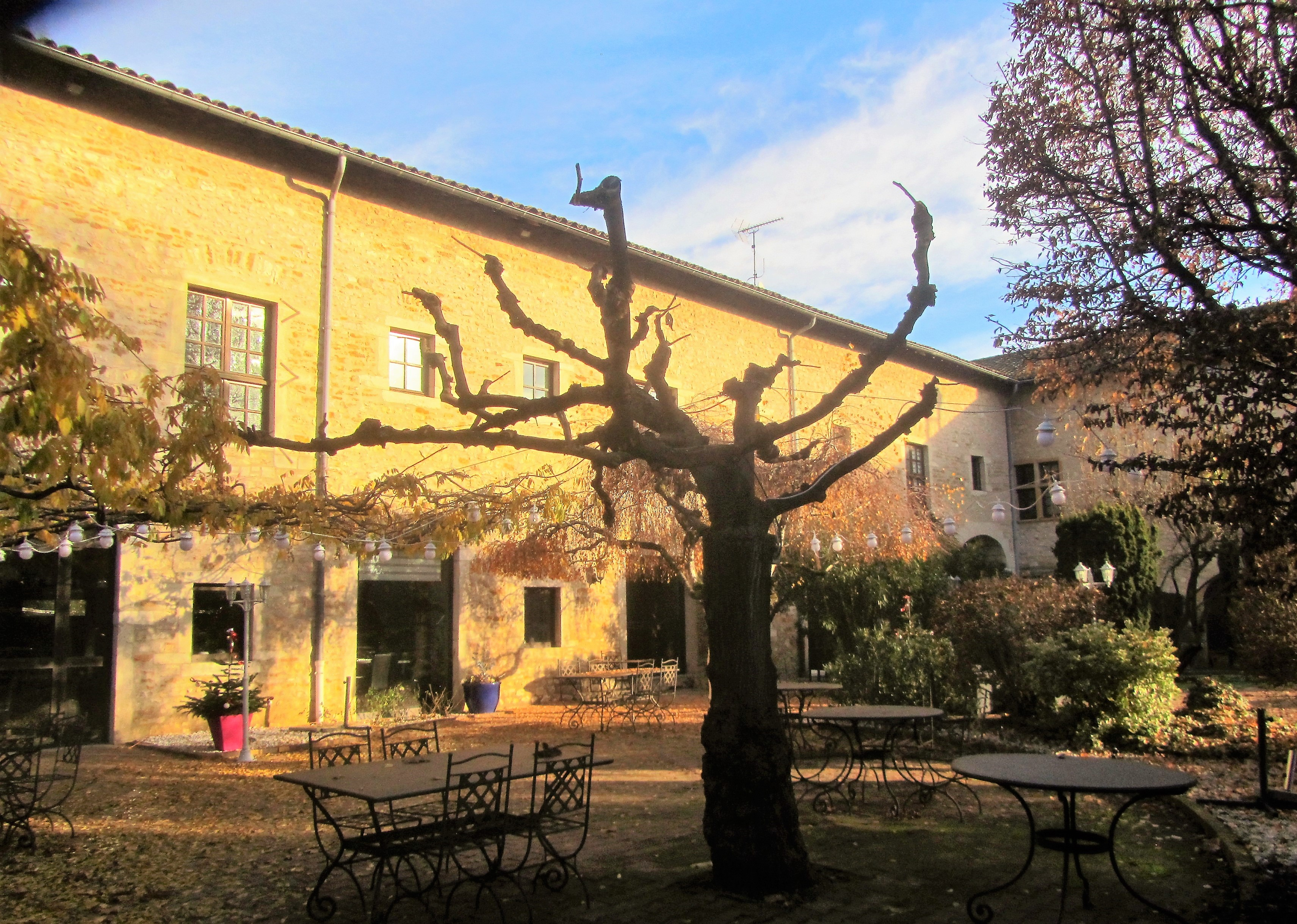
Ferme du Poulet.
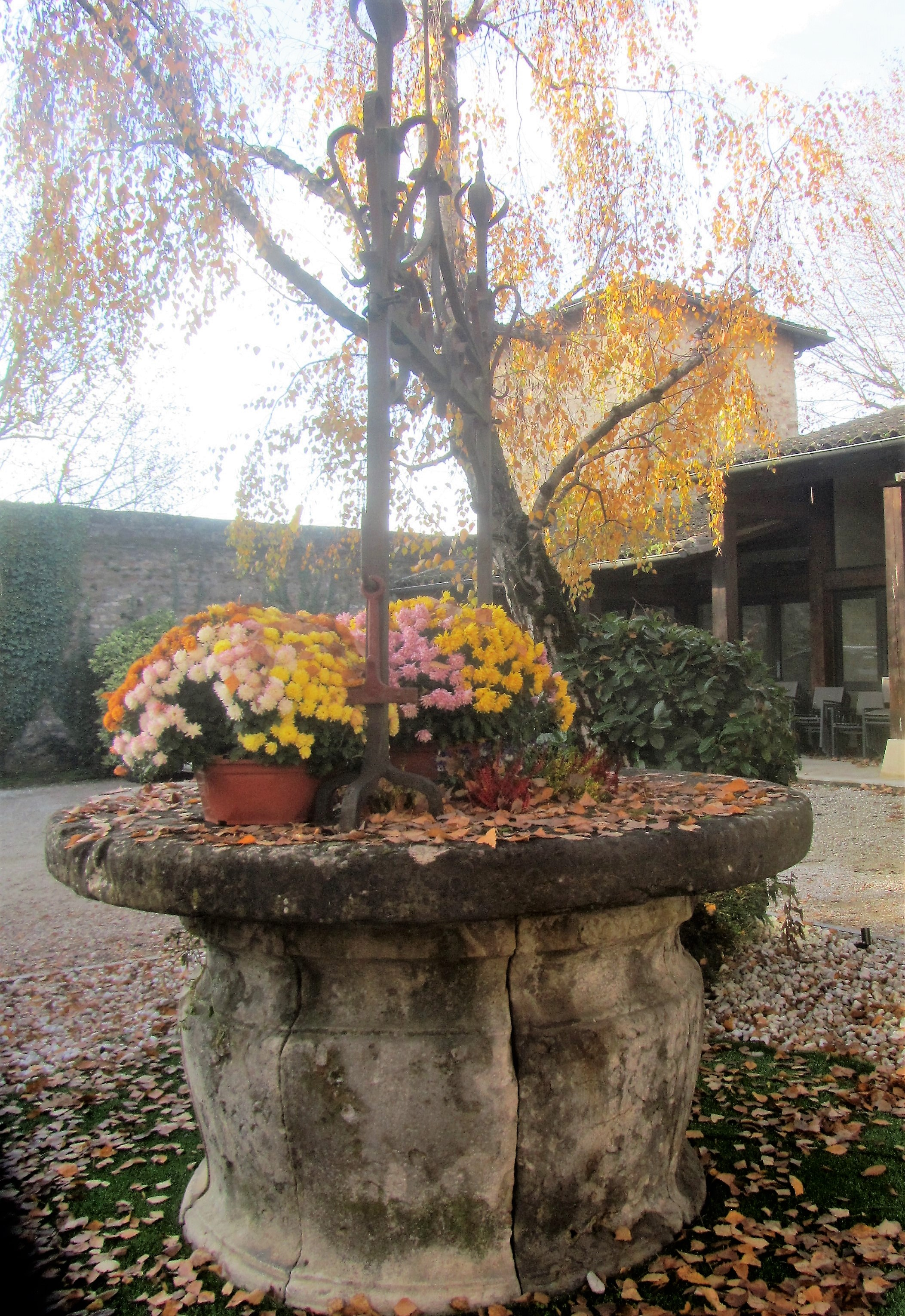
Puits dans ferme du Poulet.
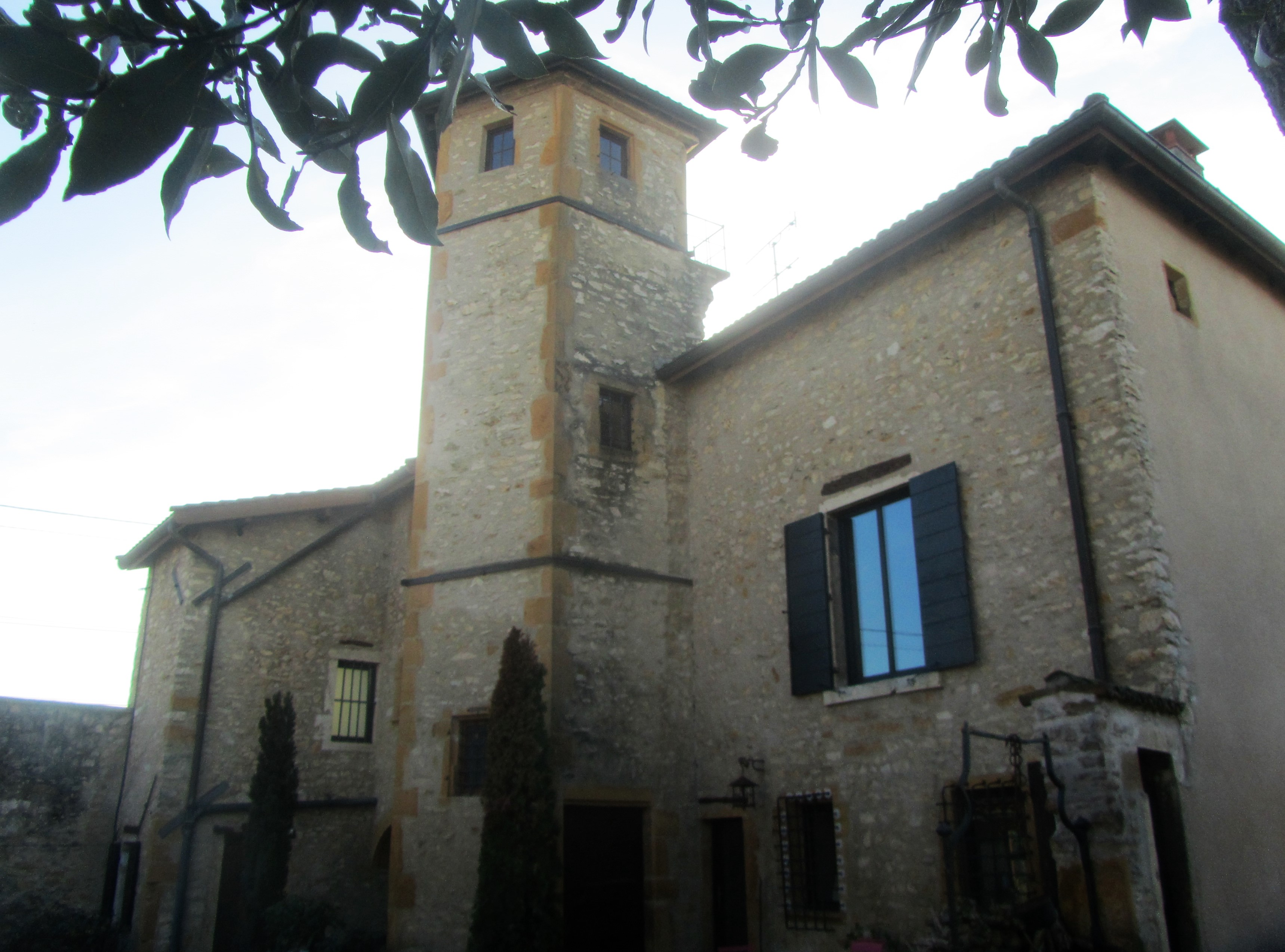
Grange Garnier.

### Villefranche en Beaujolais?
Il est permis, pour conclure, de s'étonner du peu d'intérêt porté à changer le nom en transformant la ville de la Saône en ville du Beaujolais : Châlons-sur-Marne n'a-t-elle pas choisi de s'appeler « en Champagne » ? En revanche, le visiteur ne saurait ignorer qu'elle est une bonne base de départ pour la visite du vignoble proche grâce aux nombreux panneaux ou murs peints sur ce thème.

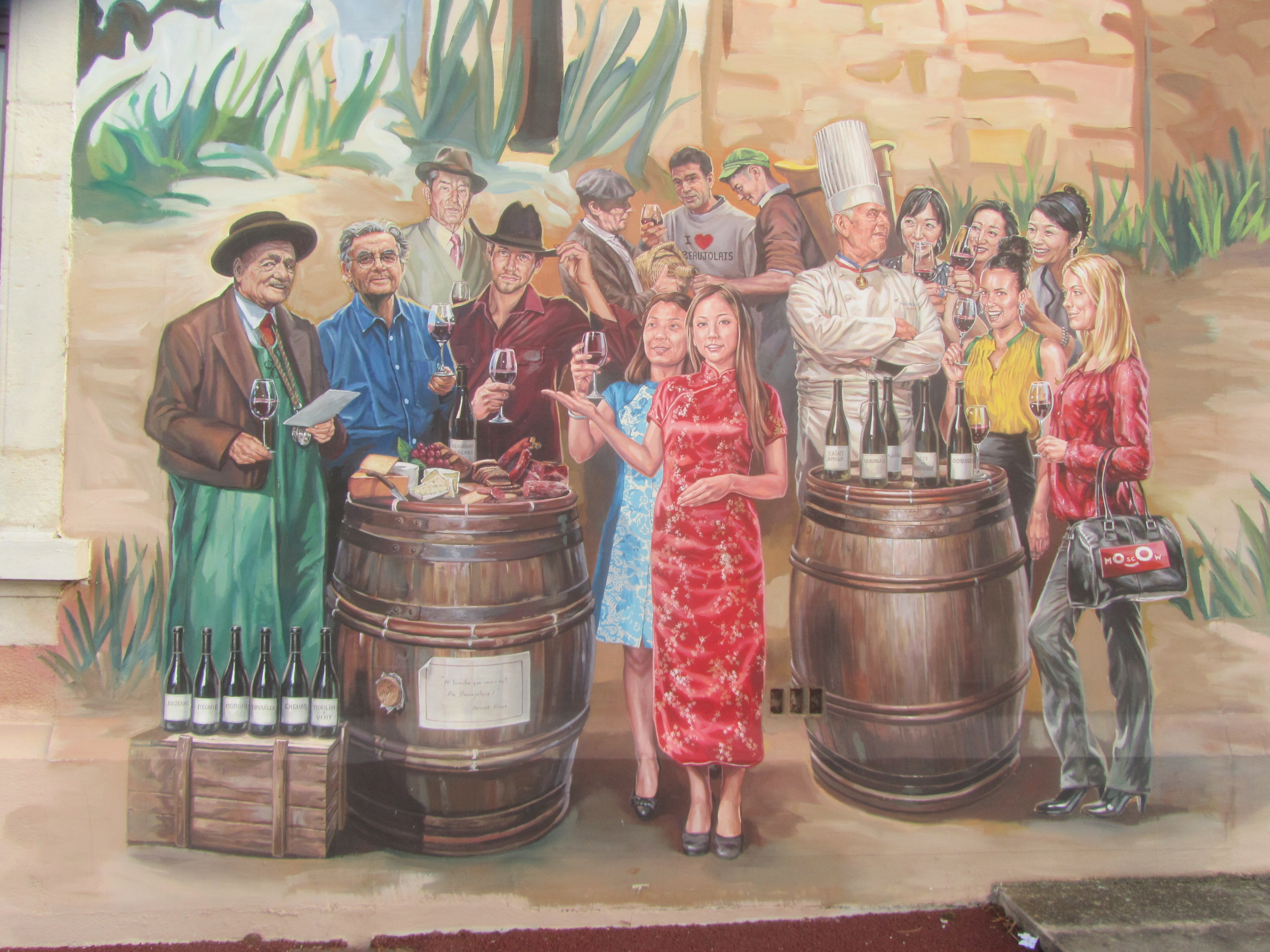
La fête des vendanges.
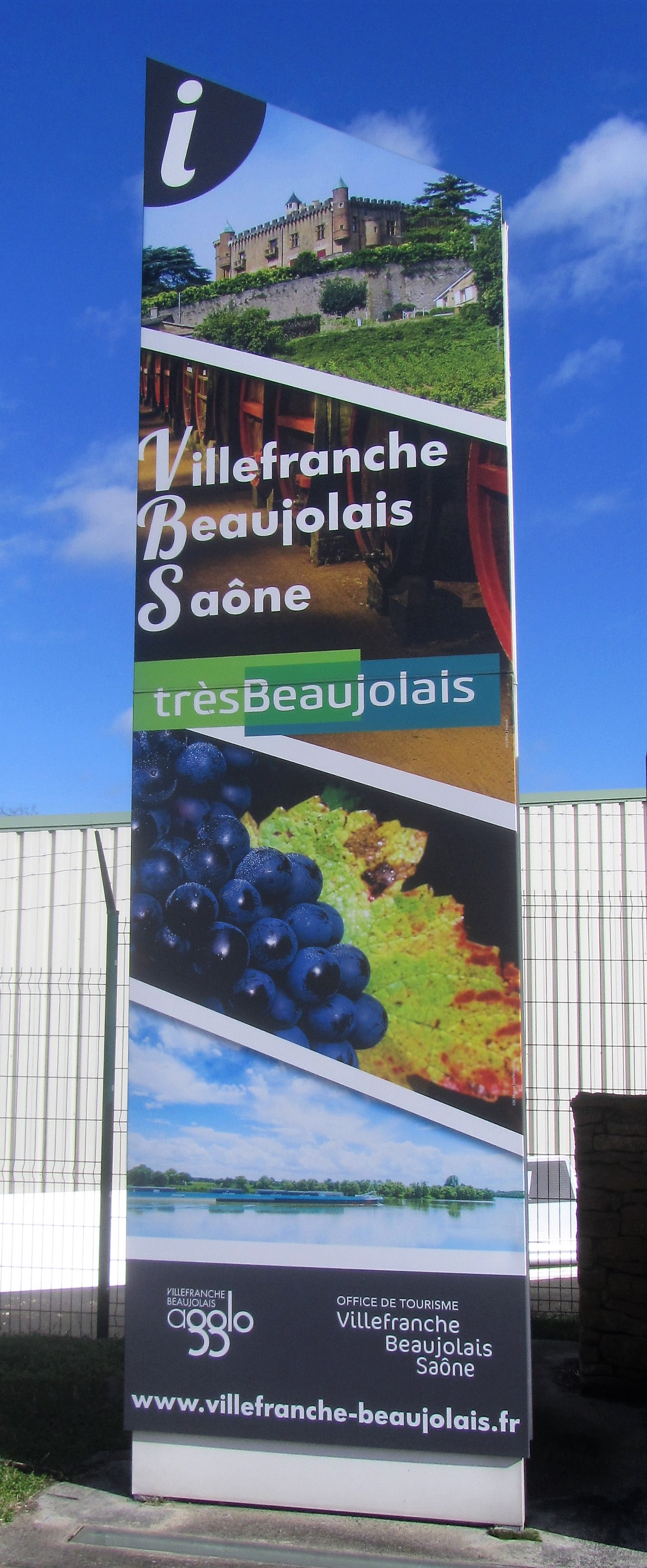
Panneau d'accueil en sortie d'autoroute.
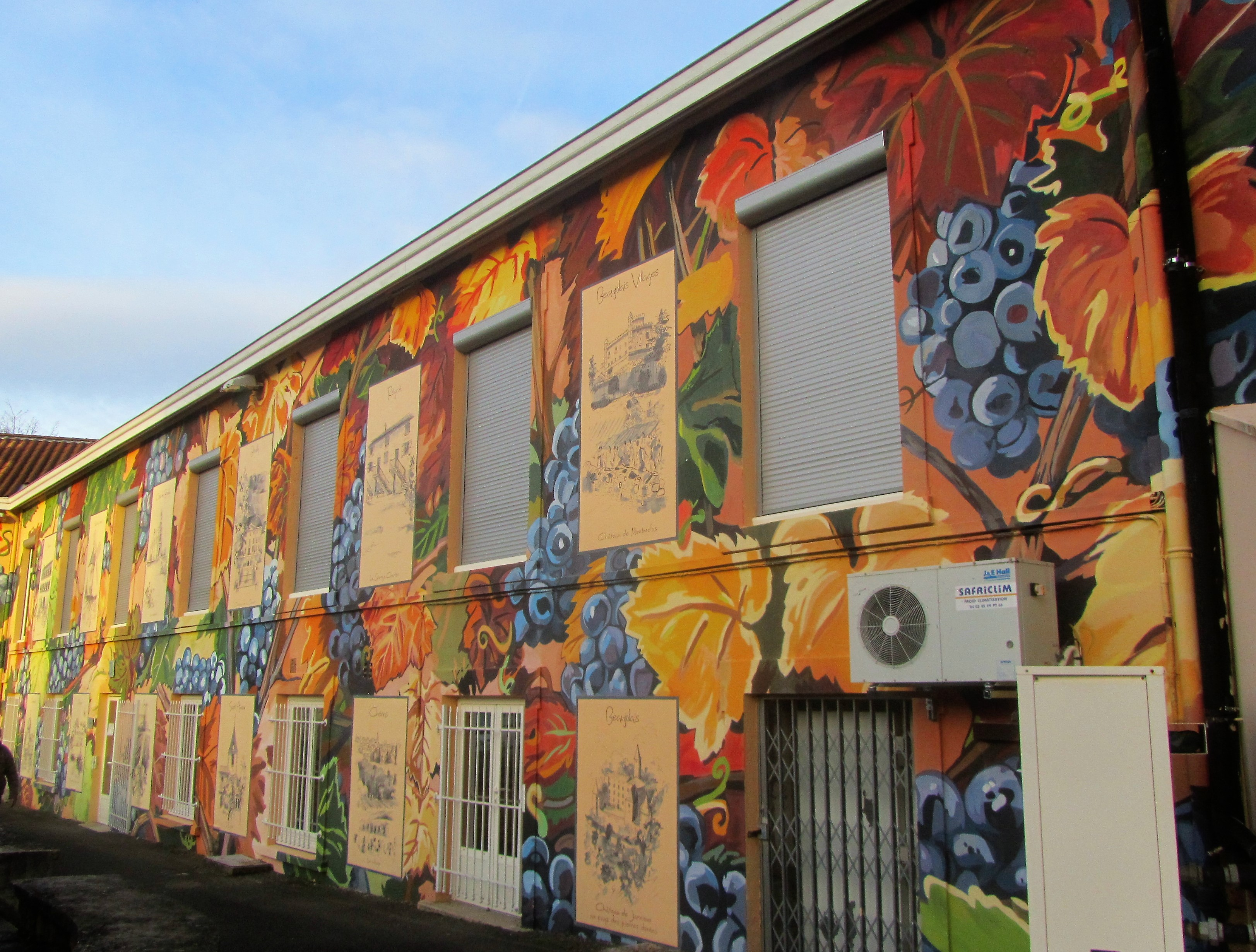
Mur des grappes au 210.
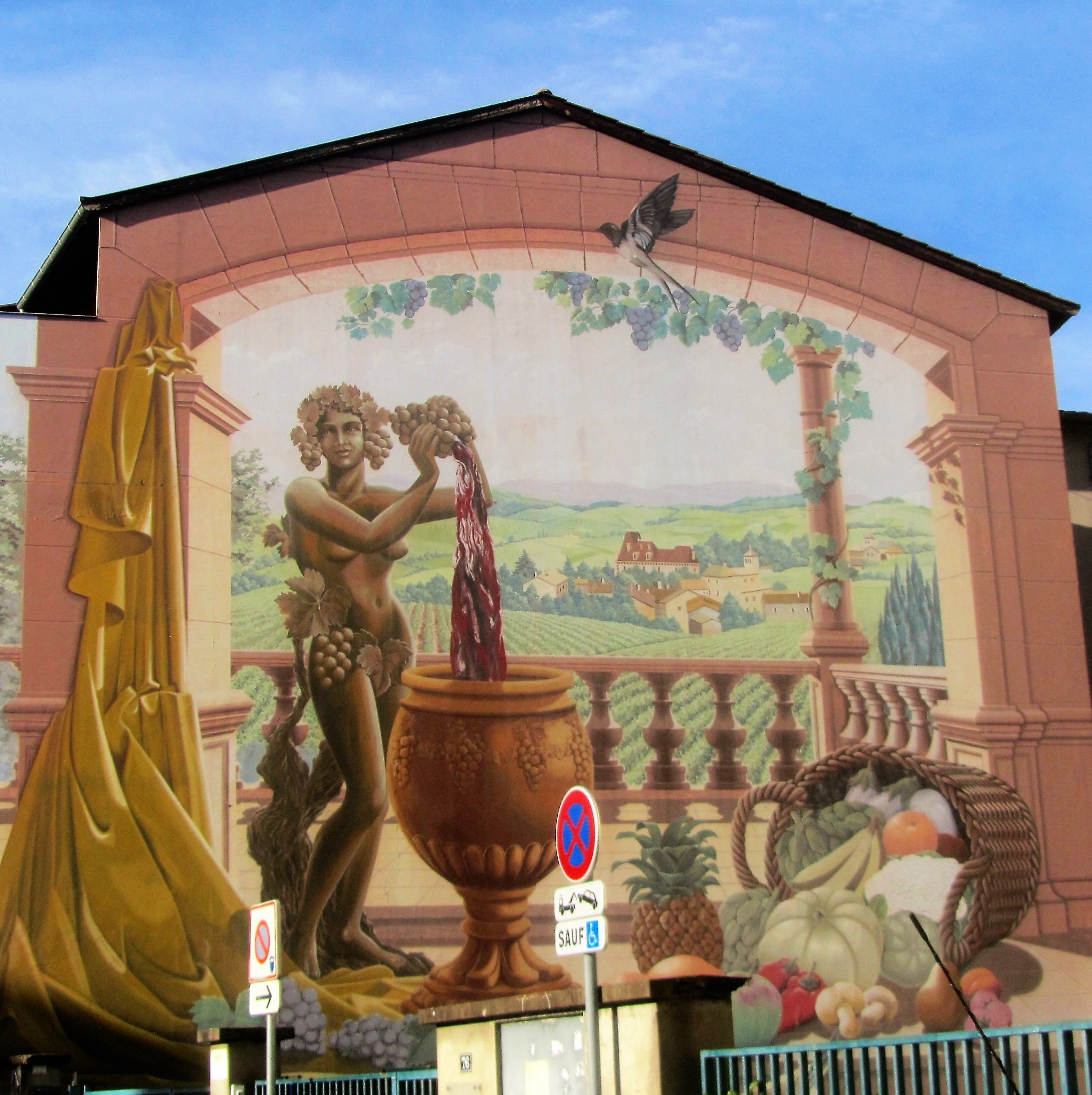
La nymphe du beaujolais.